# Cortinarius
Cortinarius (Samuel Frederick Gray, 1821), denumit în popor pâsloșei, este un gen foarte mare de bureți (global există mai mult de 2.000 de specii,  în Europa aproximativ 500) din încrengătura Basidiomycota în ordinul Agaricales și familia Cortinariaceae. Denumirea științifică Cortinarius provine din cuvântul latin (latină cortina), ce înseamnă văl, perdea. Această cortină este formată din fibre foarte fine ca păienjeniș între marginea pălăriei și piciorul. Cortina este o trăsătură caracteristică a ciuperci, dar apare de asemenea în alte genuri. Bureții acestui gen coabitează mereu, fiind simbionți micoriza (formează micorize pe rădăcinile arborilor), dezvoltându-se în România, Basarabia și Bucovina de Nord în păduri de conifere și în cele foioase, din iunie până în noiembrie. Tip de specie este Cortinarius violaceus.

## Descriere
Alături de genul Amanita, această familie cuprinde, atât specii valoroase, din punct de vedere alimentar, nu puține necomestibile cât și soiuri deosebit de toxice, unele mortale. Caracterele genului cu mici excepții sunt:

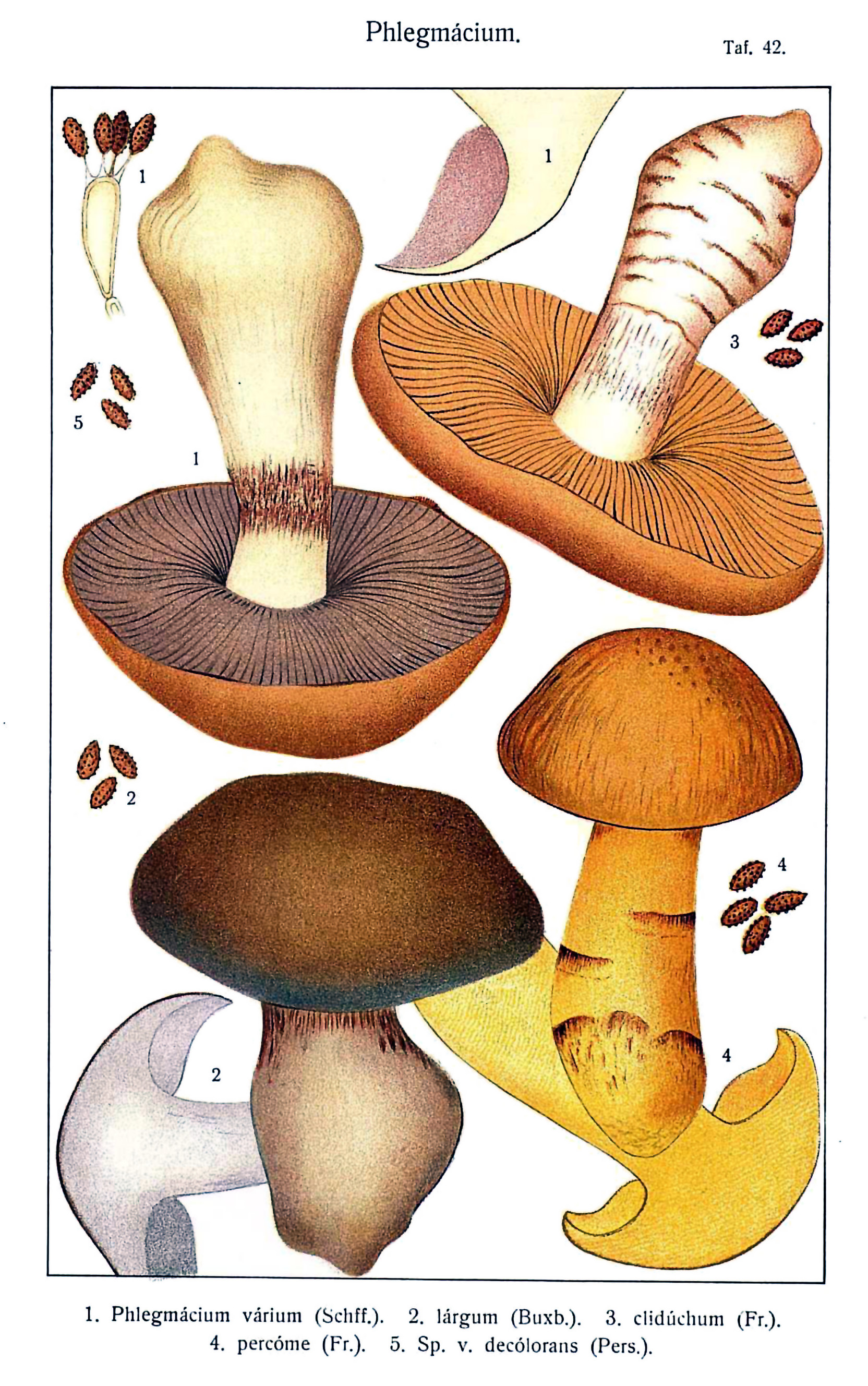
Diverse cortinarii

- Pălăria: este de mărime mediocră, emisferică sau în formă de clopoțel, în cursul maturizării din ce în ce mai aplatizată, până când în cele din urmă este convexă, la diverse specii ușor cocoșată. Cuticula este în mod general netedă, câteodată firoasă până solzoasă, poate fi uscată sau mucoasă și arată toate culorile.
- Lamelele: sunt dese, adesea oară ușor boltite, sporifere cu existența - cel puțin în stadiul tânăr - a elementelor de cortină, caracteristice pentru acest gen. Sporii sunt vâscoși, rotunjori până elipsoidali, pulberea fiind maroniu-ruginie.
- Piciorul: este cilindric, la diverse specii bulbos spre bază și relativ înalt față de pălărie. Coloritul diferă.
- Carnea: este destul de tare, albă sau colorată (soiuri necomestibile). Gustul poate fi dulceag, iute sau dezagreabil, mirosul variază între plăcut, fructuos și scârbos.[2][3]

## Caracteristici comune
- Genul poartă în tinerețe mereu o cortină, formată din fibre foarte fine ca păienjeniș între marginea pălăriei și picior (rest al vălului parțial/universal).
- Aceste fibre sunt efemere și cortina dispare, dar ele se restrâng frecvent în jurul mijlocul piciorului creând la diverse soiuri o zonă inelară.
- Culoarea sporilor este în cele mai multe cazuri maronie până ruginie, astfel lamelele unei ciuperci mature ale acestui gen sunt de același colorit.
- Toate speciile acestui gen sun simbionți micoriză, astfel se găsesc numai în asociere cu copaci.[2][3][4]

Determinarea exactă este adesea dificilă, motiv pentru care genul este împărțit în secțiuni (subgenuri) pentru a efectua apoi cercetări mai direcționate respectiv o identificare la nivel de specie. Un instrument important pentru a distinge de exemplu secțiunile de altfel foarte asemănătoare ale Dermocybe și Leprocybe este testul de alcool. Se verifică dacă coloranții conținuți în descoperire pot fi dizolvați cu alcool. Pentru a face acest lucru, cel mai bine este dacă ciuperca se așază pe 3-4 foi de rulou de bucătărie întinse una peste alta și apoi se stropește cu ceva alcool incolor. Dacă din burete se eliberează coloranți care colorează hârtia, atunci este vorba de o Dermocybe, dacă nu este o Leprocybe.

## Subgenuri (secții)
Genul Cortinarius cuprinde în Europa aproximativ 500 (global mai mult de 2.000). Depinde de autor, acesta este împărțit în șase la nouă subgenuri. Multe specii pot fi determinate doar de specialiști cu ajutorul caracteristicilor microscopice și a reacțiilor chimice ale culorii. Mai departe, toate subgenurile sunt încă odată divizate în mai multe secții. Subîmpărțirea următoarele subgenuri urmează în mare măsură după taxonomiile lui Bruno Cetto, Jean-Louis Lamaison și Marcel Bon:
- Cortinarius - Cortinarius (în sens restrâns): specii cu picior mai gros, de exemplu Cortinarius caperatus (comestibil), Cortinarius crassus (comestibil),[8] Cortinarius hercynicus (necomestibil),[9] Cortinarius poppyzon (necomestibil),[10] Cortinarius splendens (otrăvitor),[11] Cortinarius violaceus (comestibil). Ultimul este tip de specie.[12]

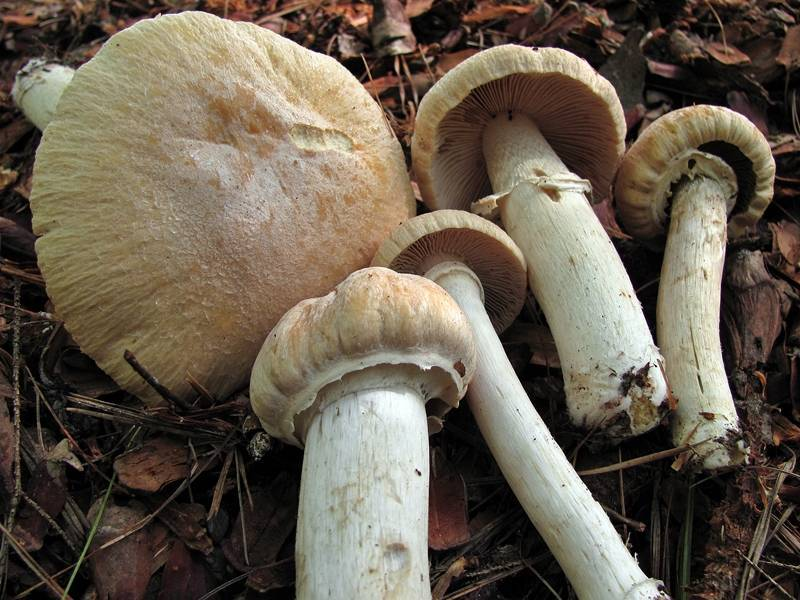
Cortinarius caperatus
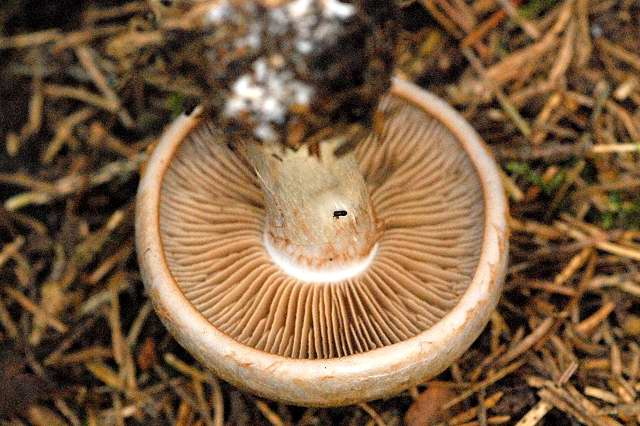
Cortinarius crassus
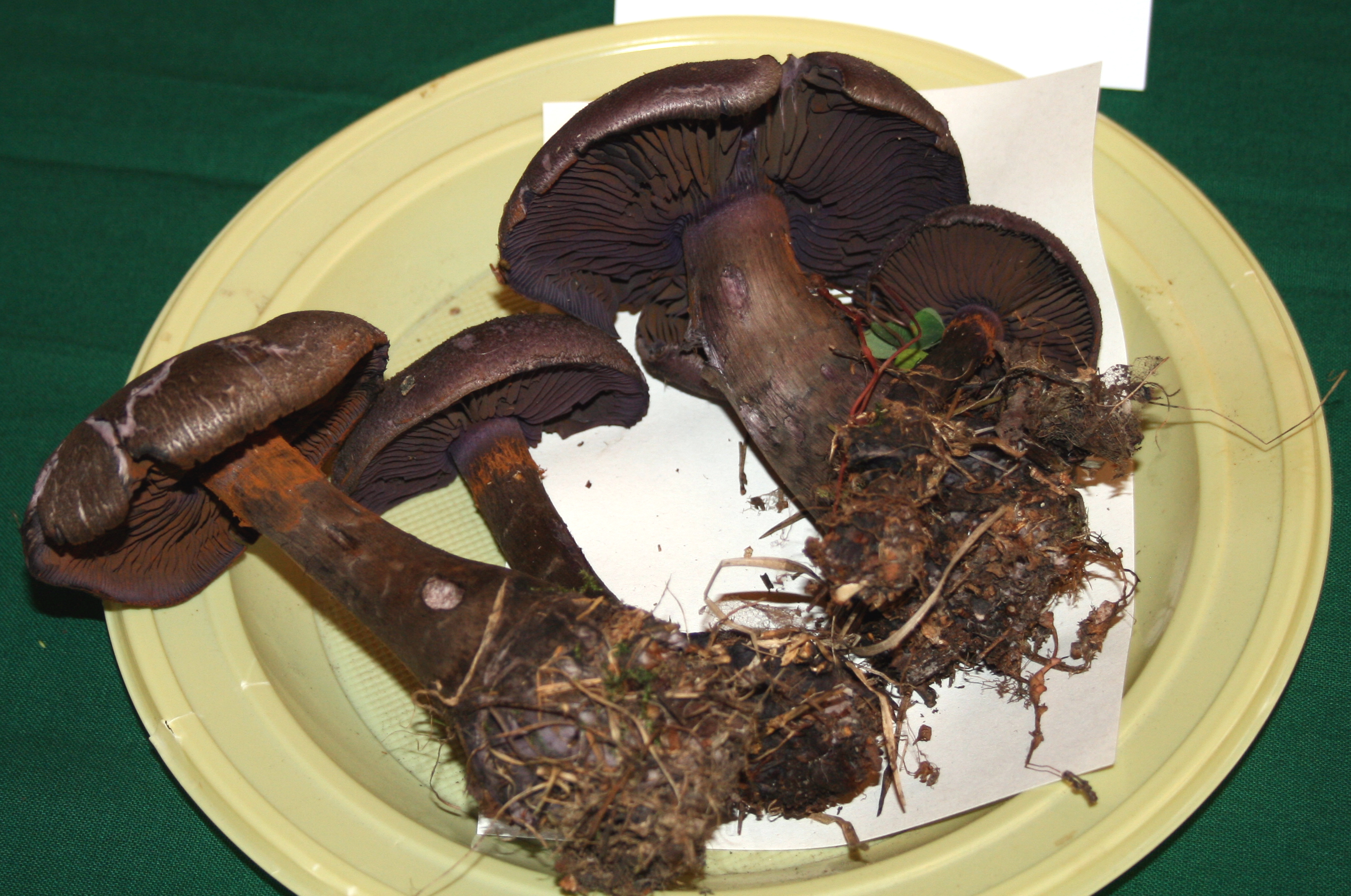
Cortinarius hercynicus
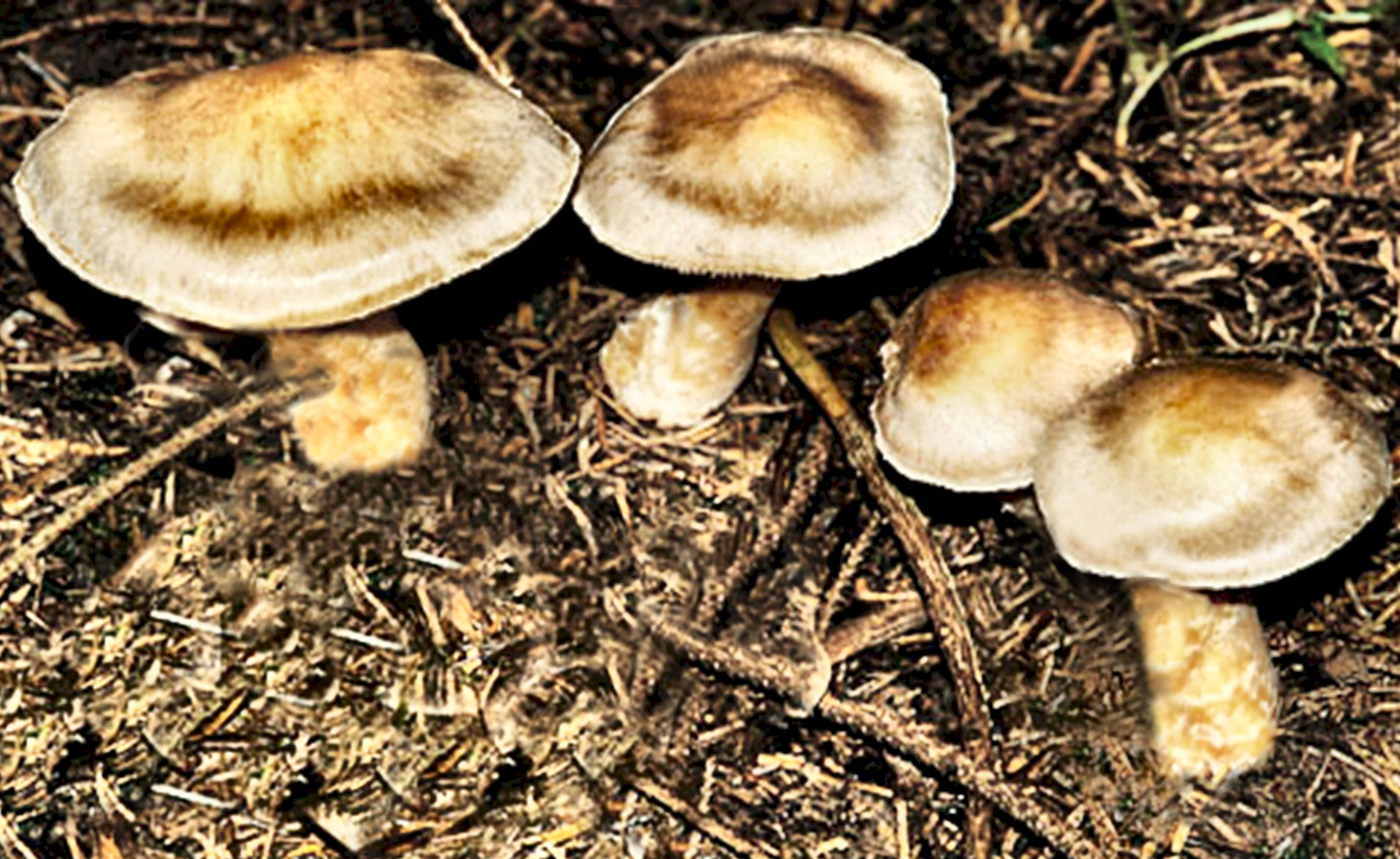
Cortinarius poppyzon

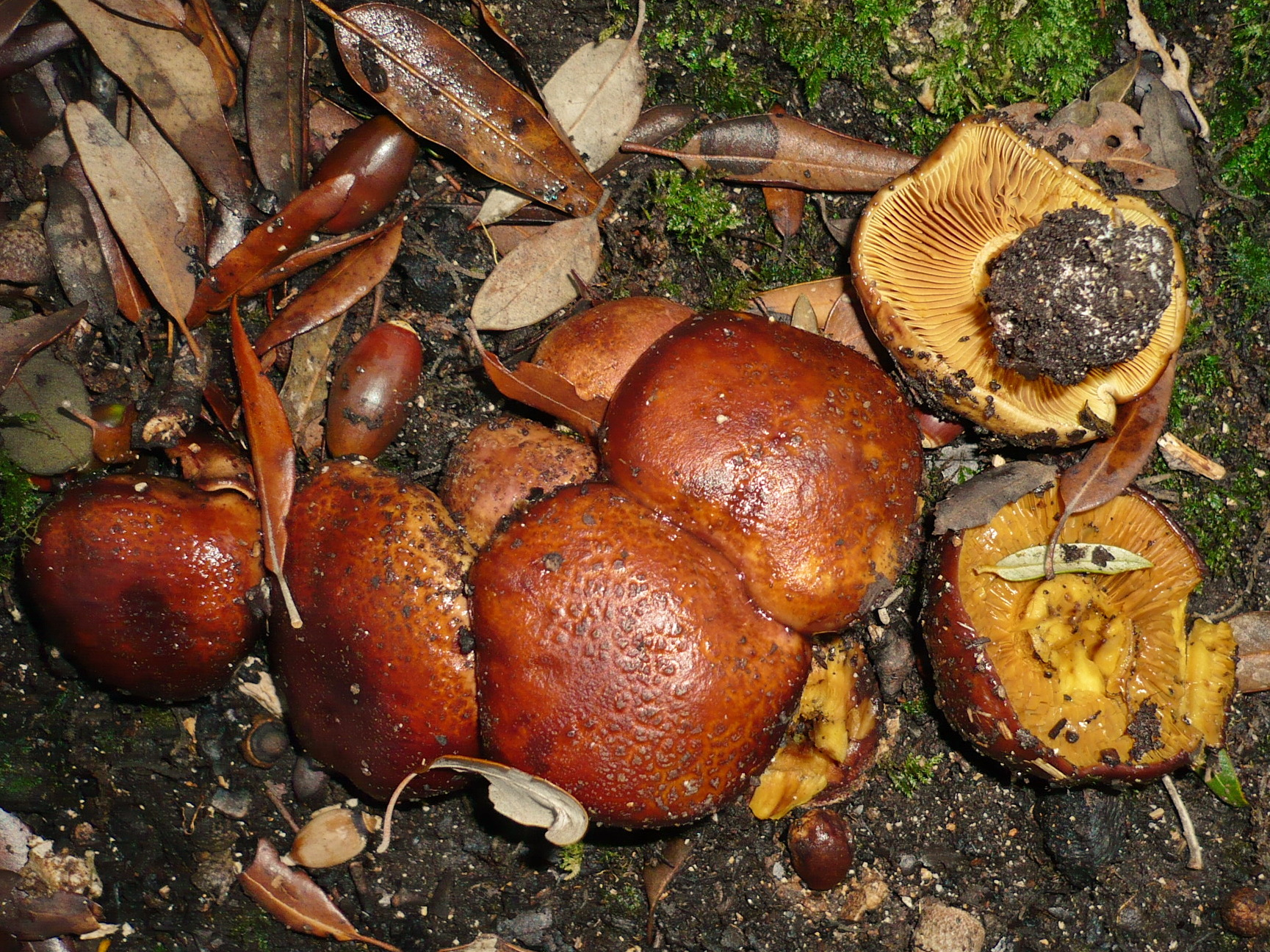
Cortinarius splendens
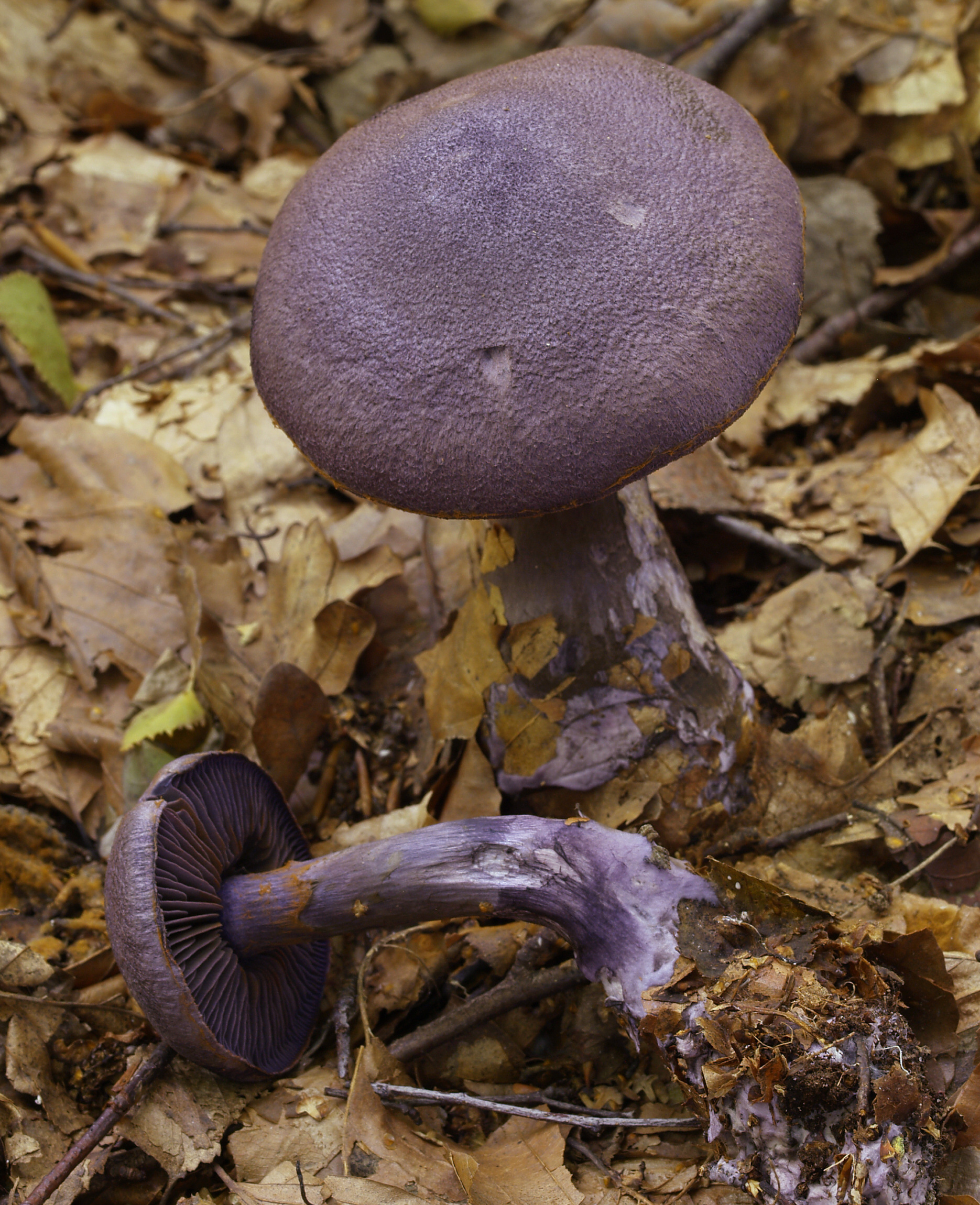
Cortinarius violaceus

- Dermocybe: specii cu picior cilindric și subțire cu calități nehigrofane, de exemplu, Cortinarius croceus (otrăvitor),[13] Cortinarius malicorius (otrăvitor), [14] Cortinarius sanguineus (otrăvitor),[15] Cortinarius semisanguineus (otrăvitor),[16] Cortinarius uliginosus (otrăvitor).[17] Sunt micologi, ca de exemplu Meinhard Michael Moser, care declară, că acest subgen ar fi un gen propriu, cea ce însa nu s-a impus.

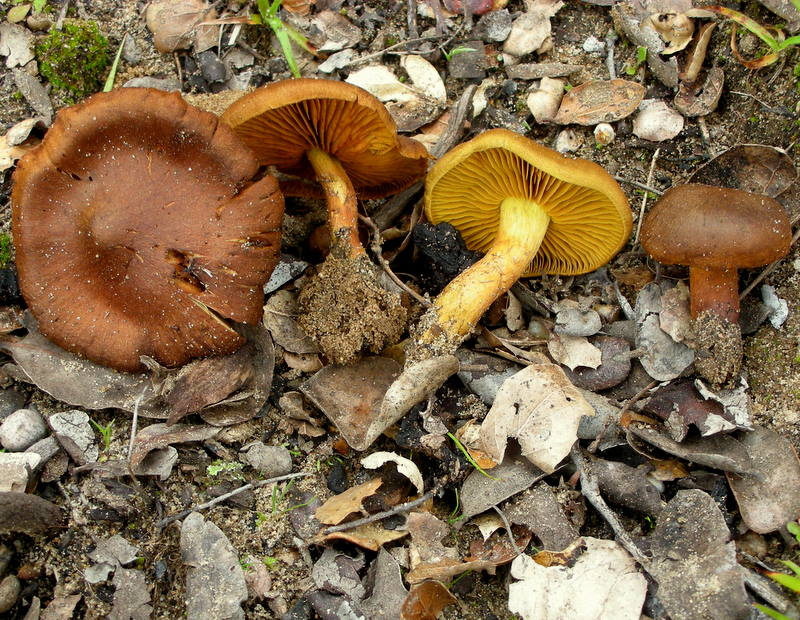
Cortinarius croceus
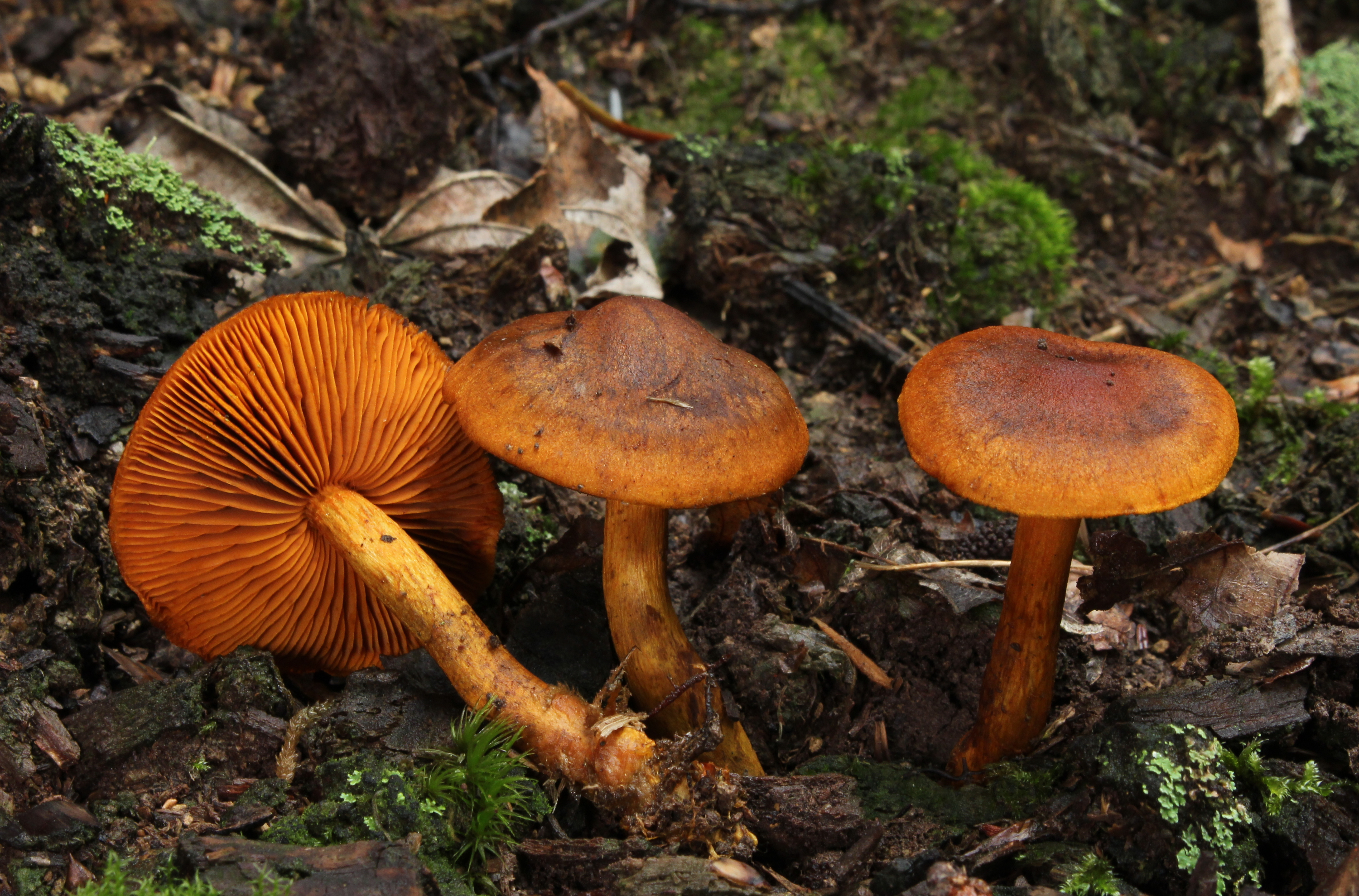
Cortinarius malicorius
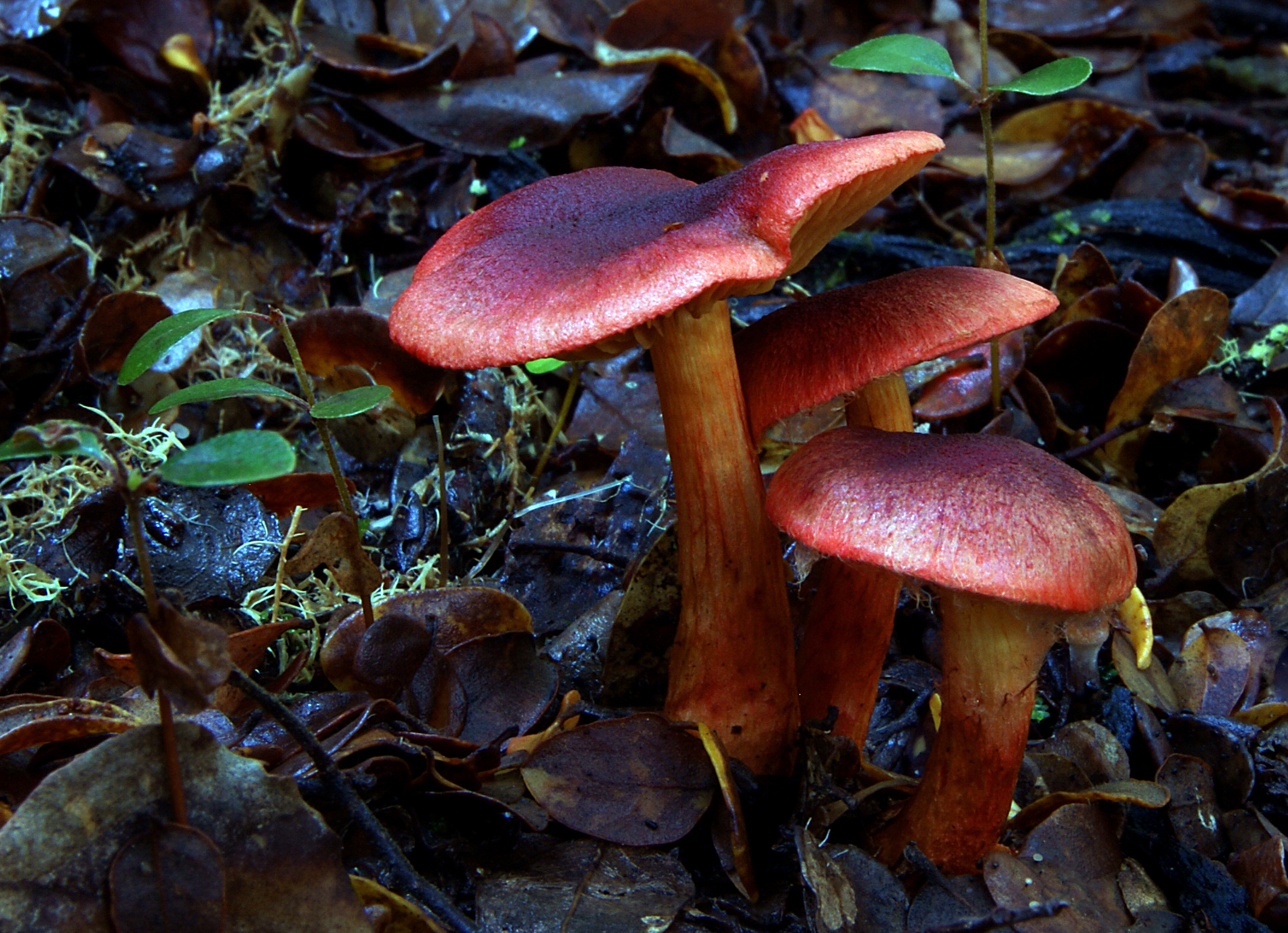
Cortinarius sanguineus
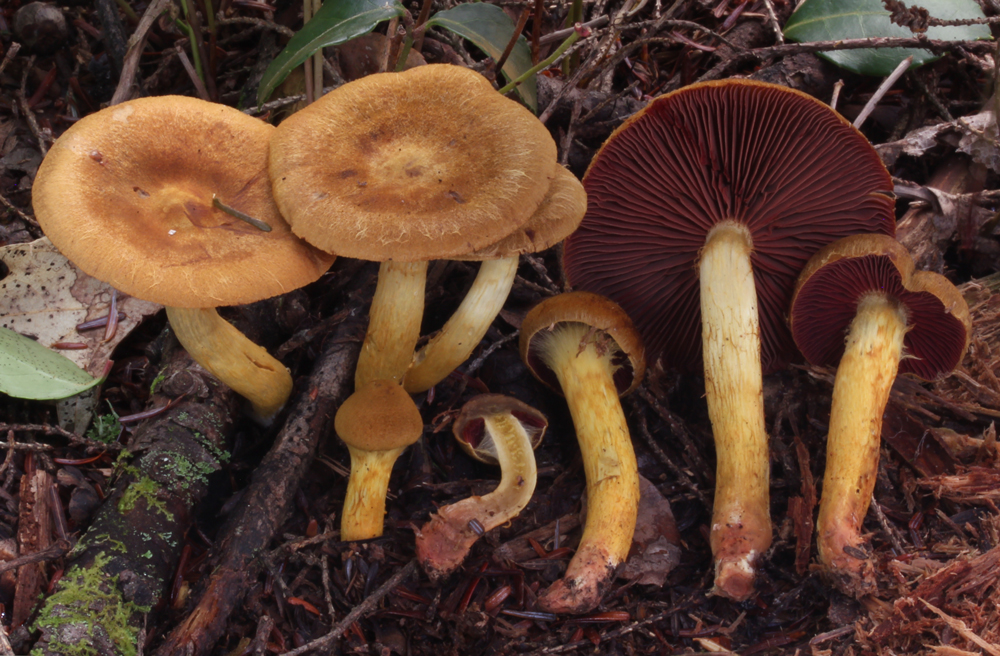
Cortinarius semisanguineus
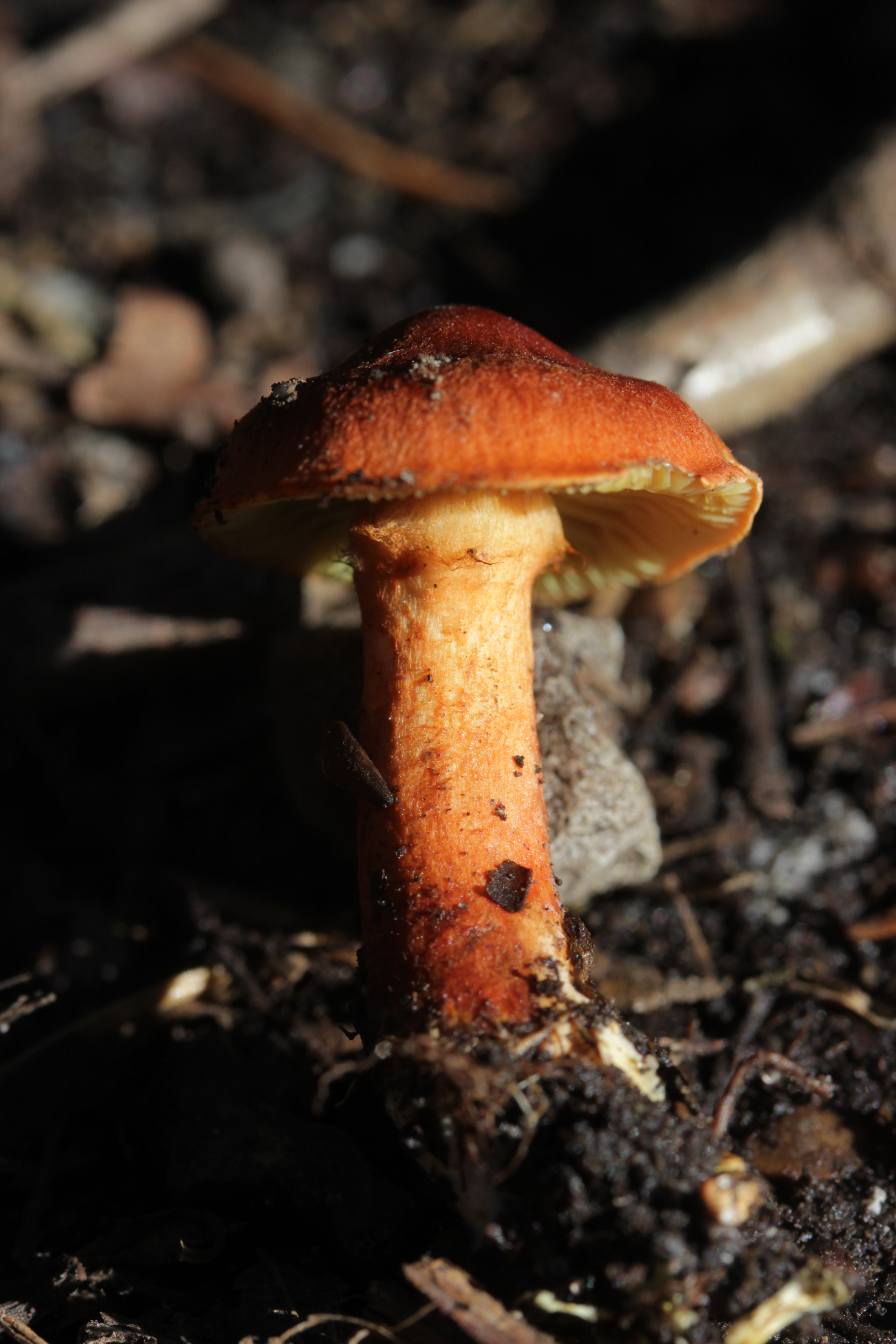
Cortinarius uliginosus

- Hydrocybe: specii cu sau fără inel cu pălărie netedă, câteodată fibroasă. Cele mai importante caracteristici sunt tulpinile adesea zonate și pălăriile higrofane care se schimbă odată cu disimilitudinea umidității. Cei mai mulți autori o văd pe Hydrocybe drept secție al subgenului Telamonia. Exemple: Cortinarius bivelus (necomestibil),[18] Cortinarius evernius (necomestibil),[19] Cortinarius hemitrichus (necomestibil),[20] Cortinarius laniger (necomestibil),[21] Cortinarius subferrugineus (necomestibil),[22]

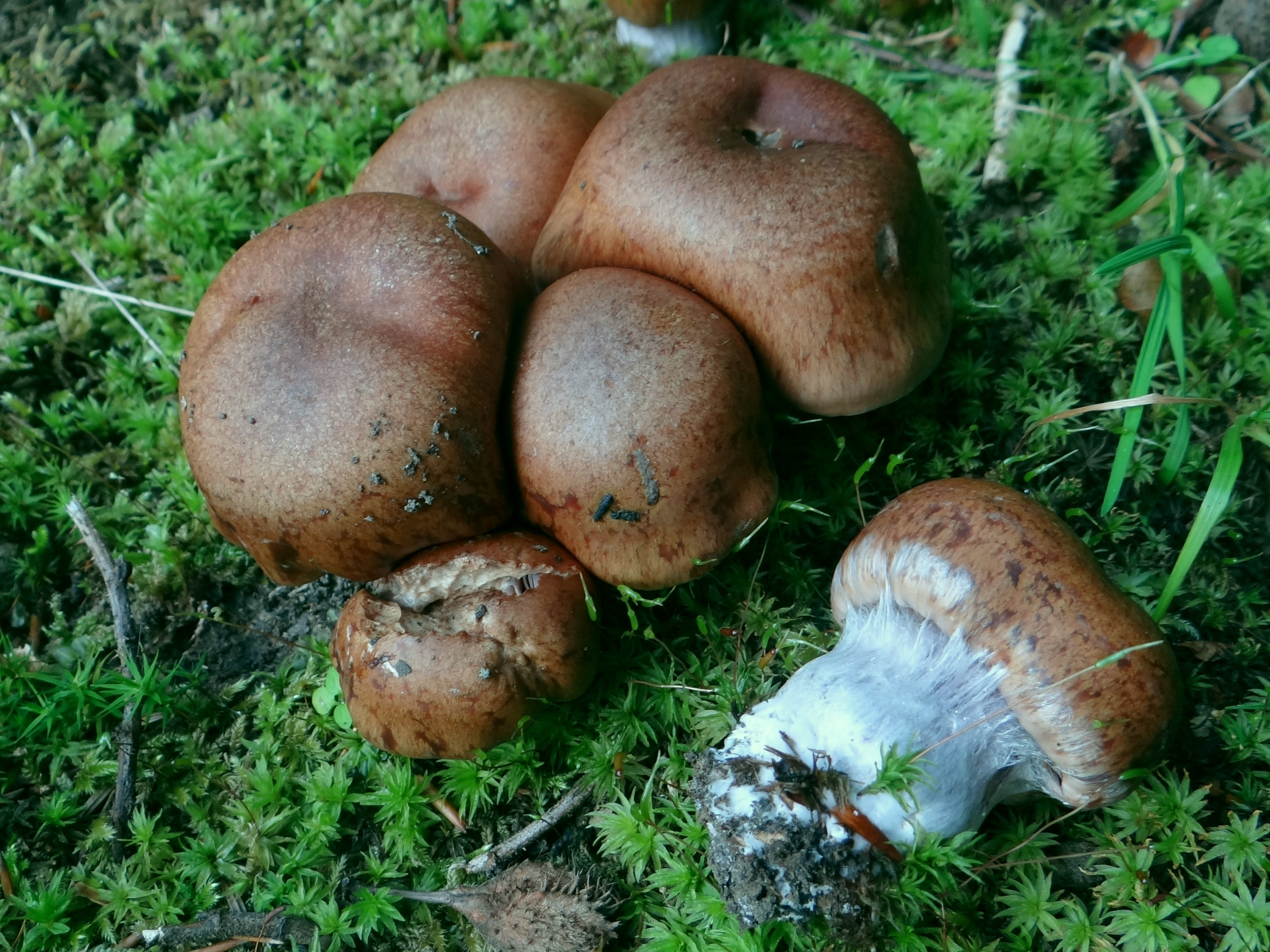
Cortinarius bivelus
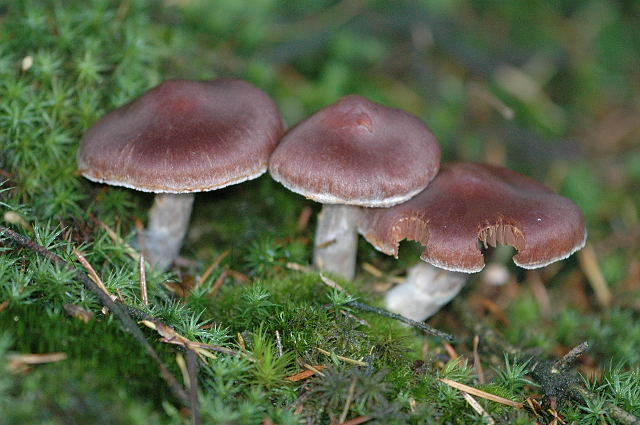
Cortinarius evernius
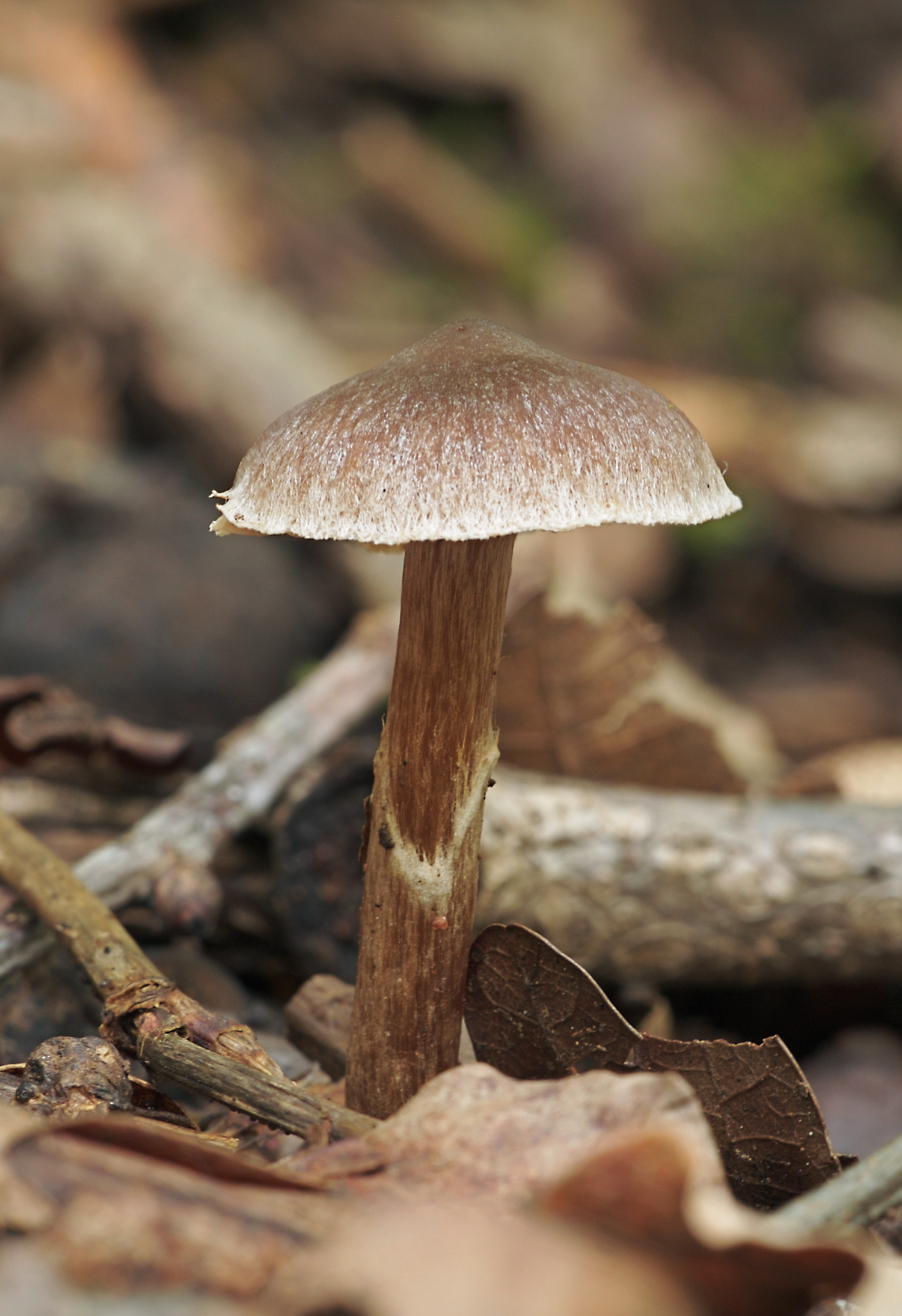
Cortinarius flexipes
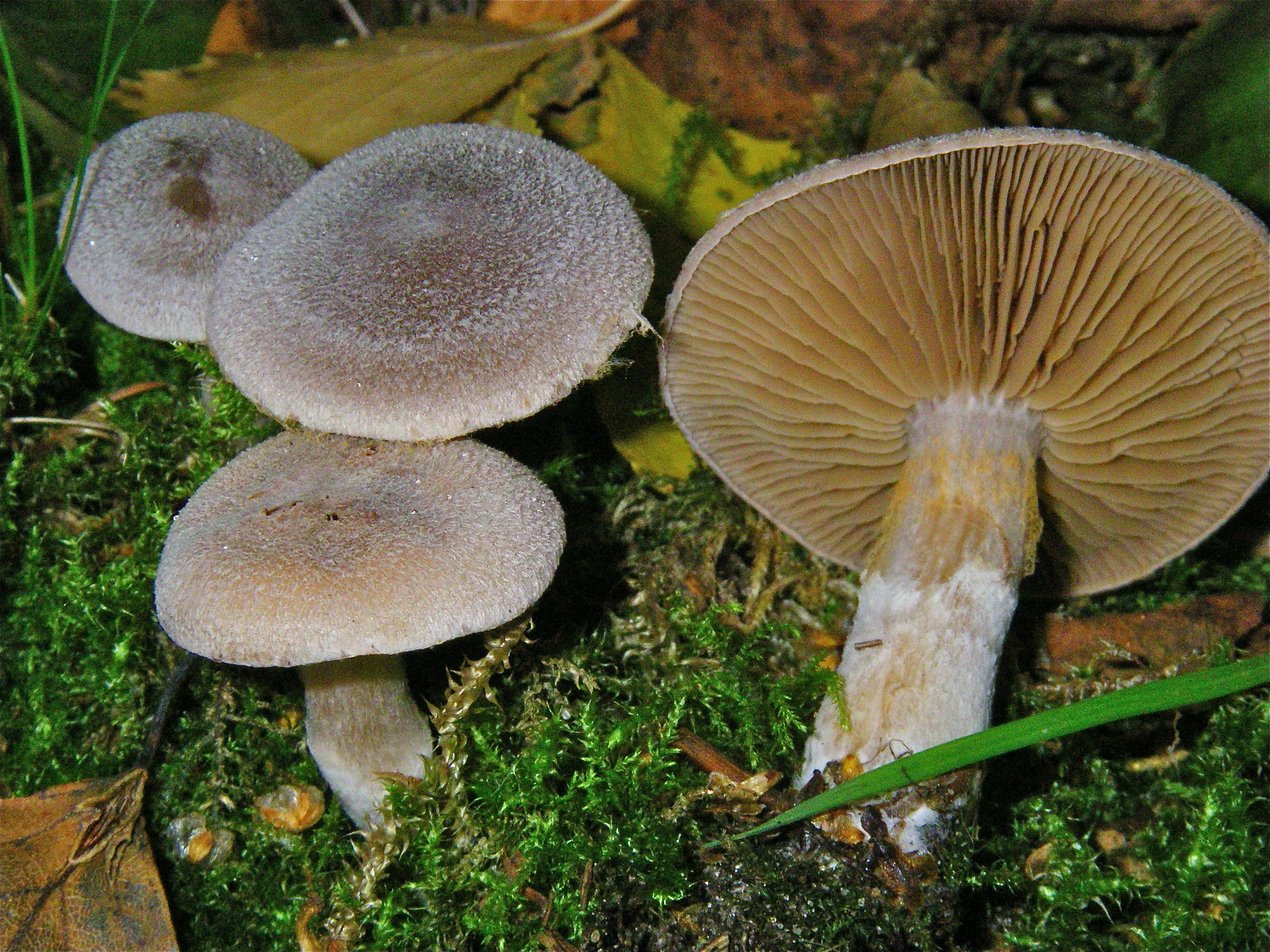
Cortinarius hemitrichus

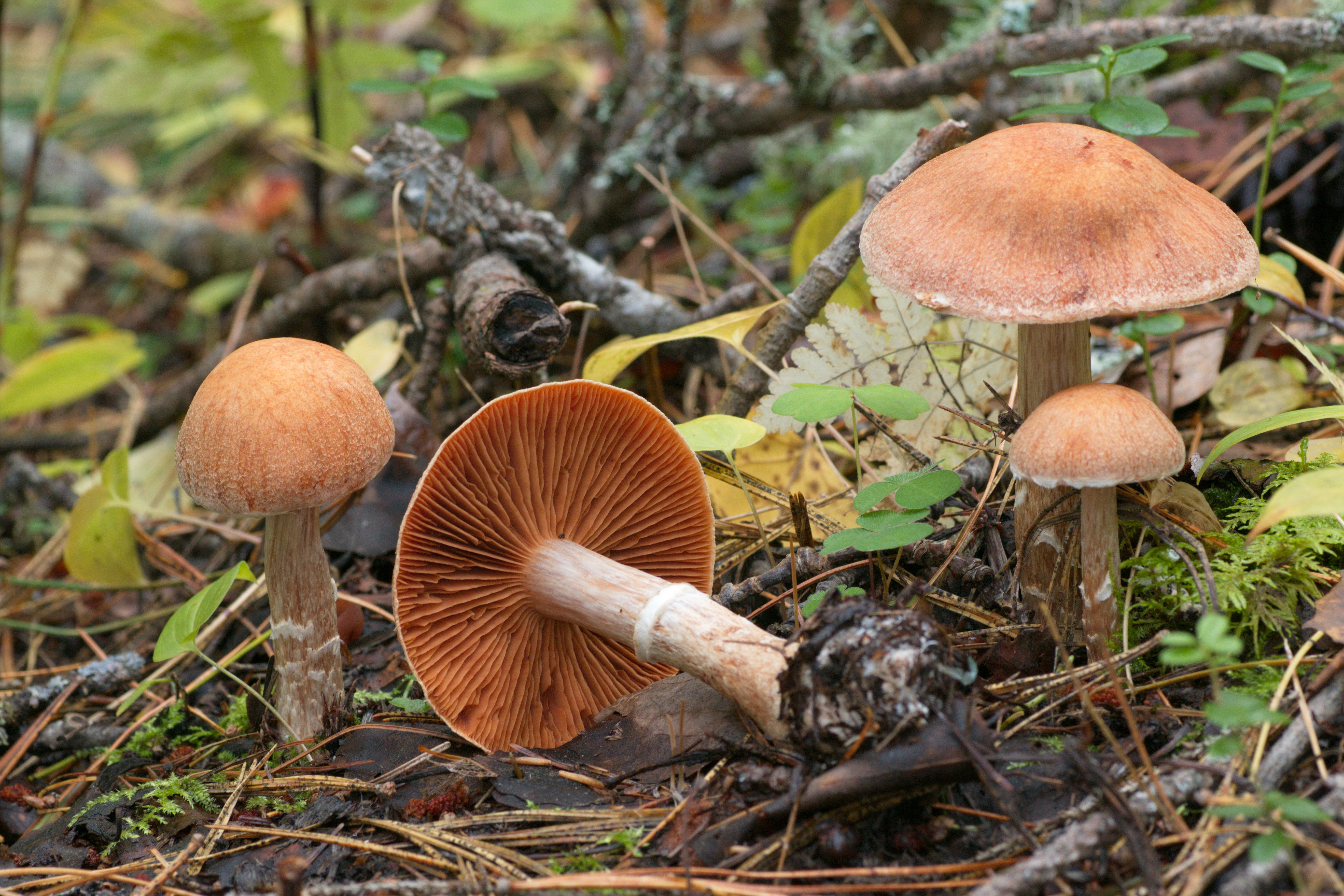
Cortinarius laniger
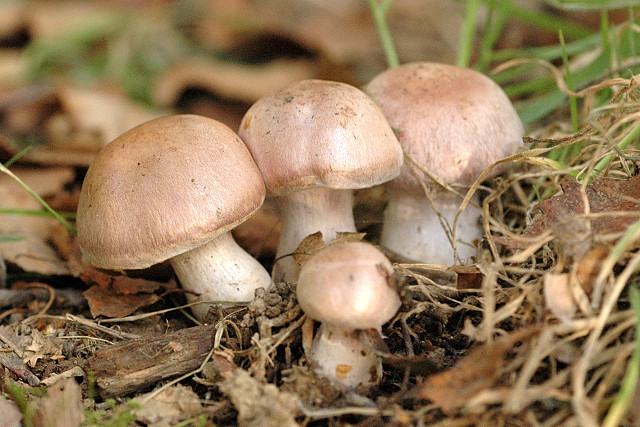
Cortinarius subferrugineus

- Leprocybe: specii  cu cuticulă catifelată, fin fibroasă până scămos-solzoasă cu un colorit uniform, de exemplu Cortinarius bolaris (otrăvitor),[23] Cortinarius callisteus (otrăvitor),[24] Cortinarius cotoneus (otrăvitor),[25] Cortinarius gentilis (otrăvitor),[26] Cortinarius melanotus (necomestibil)[27] Cortinarius orellanus (mortal), Cortinarius rubellus (mortal), Cortinarius rubicundulus (otrăvitor),[28] Cortinarius venetus (otrăvitor).[29] Acest subgen a mai fost împărțit în trei secțiuni, anume: Legrocybe(preponderent de culoare galben-măslinie până măslinie), Limonei și Orellani (ambele preponderent de culoare galbenă până ocru-portocalie).

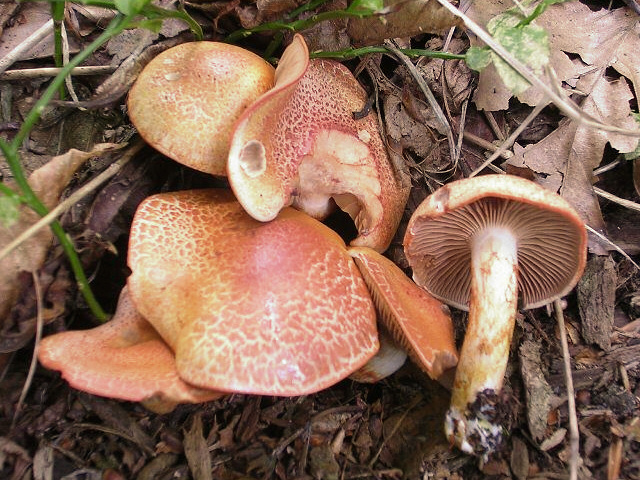
Cortinarius bolaris
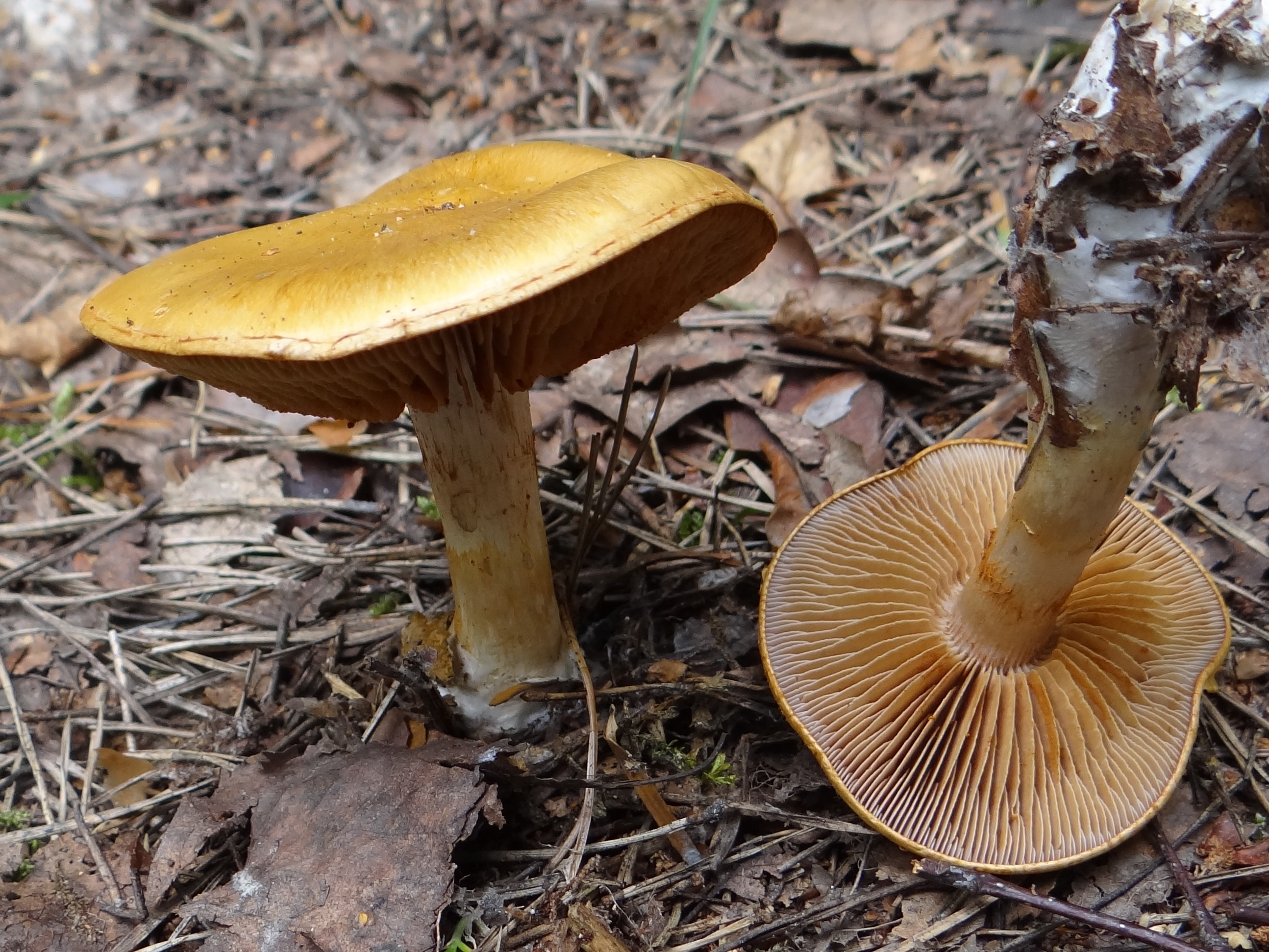
Cortinarius callisteus
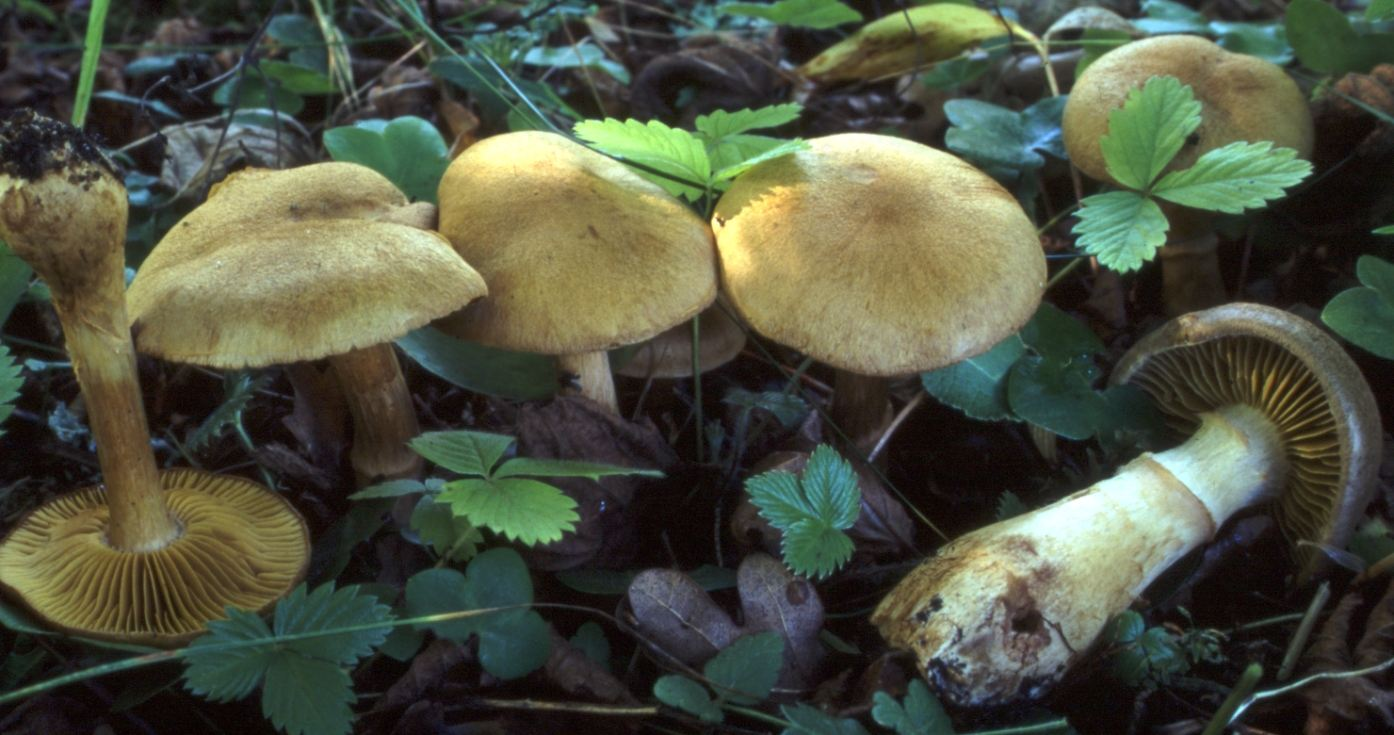
Cortinarius cotoneus
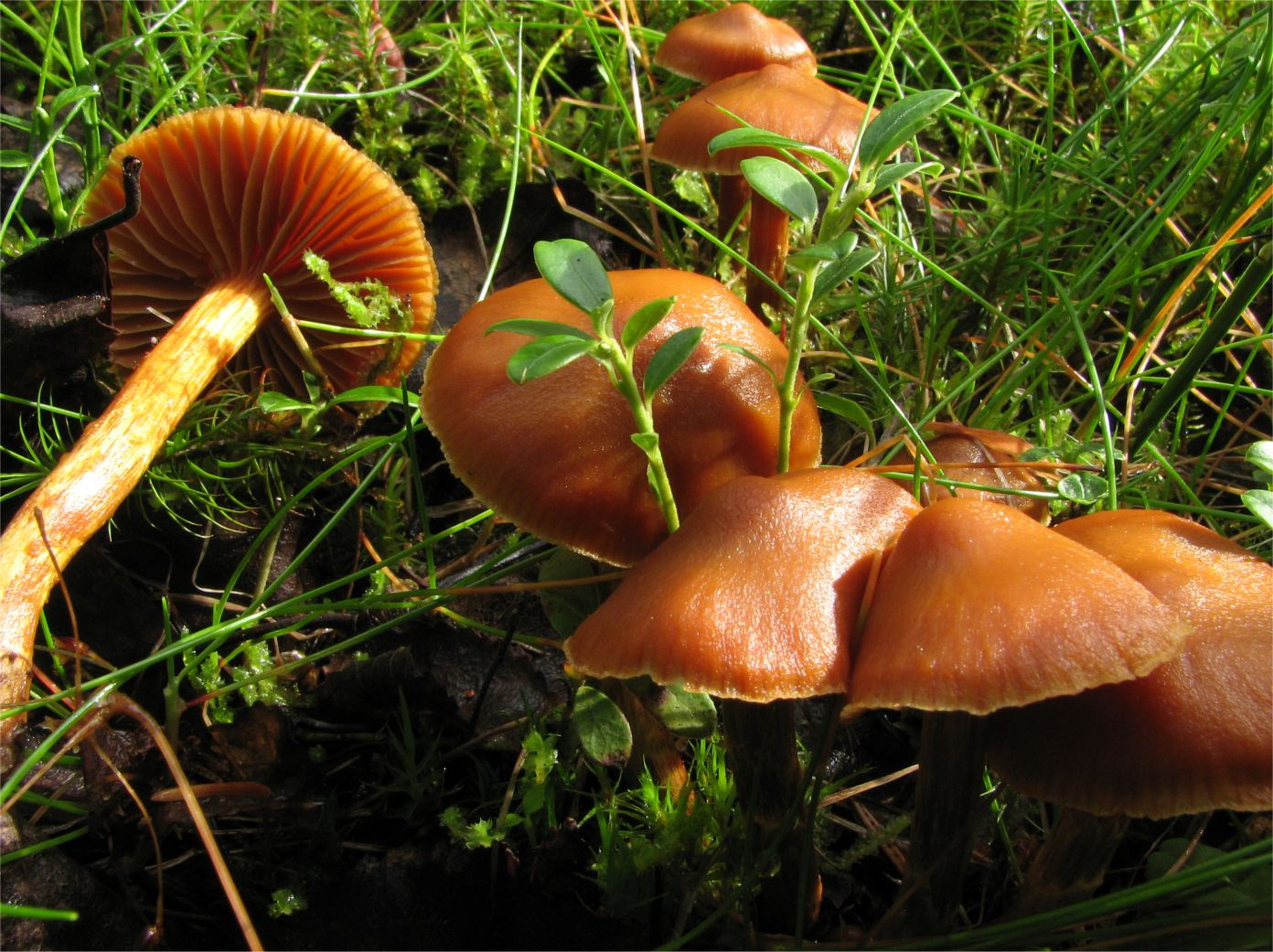
Cortinarius gentilis
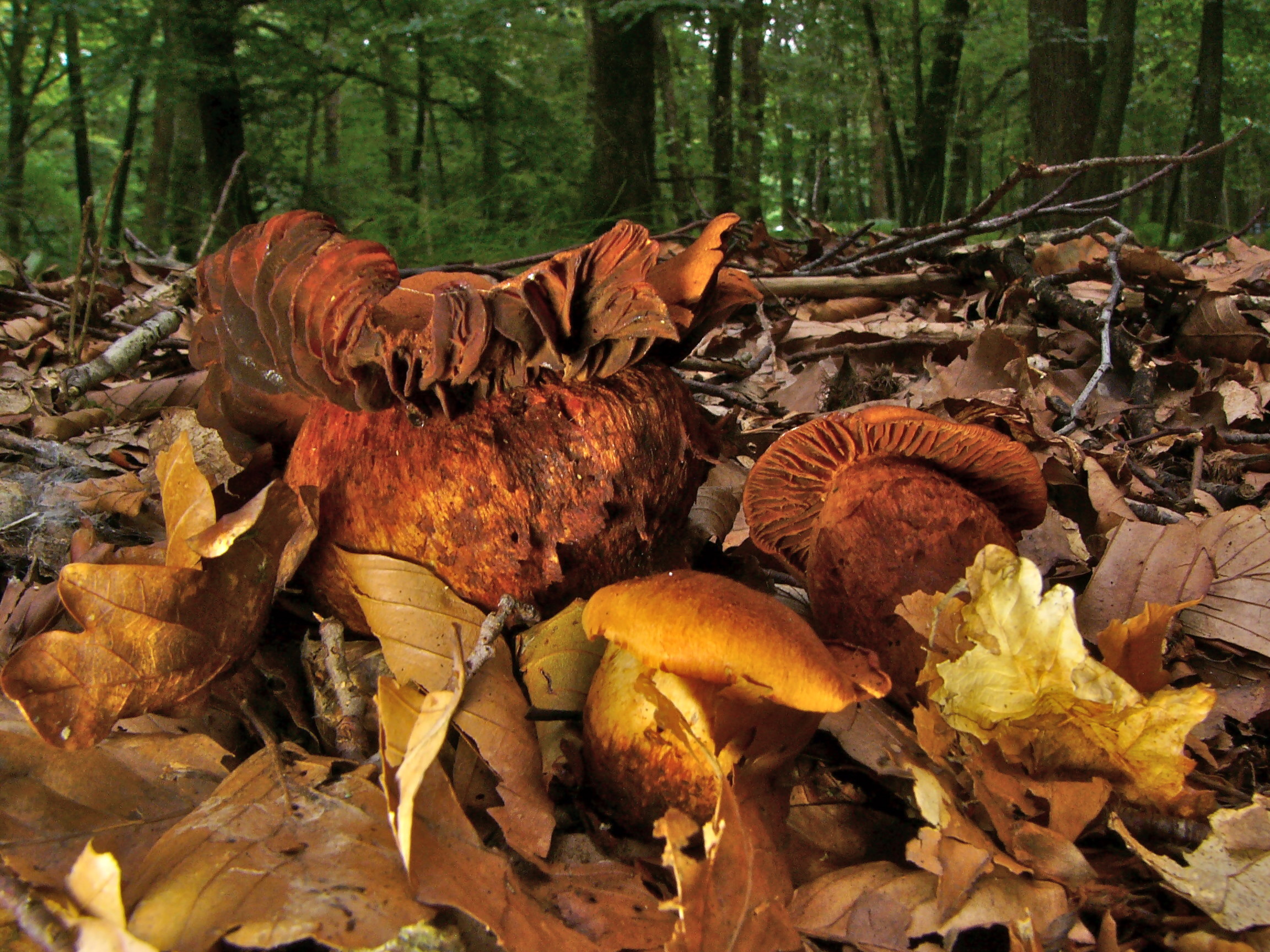
Cortinarius orellanus

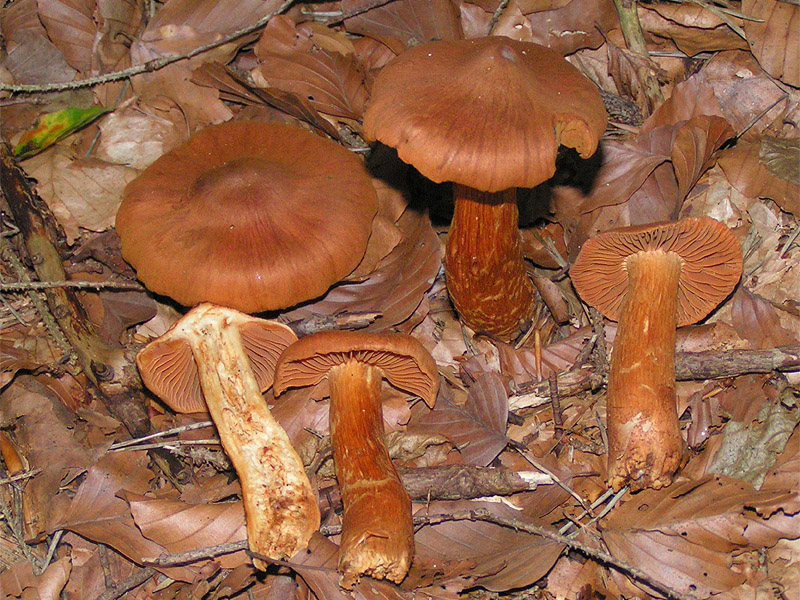
Cortinarius rubellus
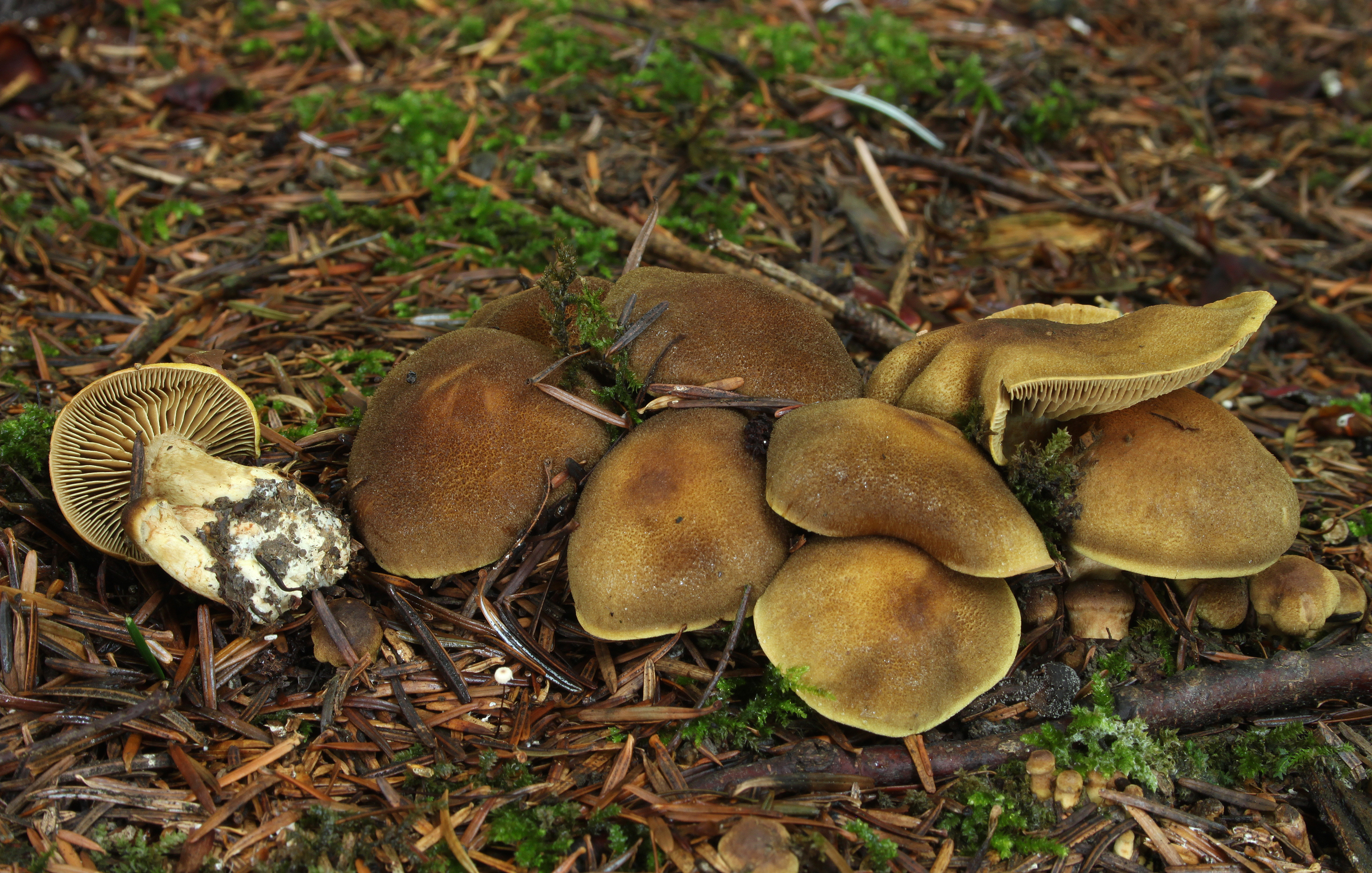
Cortinarius melanotus
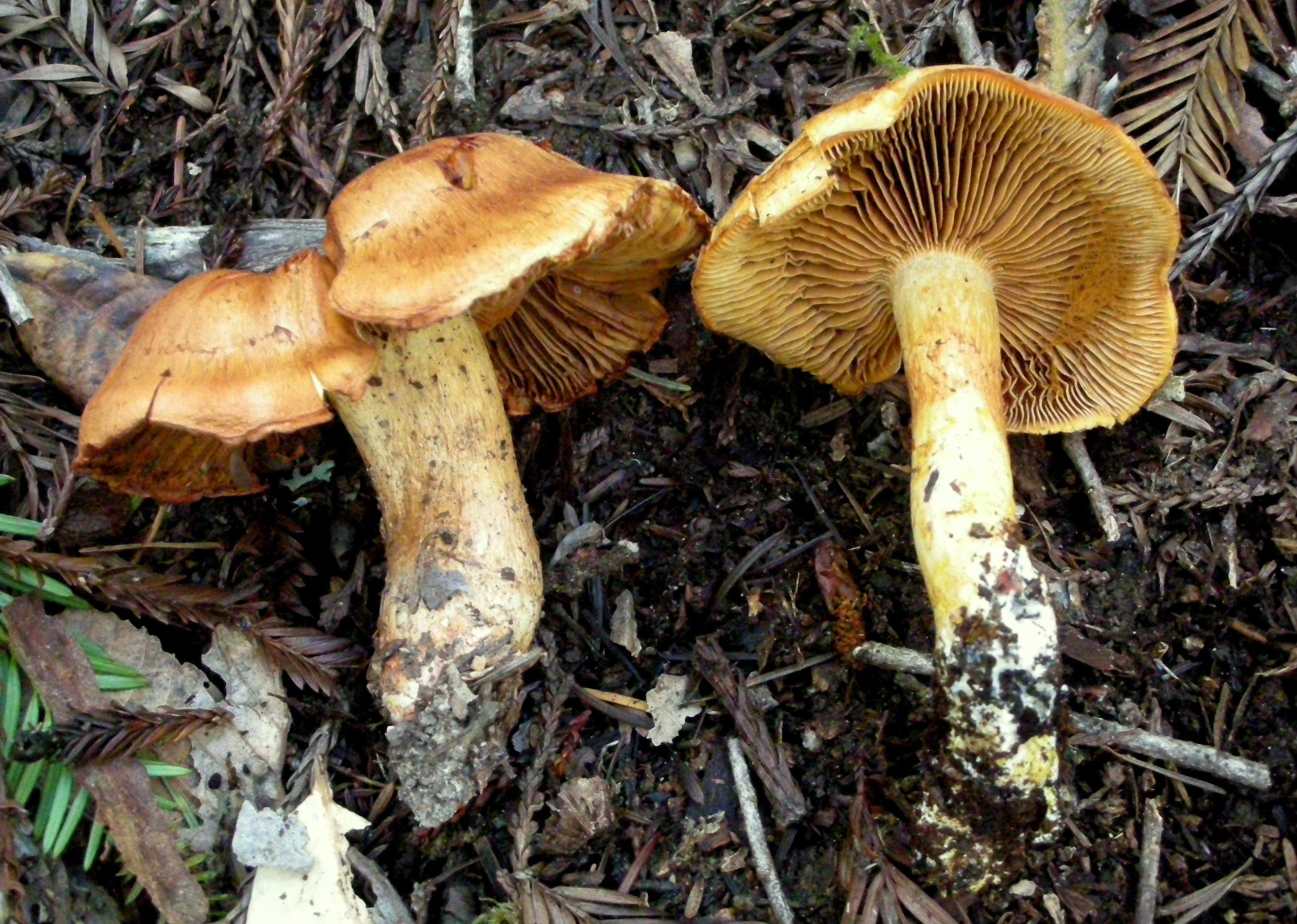
Cortinarius rubicundulus
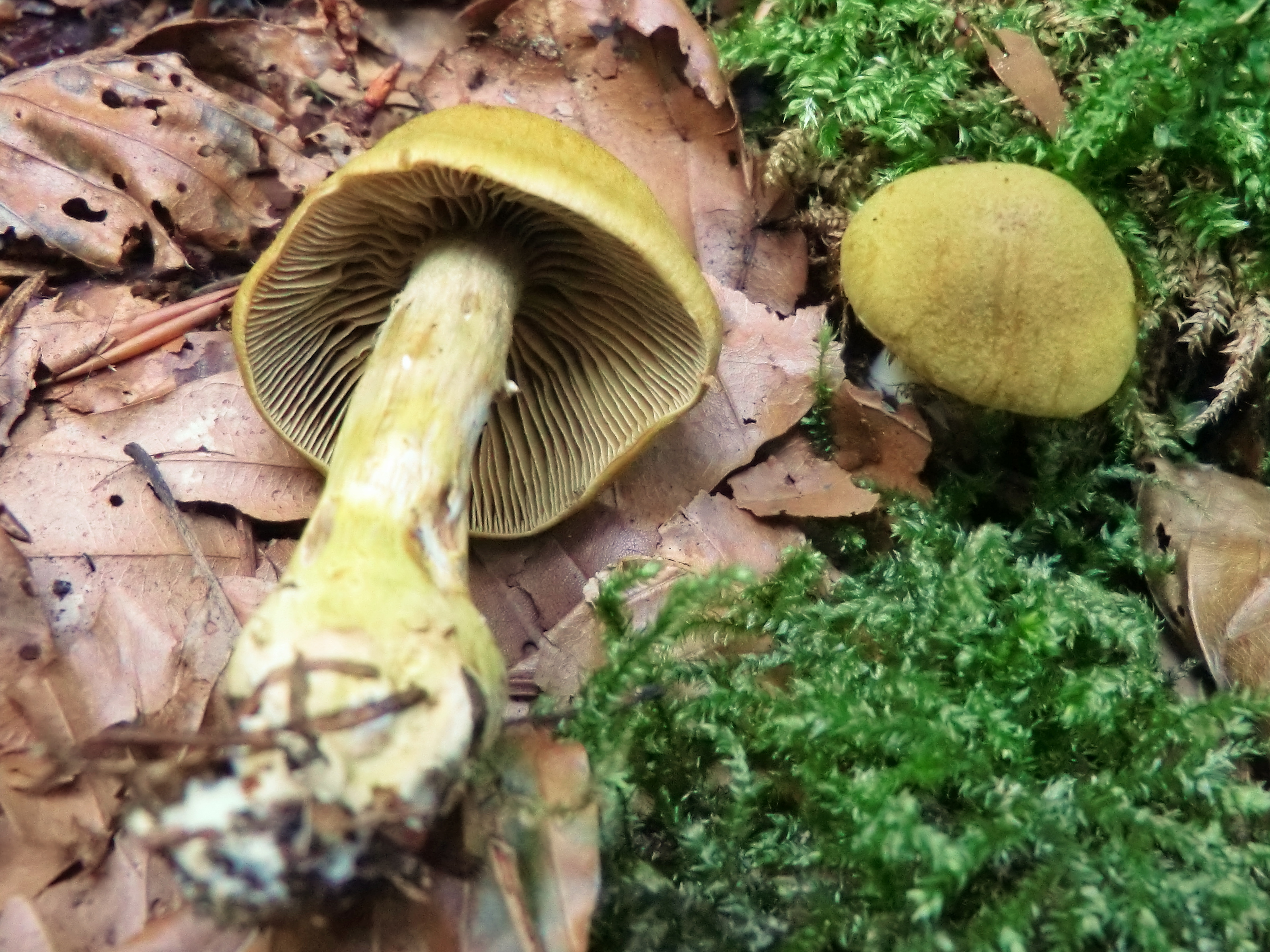
Cortinarius venetus

- Myxacium: specii cu pălărie și picior foarte mucos, de exemplu Cortinarius collinitus (comestibil),[30] Cortinarius croceocaeruleus (necomestibil, foarte amar),[31] Cortinarius delibutus (comestibil),[32] Cortinarius elatior (comestibil),[33] Cortinarius livido-ochraceus (comestibil),[34] Cortinarius meinhardii sin. Cortinarius vitellinus (letal), [35] Cortinarius mucosus (comestibil),[36] Cortinarius salor (comestibil),[37] Cortinarius stillatitius (comestibil),[38] Cortinarius trivialis (necomestibil).[39]

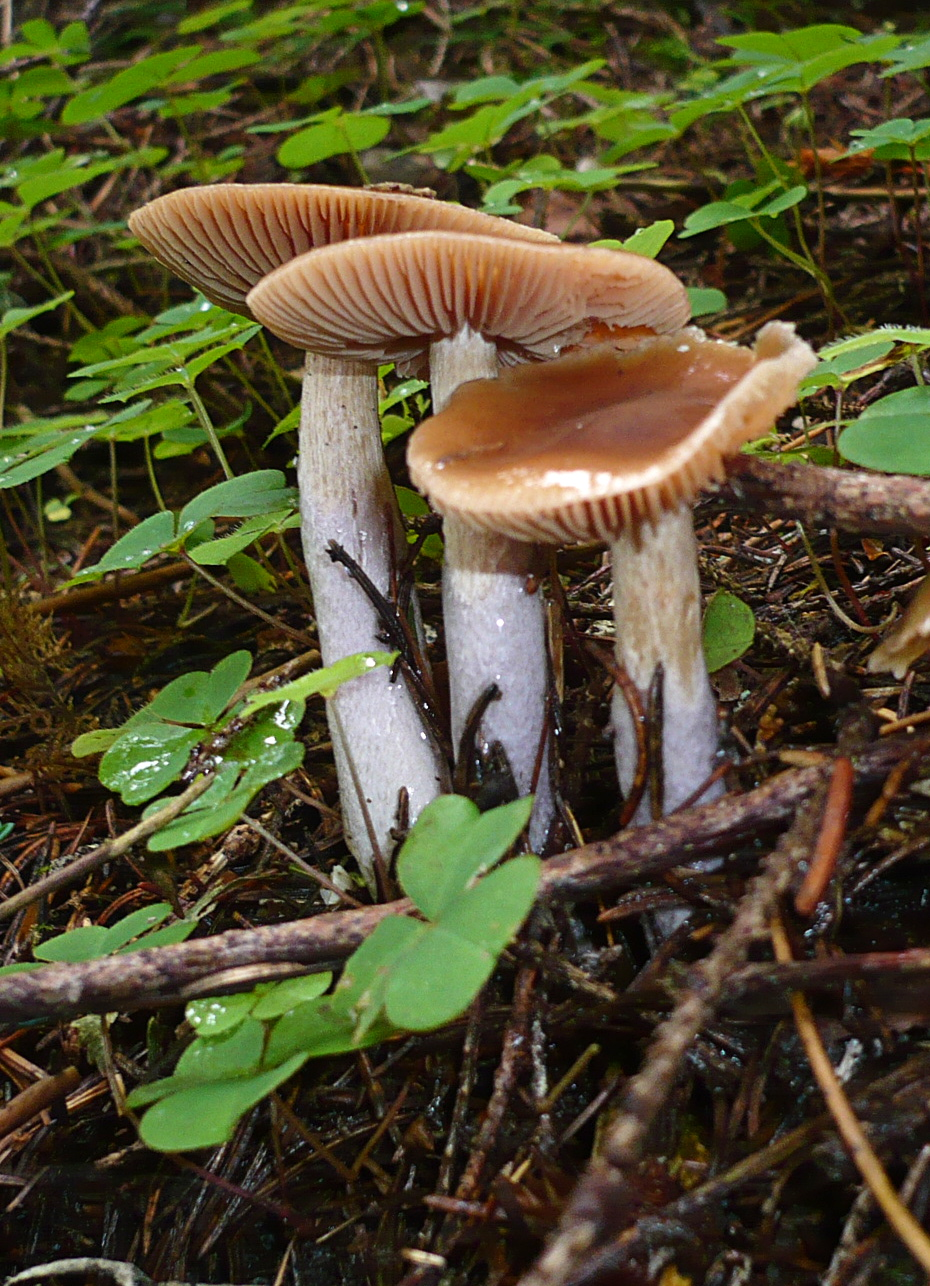
Cortinarius collinitus
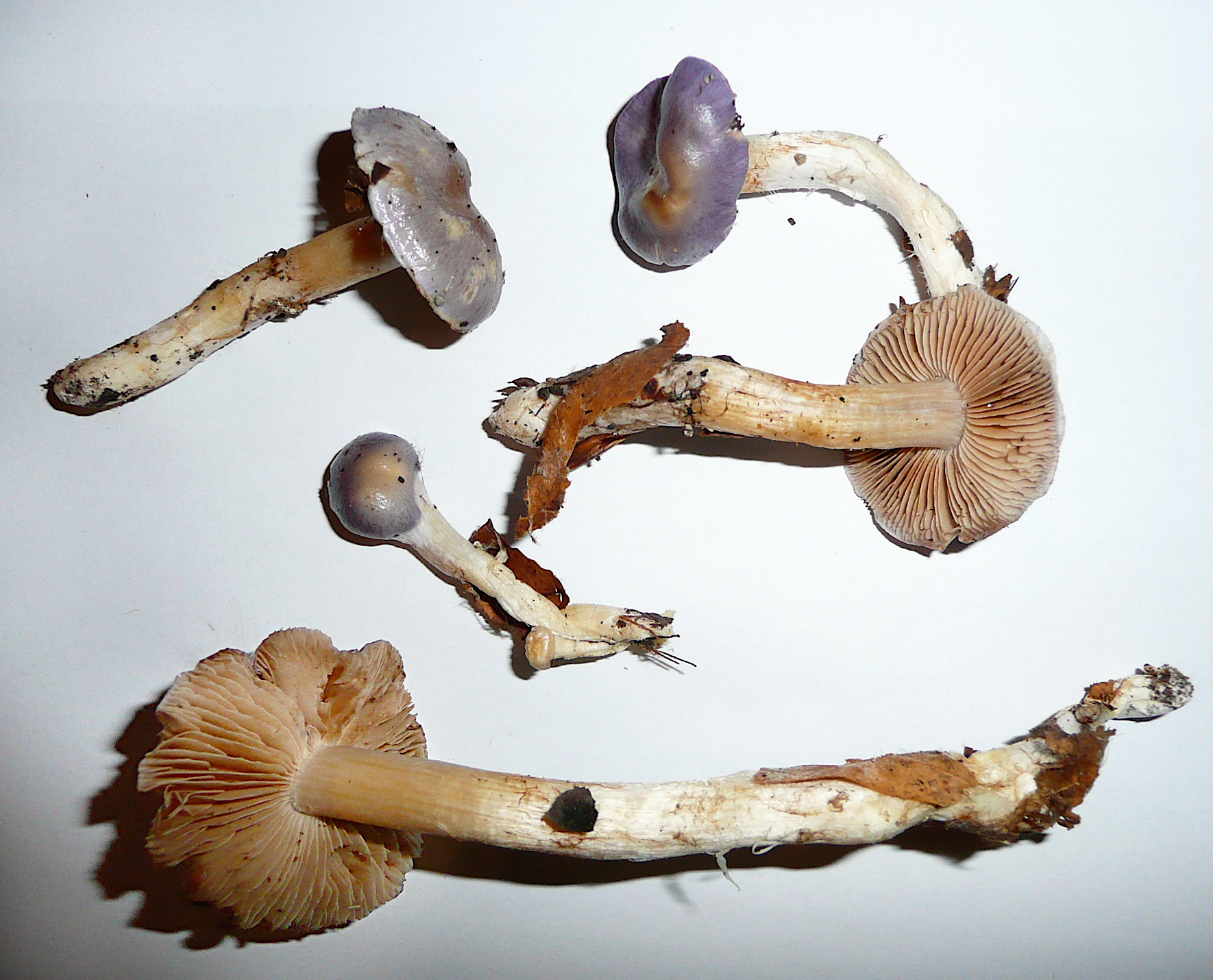
Cortinarius croceocaeruleus
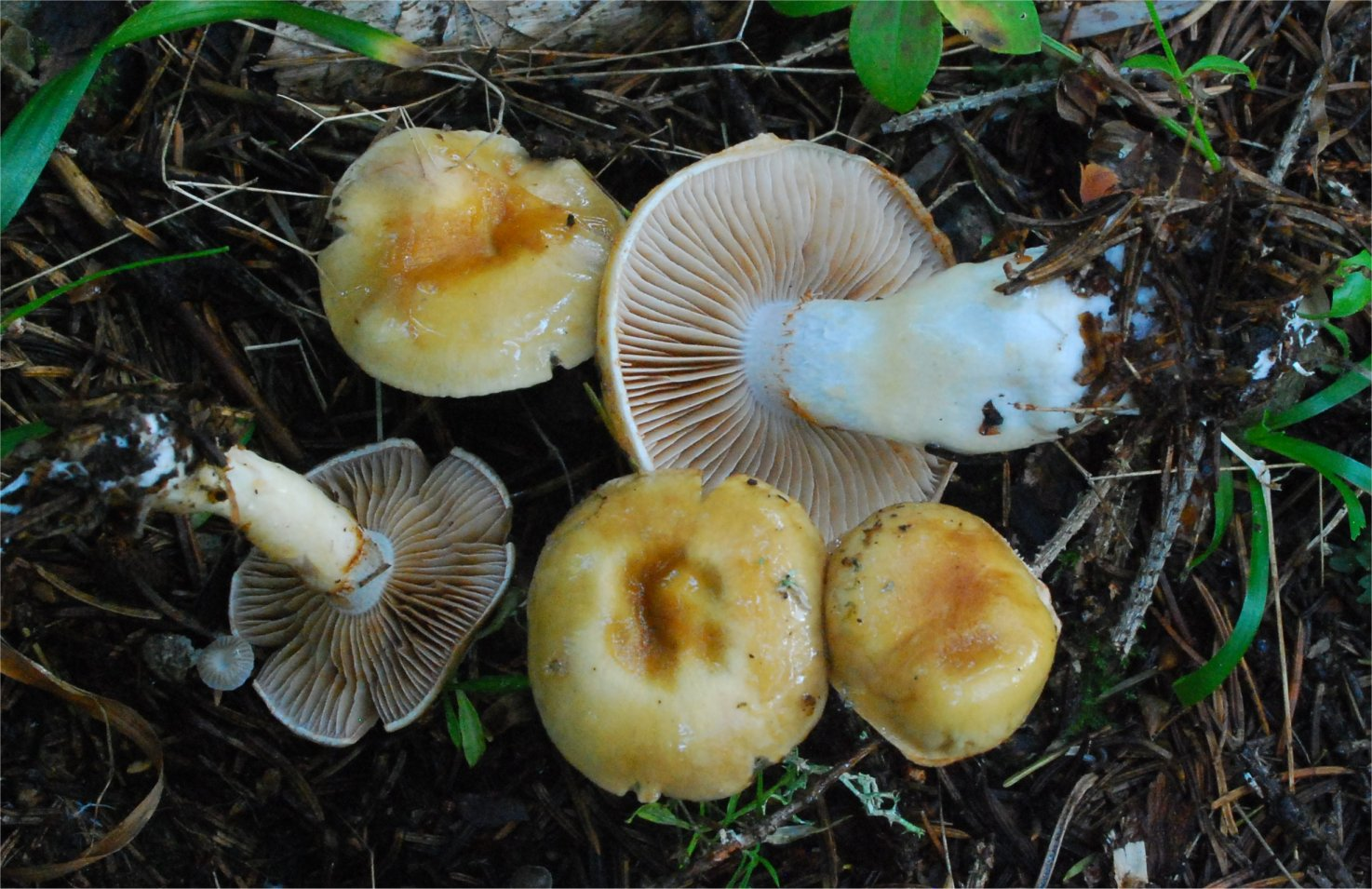
Cortinarius delibutus
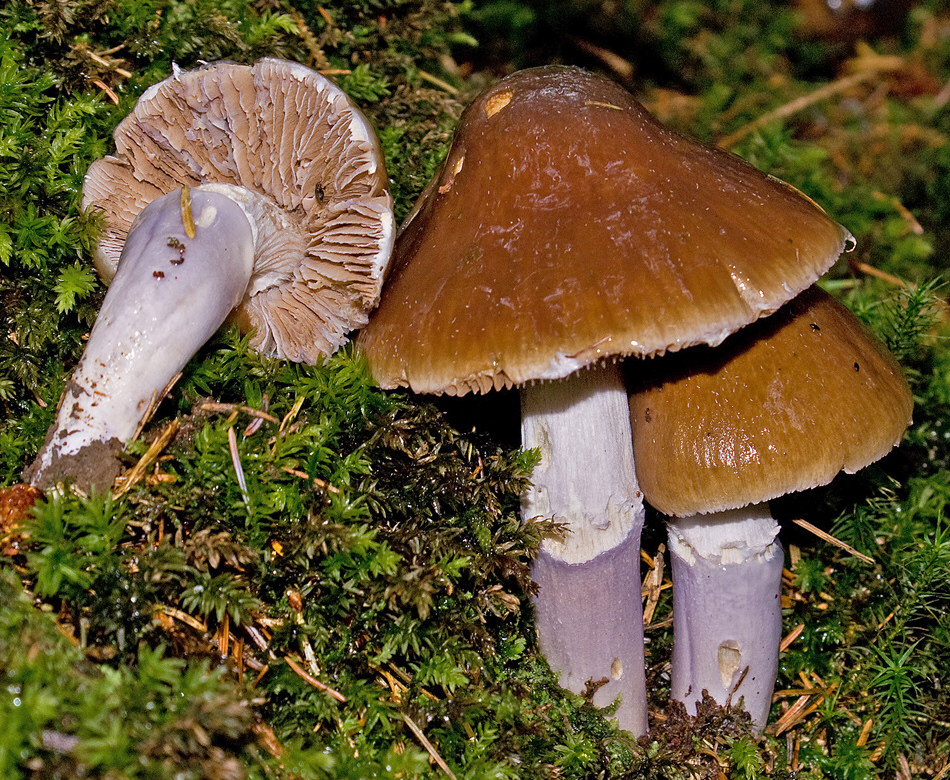
Cortinarius elatior
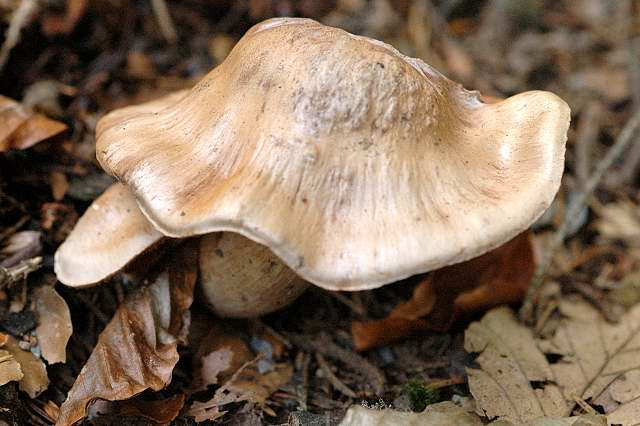
Cortinarius.livido-ochraceus

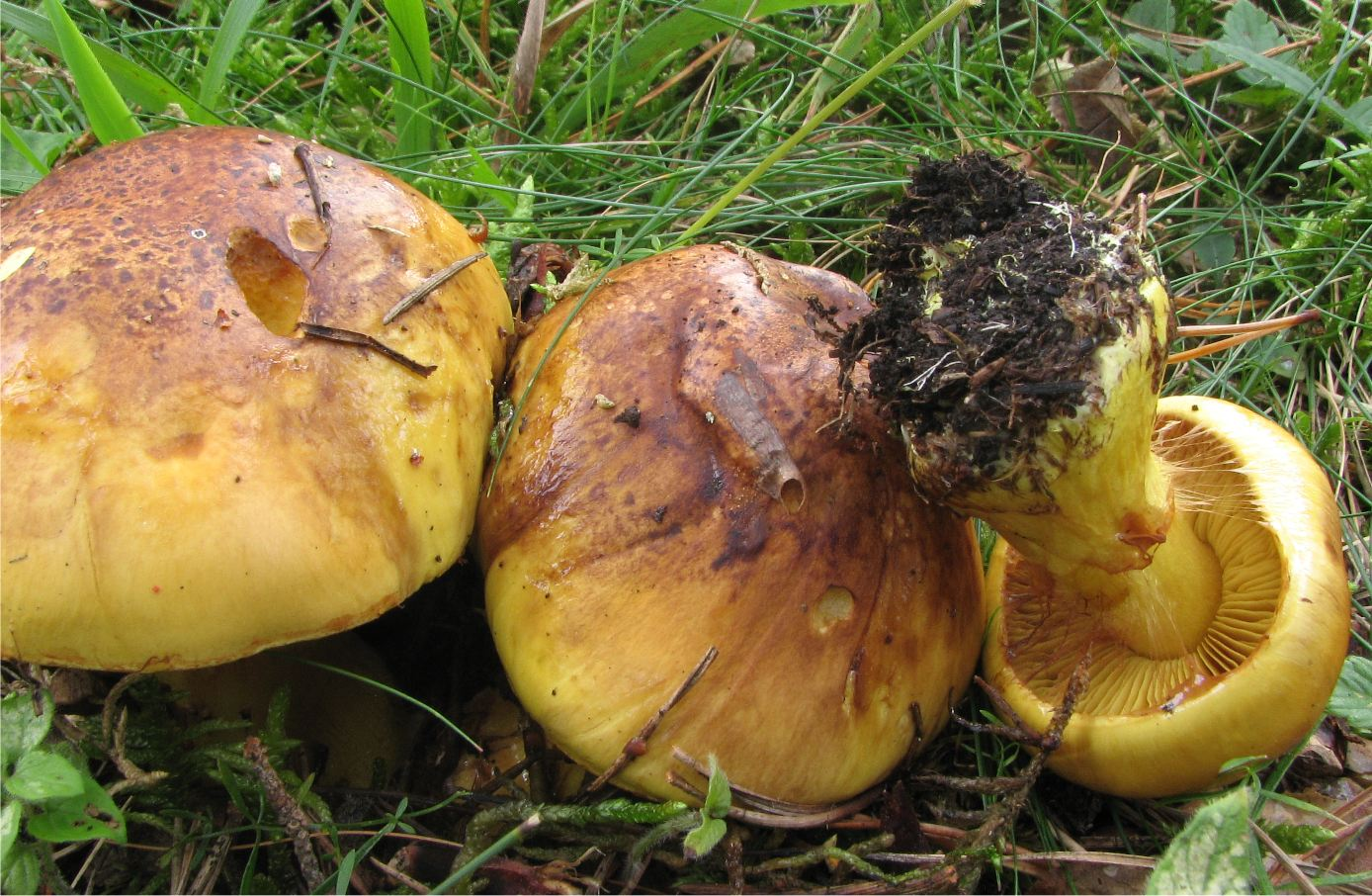
!!!Cortinarius meinhardii!!!
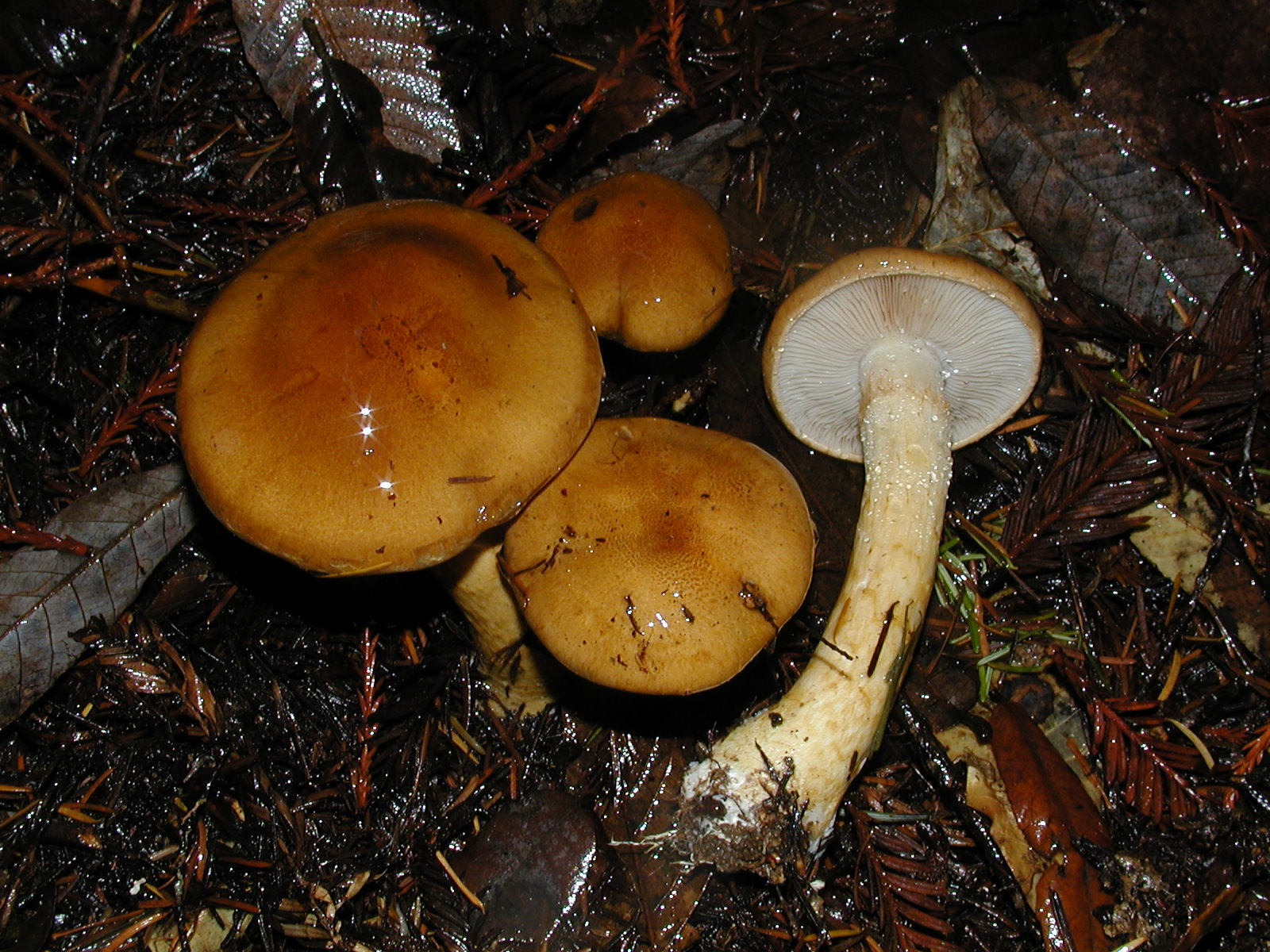
Cortinarius mucosus
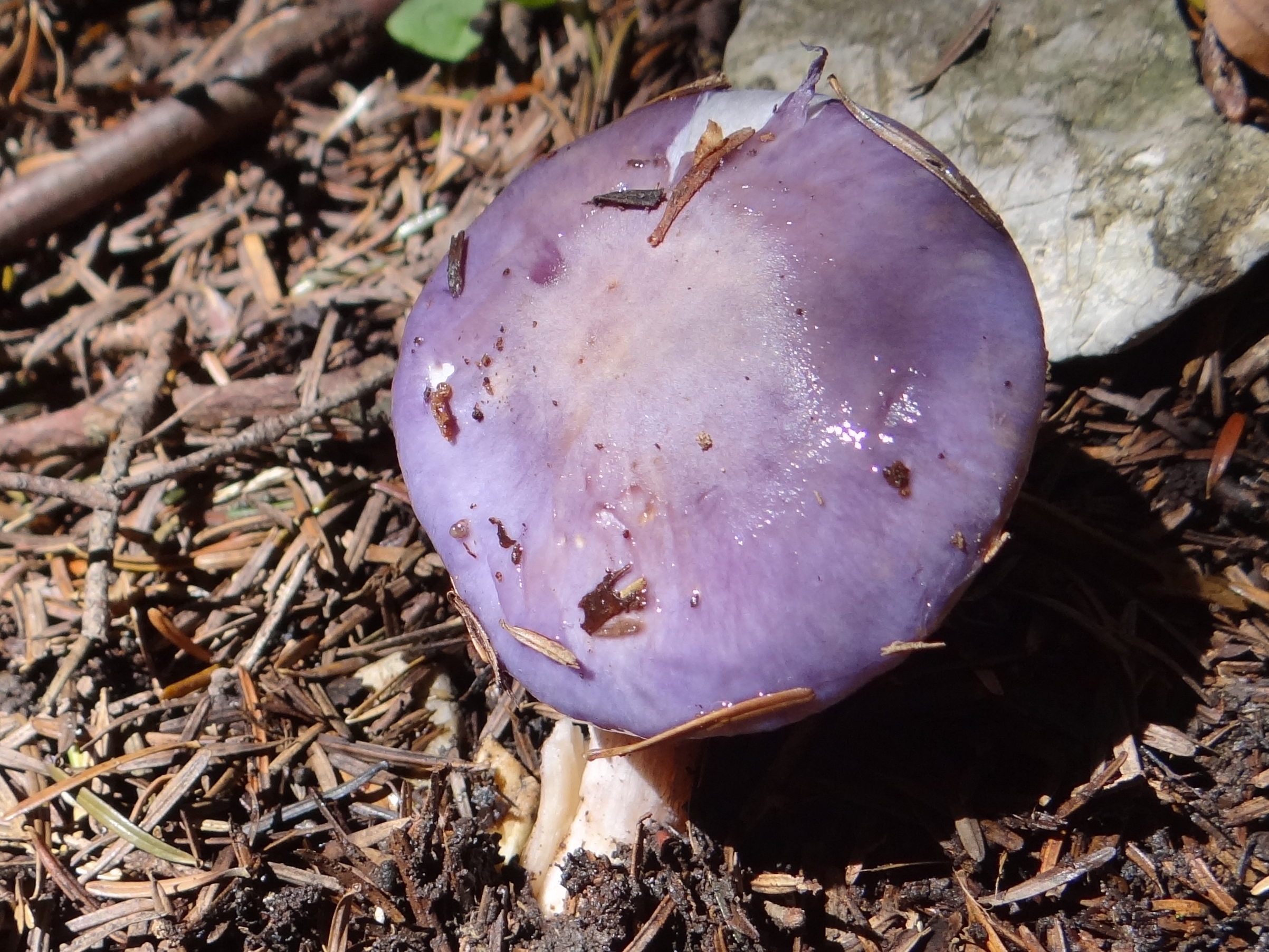
Cortinarius salor
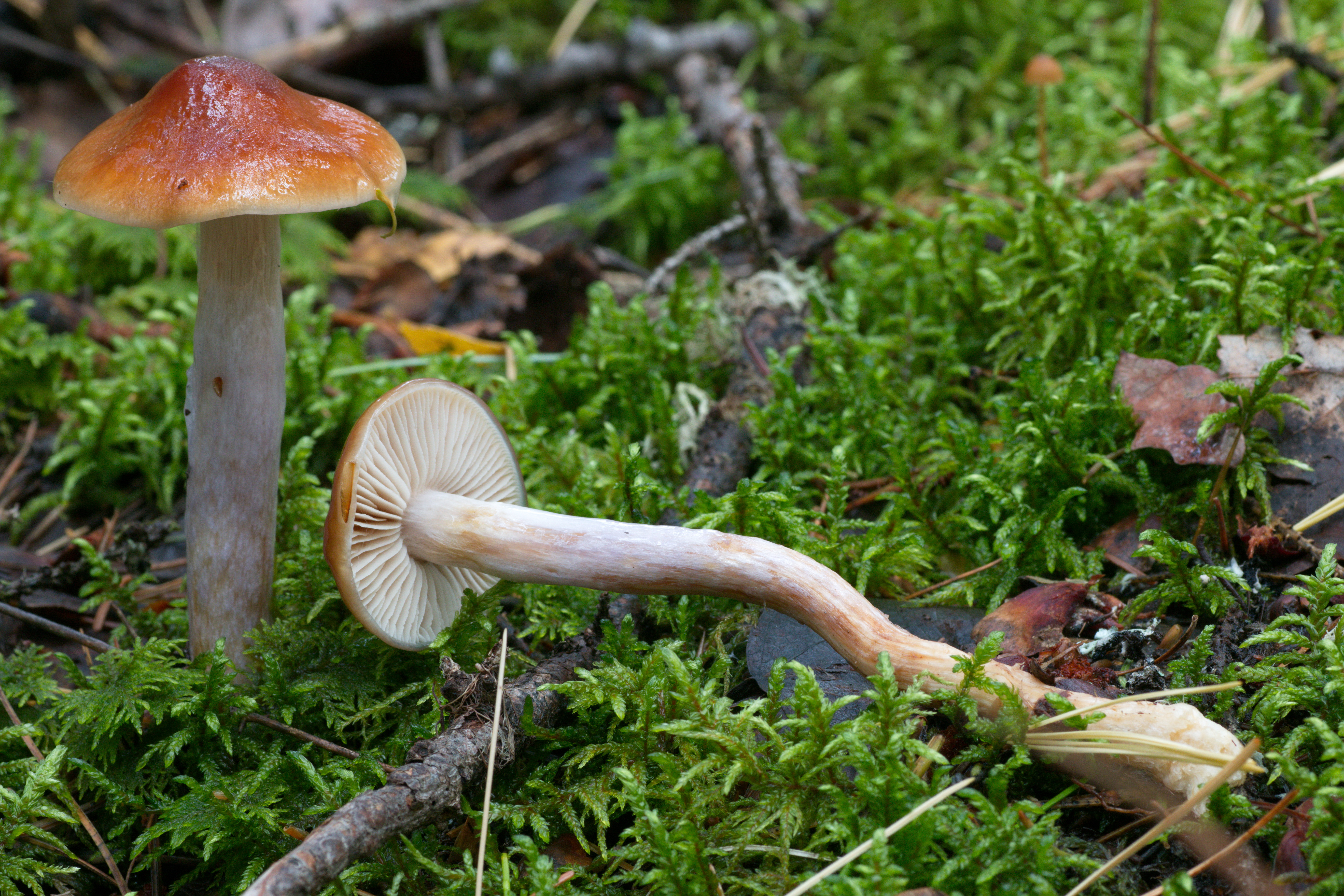
Cortinarius stillatitius
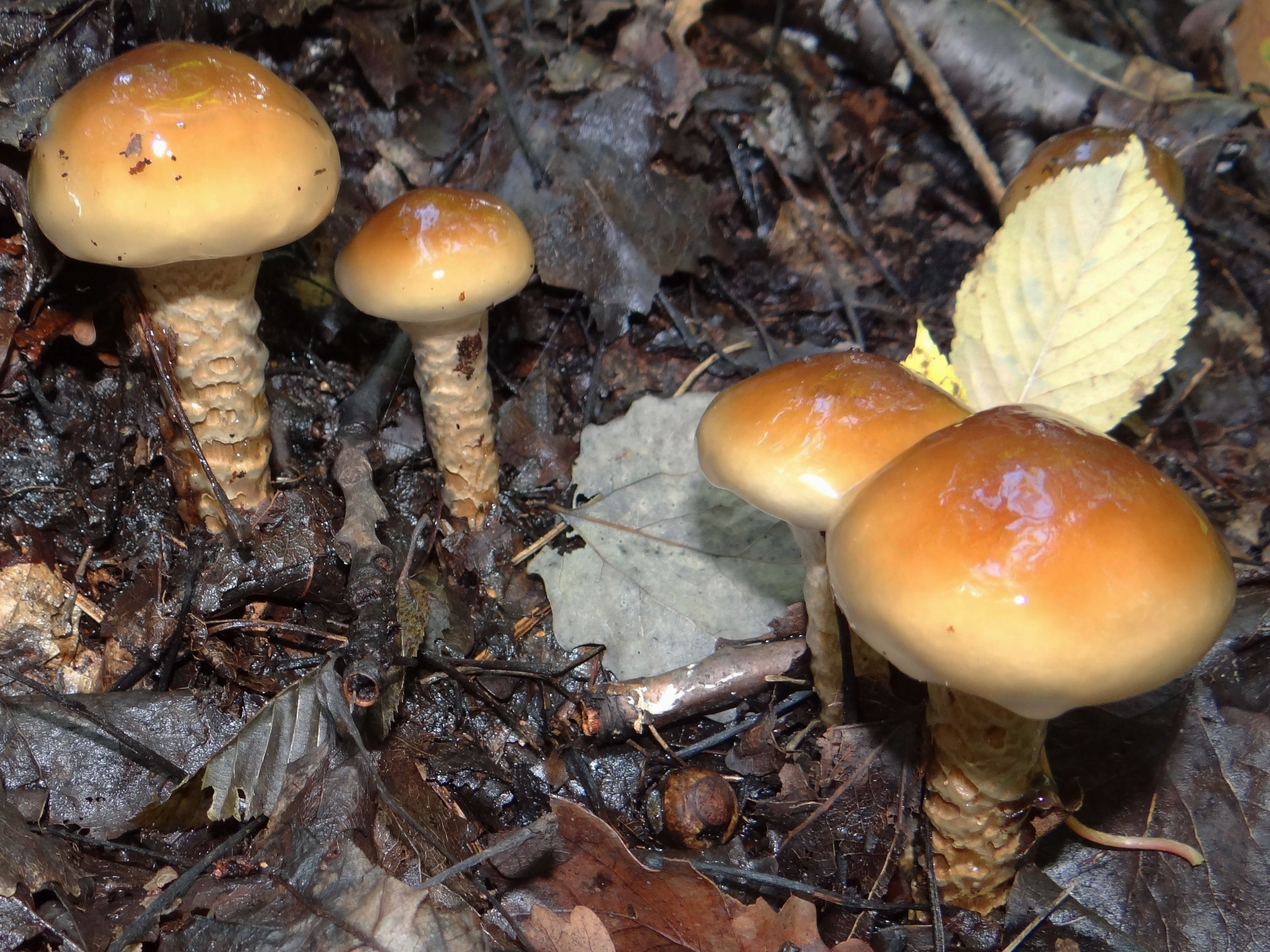
Cortinarius trivialis

- Phlegmacium, inclusiv Bulbopodium: pălărie mucoasă, picior uscat, de exemplu Cortinarius allutus (comestibil),[40] Cortinarius balteatus (tânăr comestibil),[41] Cortinarius callochrous (necomestibil),[42] Cortinarius claricolor (comestibil),[43] Cortinarius cumatilis (comestibil),[44] Cortinarius cyanites (necomestibil),[45] Cortinarius elegantior (comestibil),[46] Cortinarius elegantissimus (otrăvitor),[47] Cortinarius glaucopus (comestibil),[48] Cortinarius infractus (necomestibil, foarte amar),[49] Cortinarius livido-ochraceus (comestibil),[50] Cortinarius multiformis (comestibil),[51] Cortinarius mussivus (necomestibil), [52] Cortinarius odorifer (comestibil și miros de anason),[53] Cortinarius olidus (necomestibil),[54] Cortinarius percomis (comestibil),[55] Cortinarius praestans (foarte gustos),[56] Cortinarius purpurascens (comestibil),[57] Cortinarius rufo-olivaceus (necomestibil), [58] Cortinarius smithii sin. Cortinarius occidentalis (necomestibil),[59] Cortinarius triumphans sin. Cortinarius crocolitus (comestibil),[60] Cortinarius turmalis (necomestibil),[61] Cortinarius varius (comestibil).

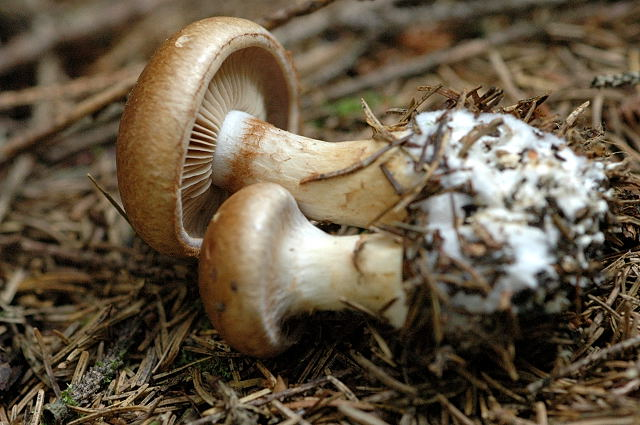
Cortinarius allutus
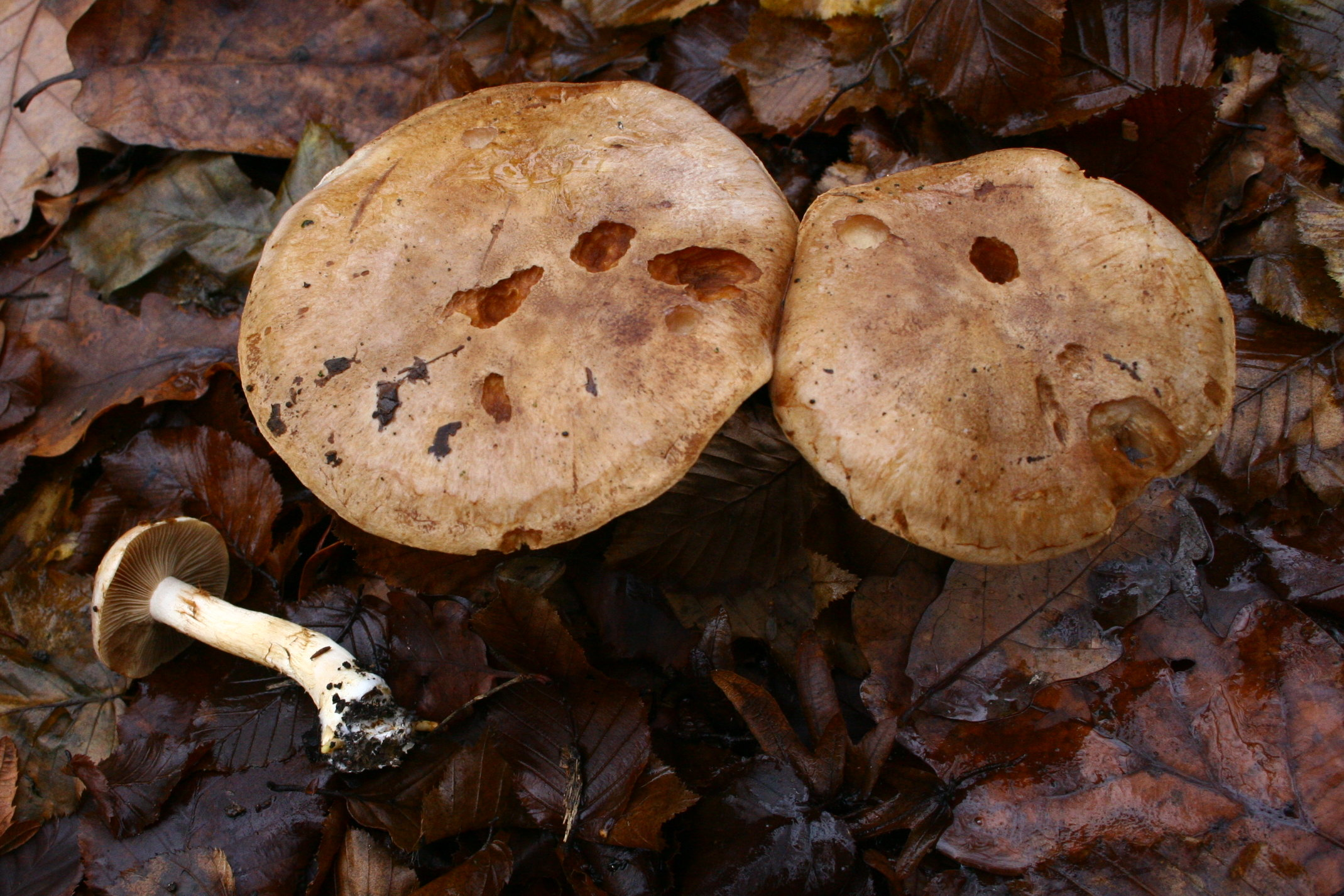
Cortinarius balteatus
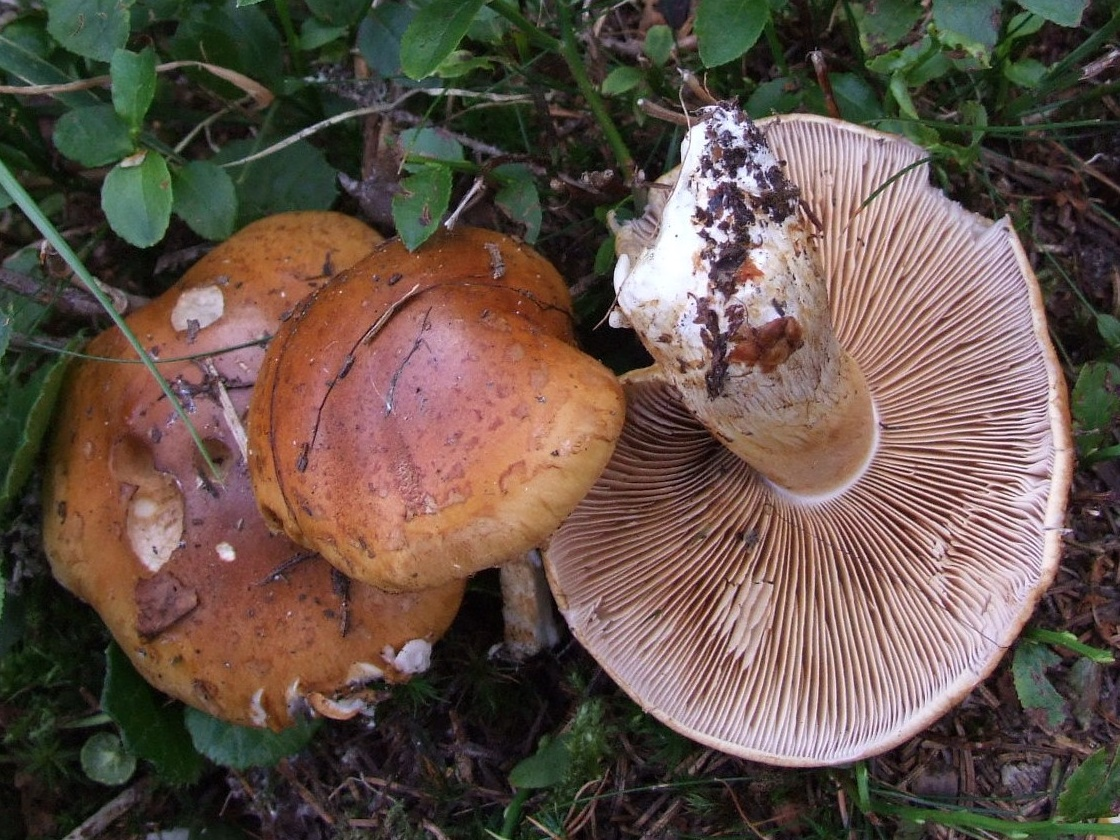
Cortinarius callochrous
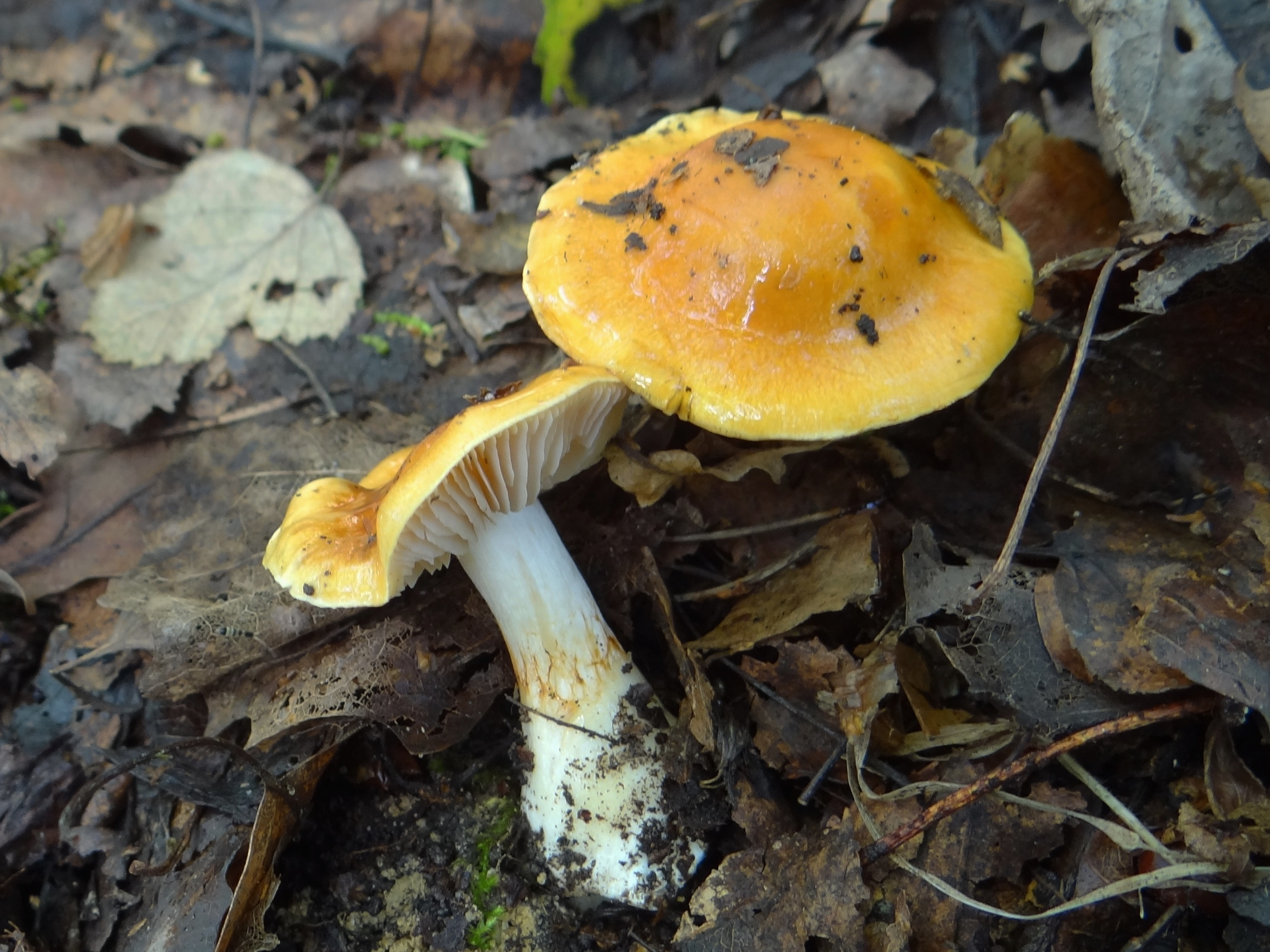
Cortinarius claricolor
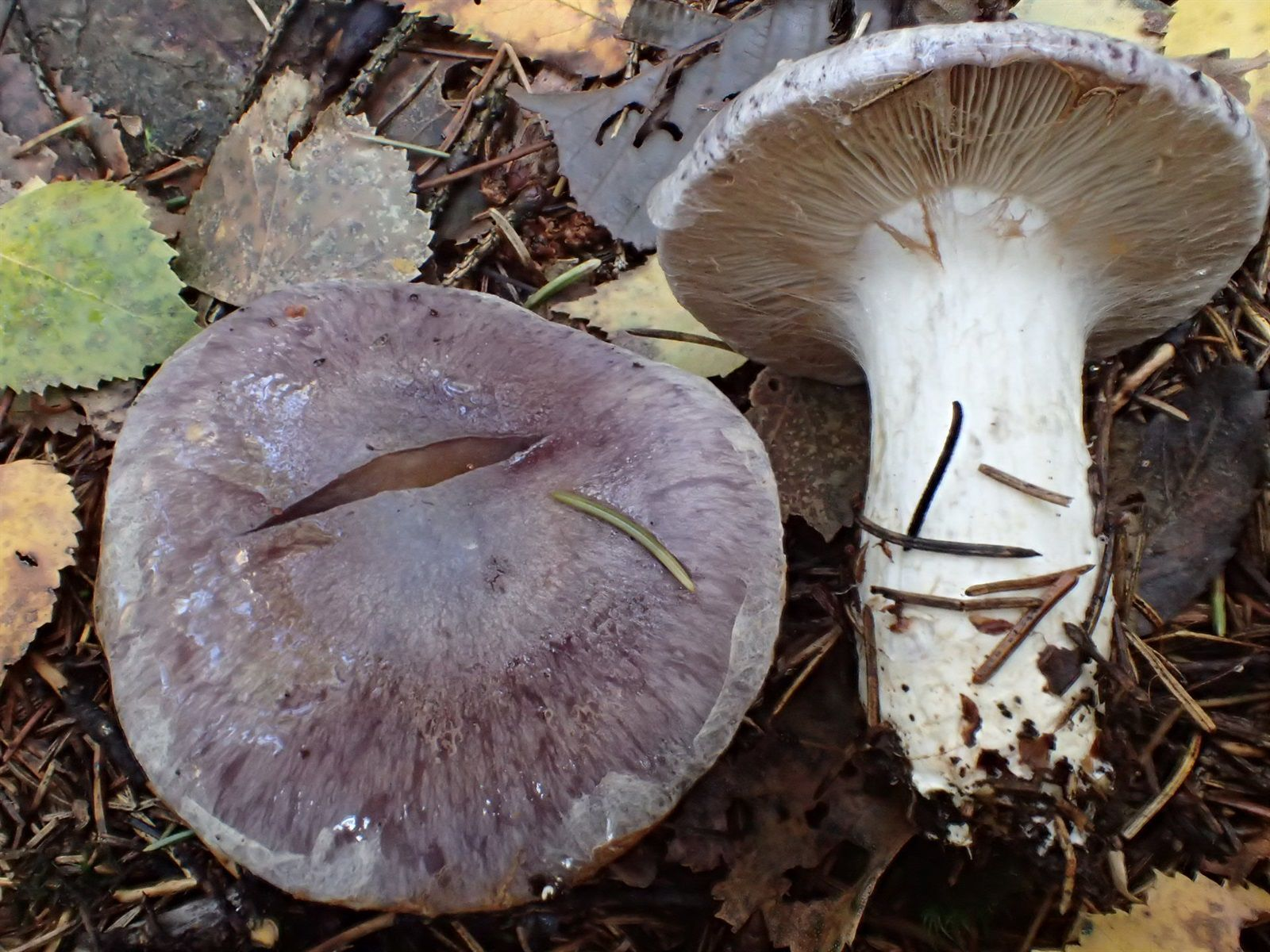
Cortinarius cumatilis

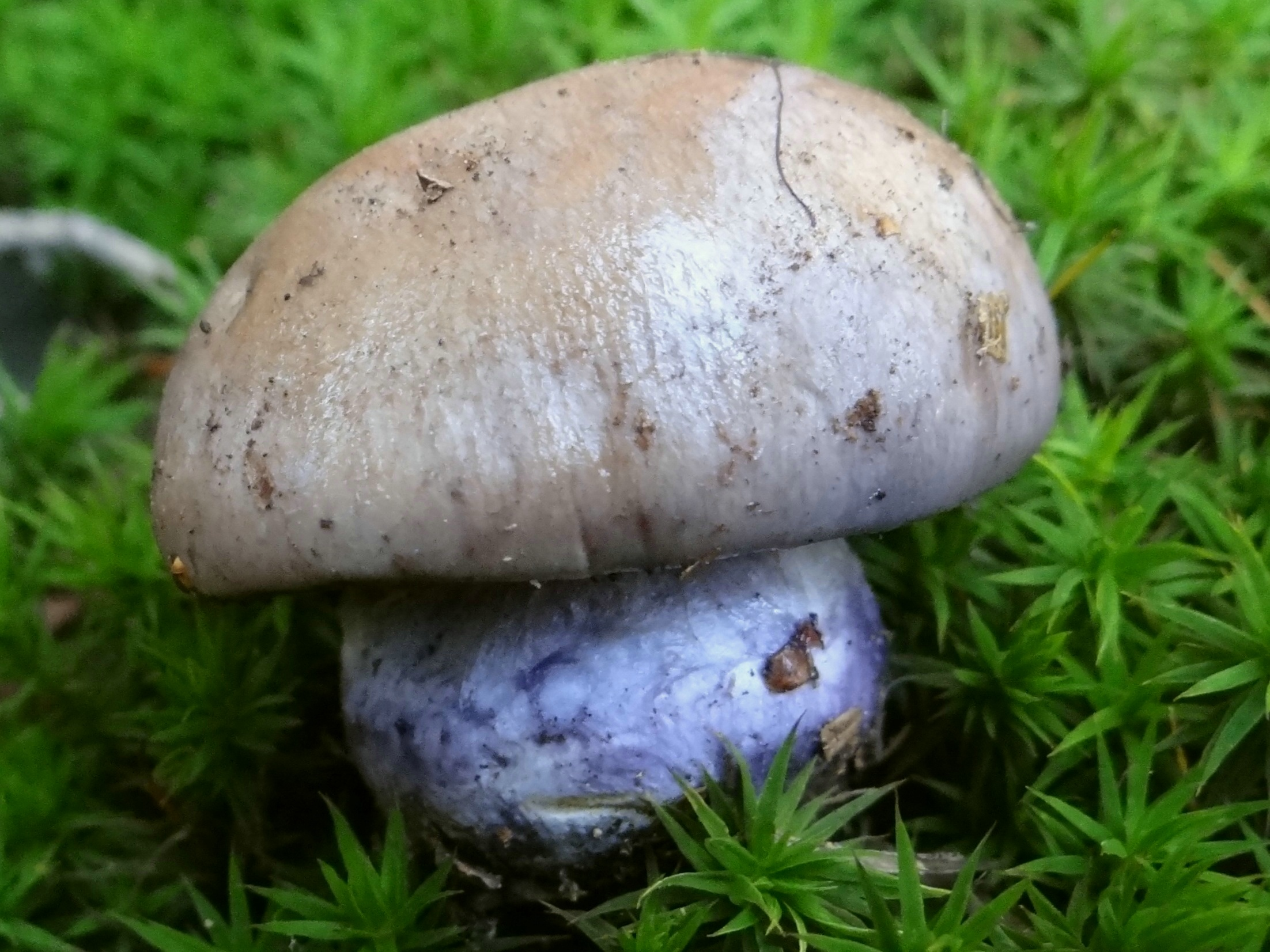
Cortinarius cyanites
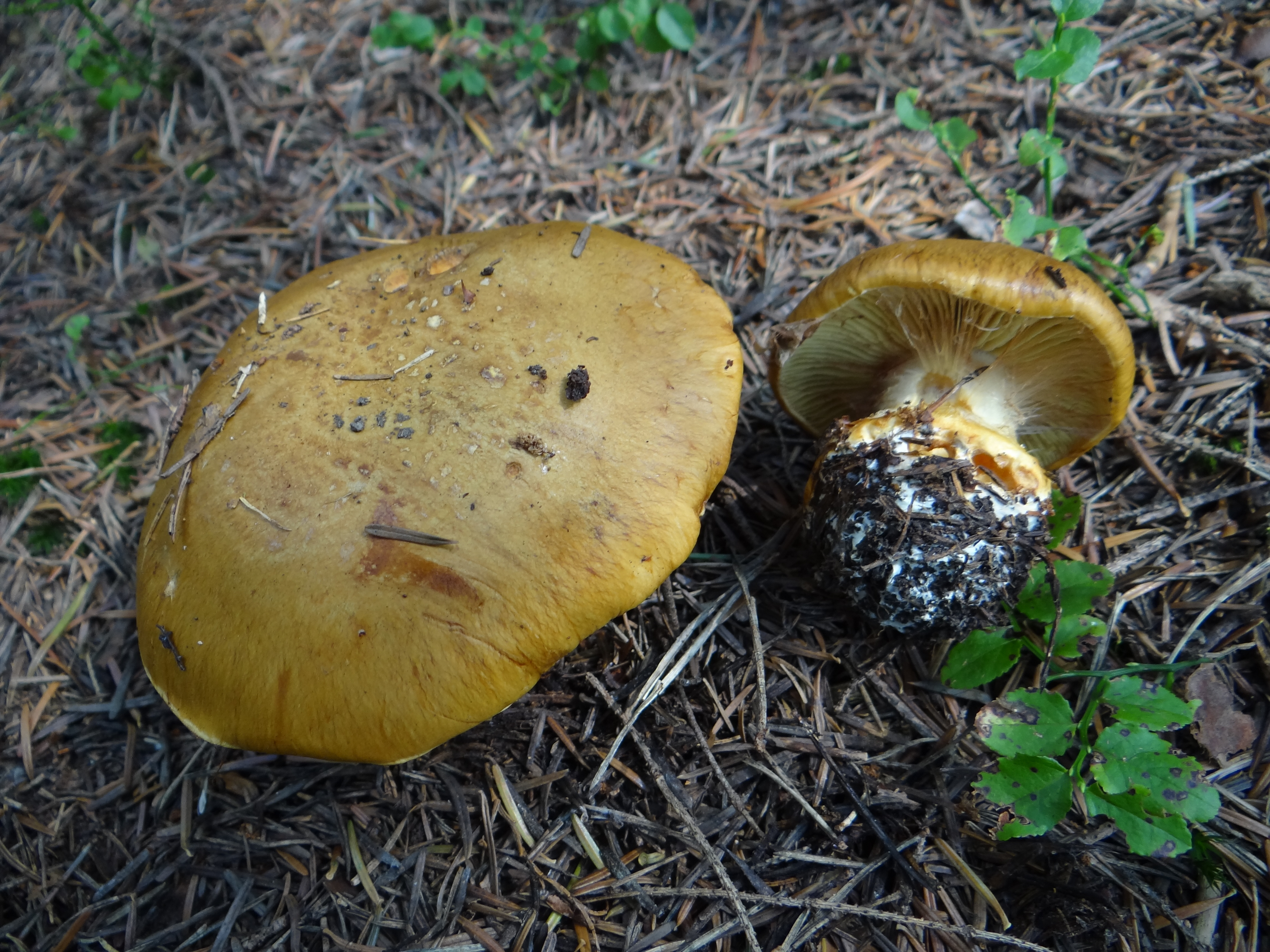
Cortinarius elegantior
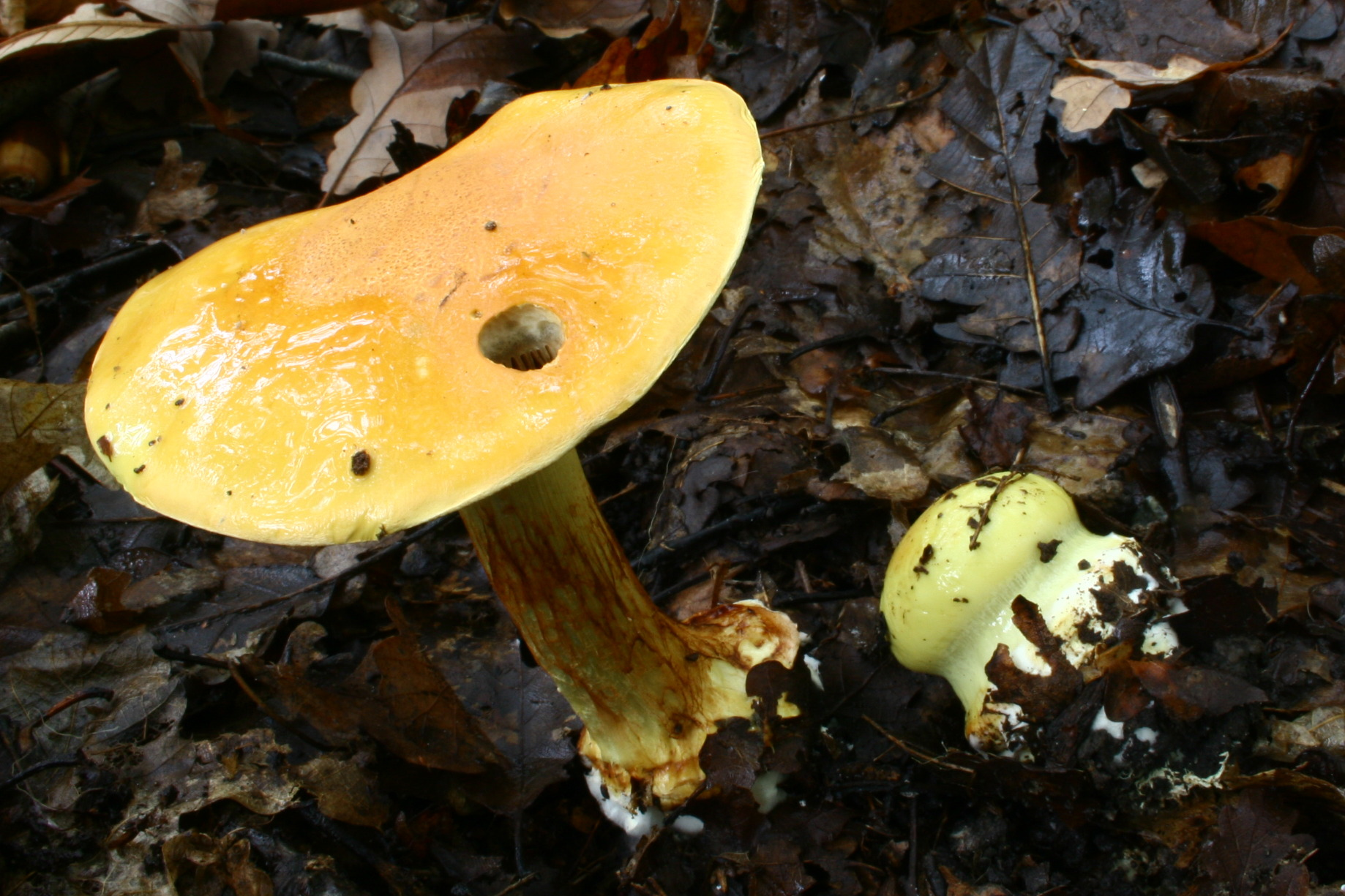
Cortinarius elegantissimus
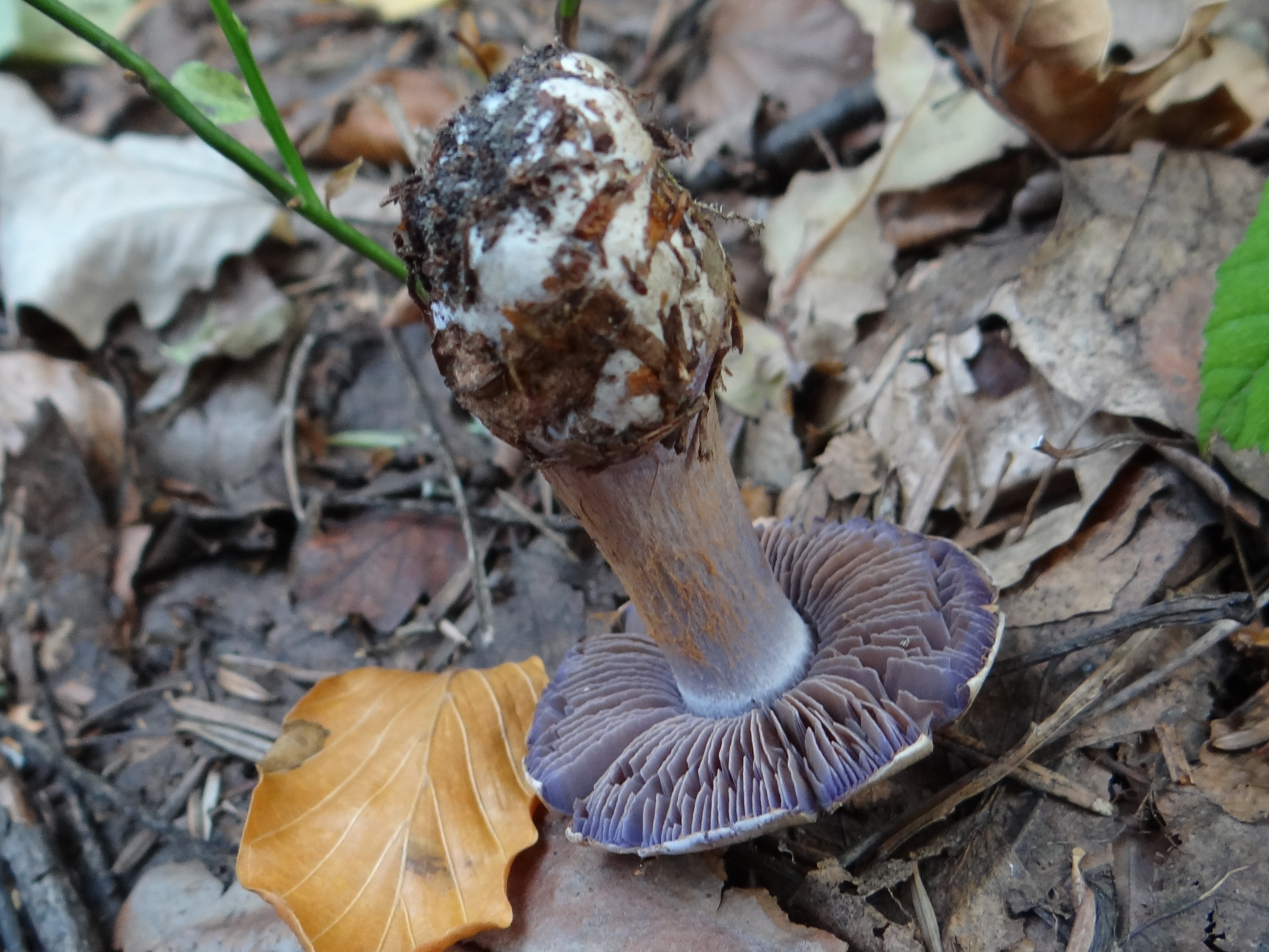
Cortinarius glaucopus
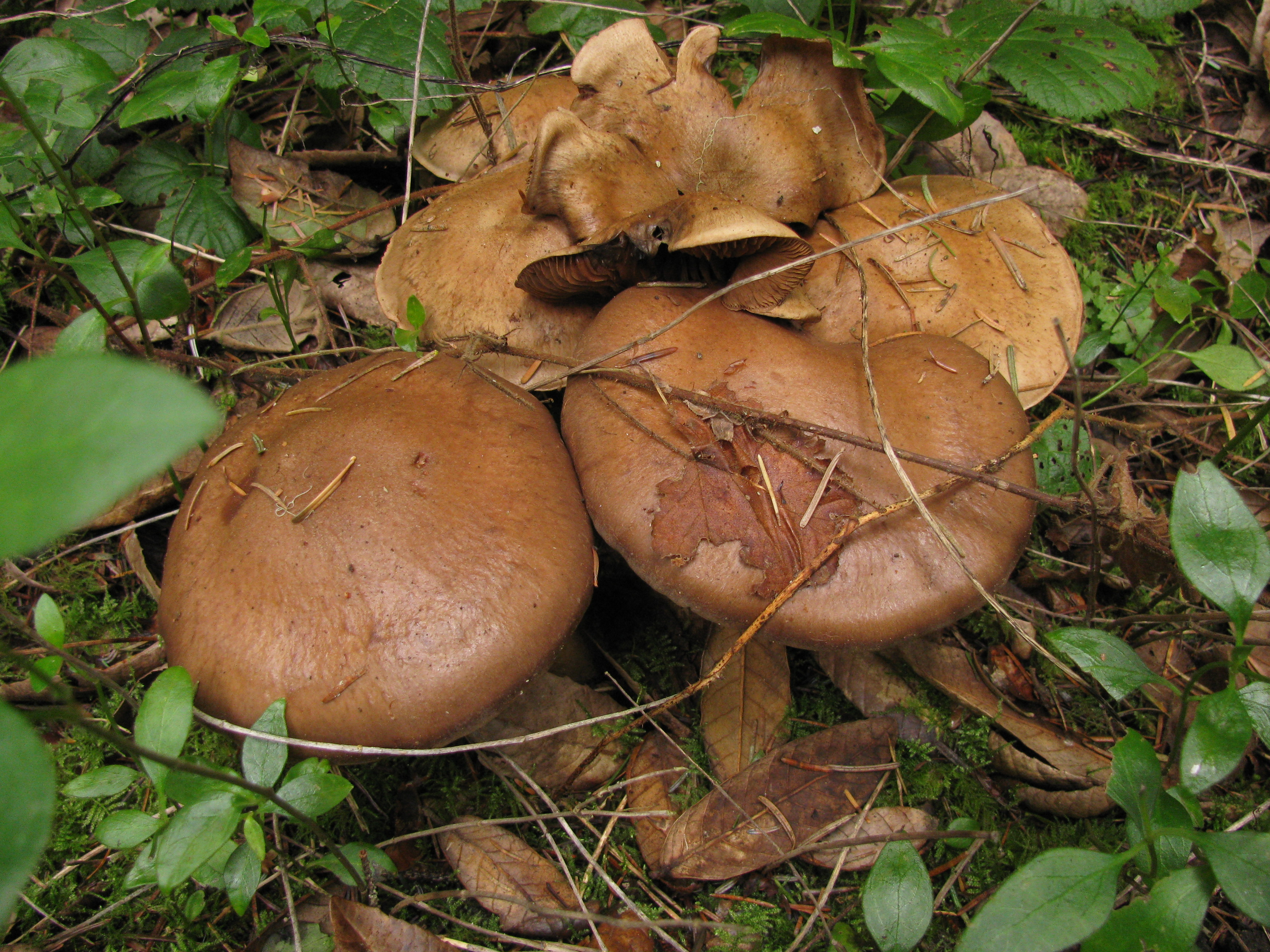
Cortinarius infractus

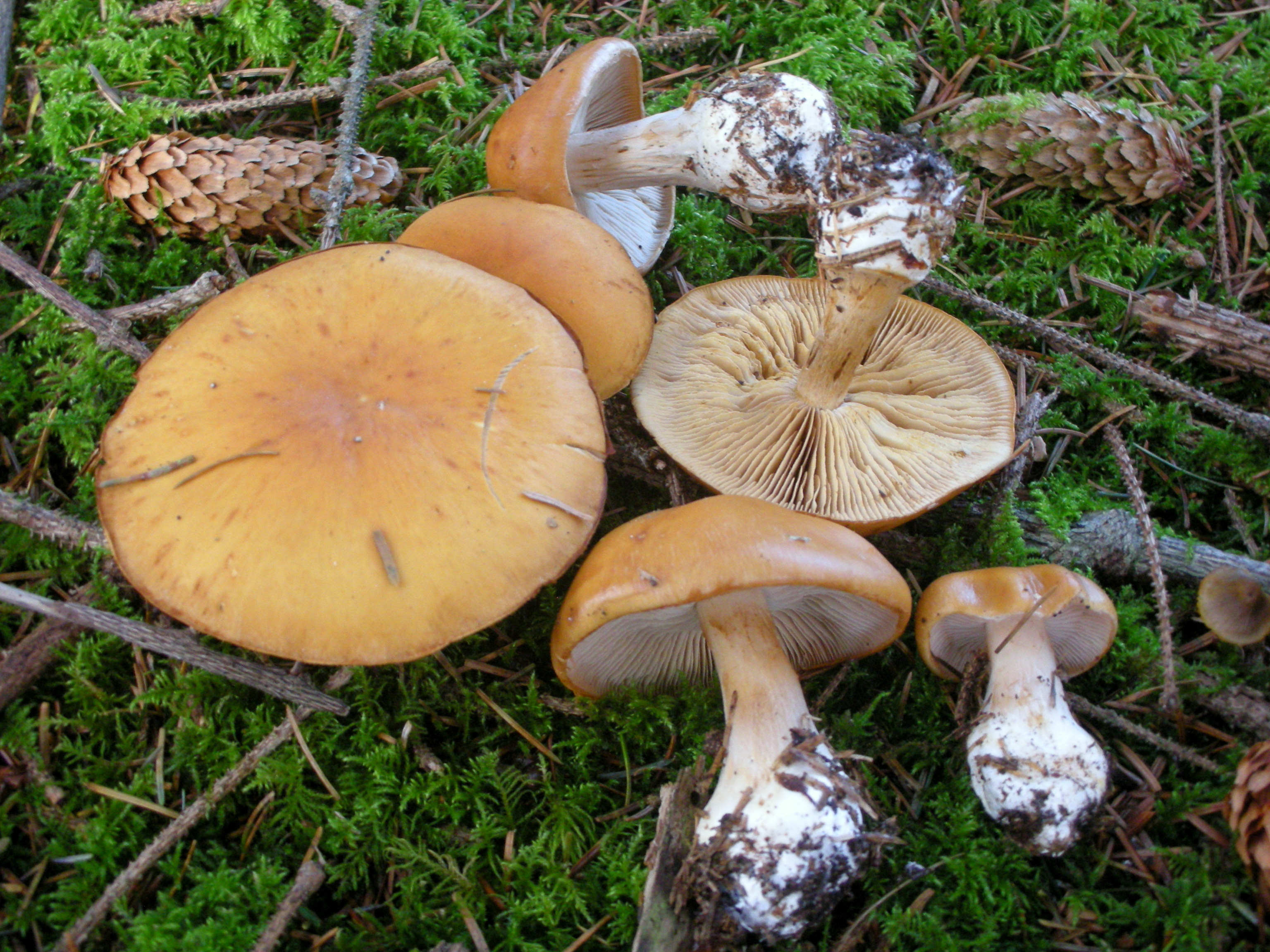
Cortinarius multiformis
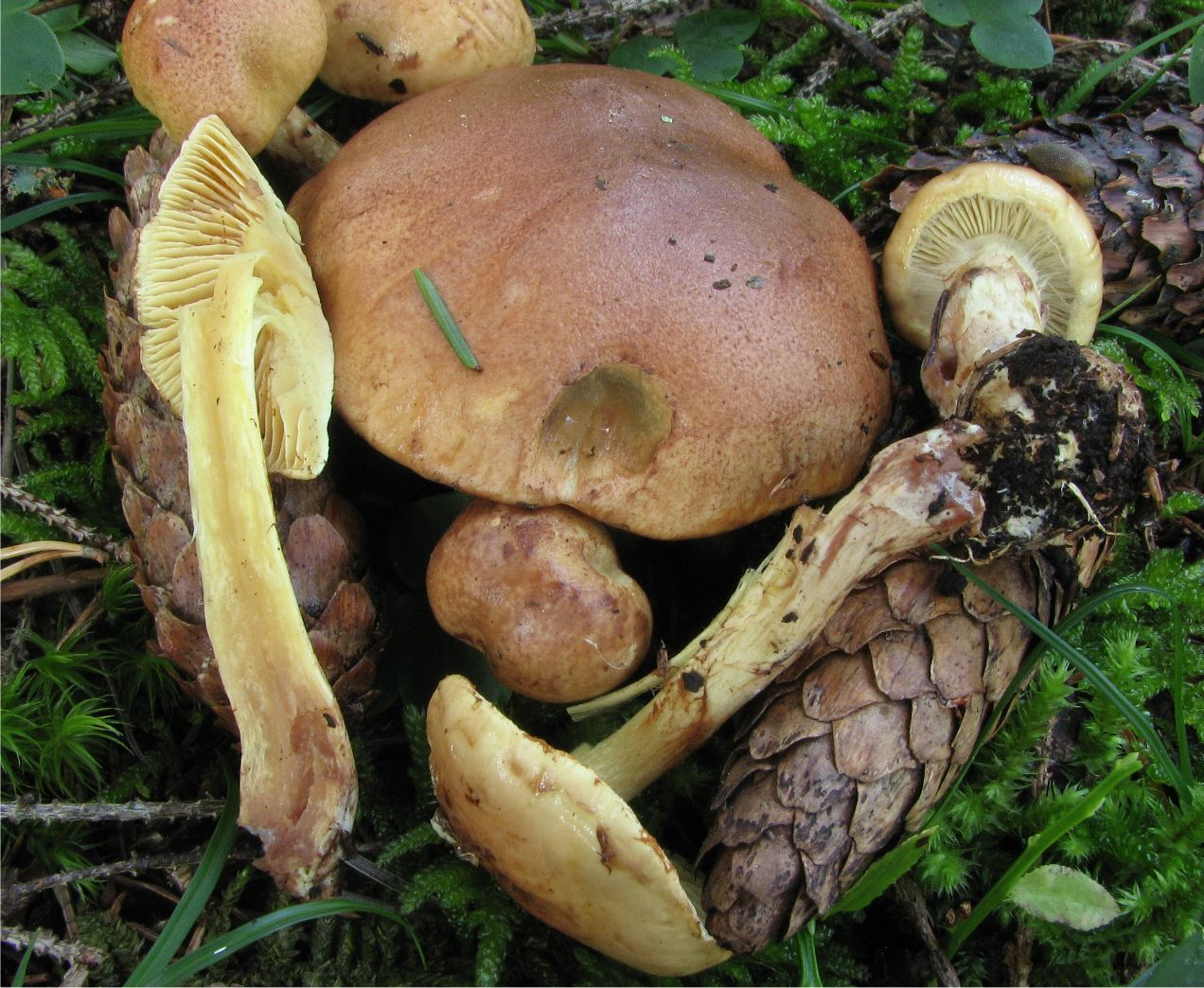
Cortinarius mussivus
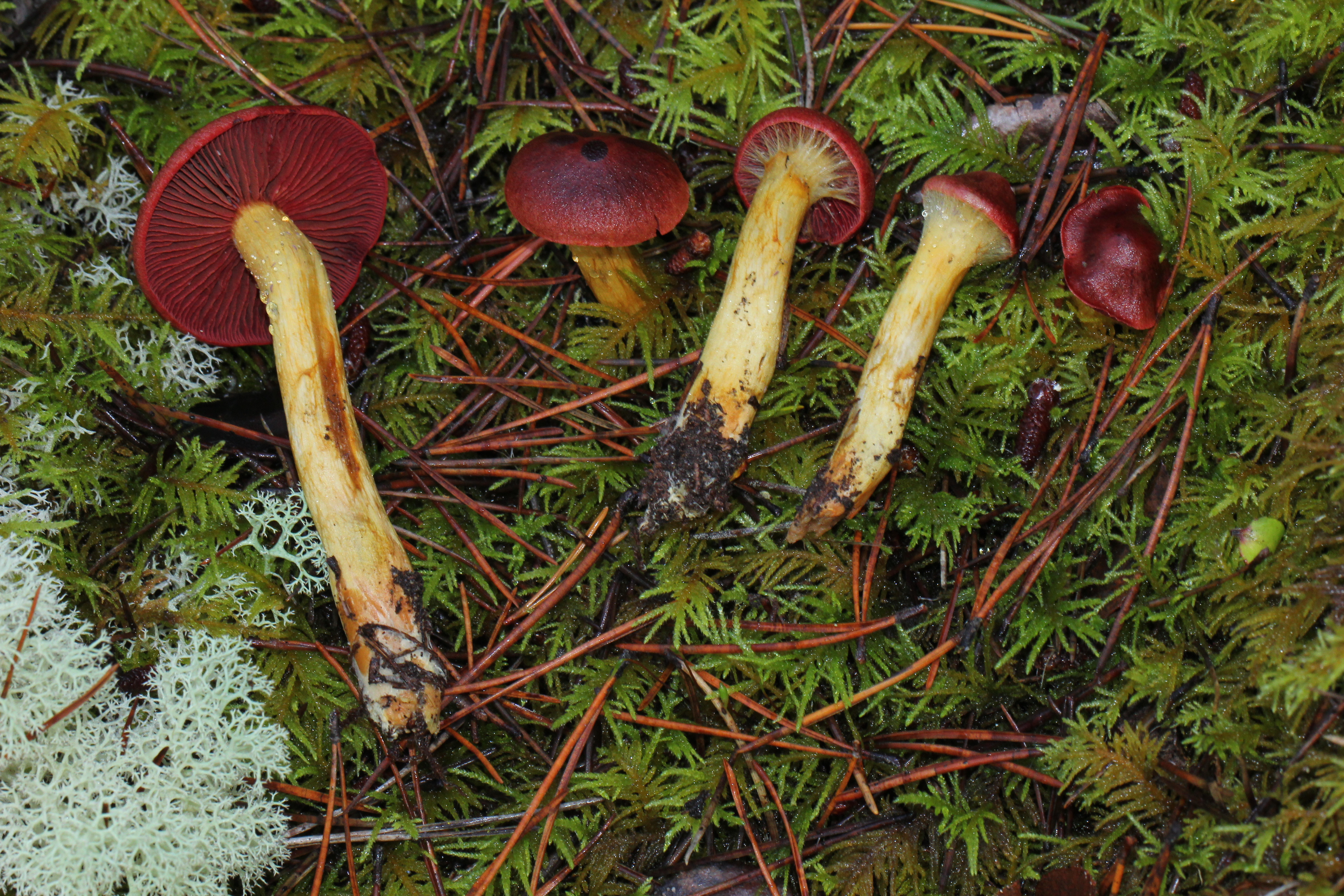
Cortinarius occidentalis
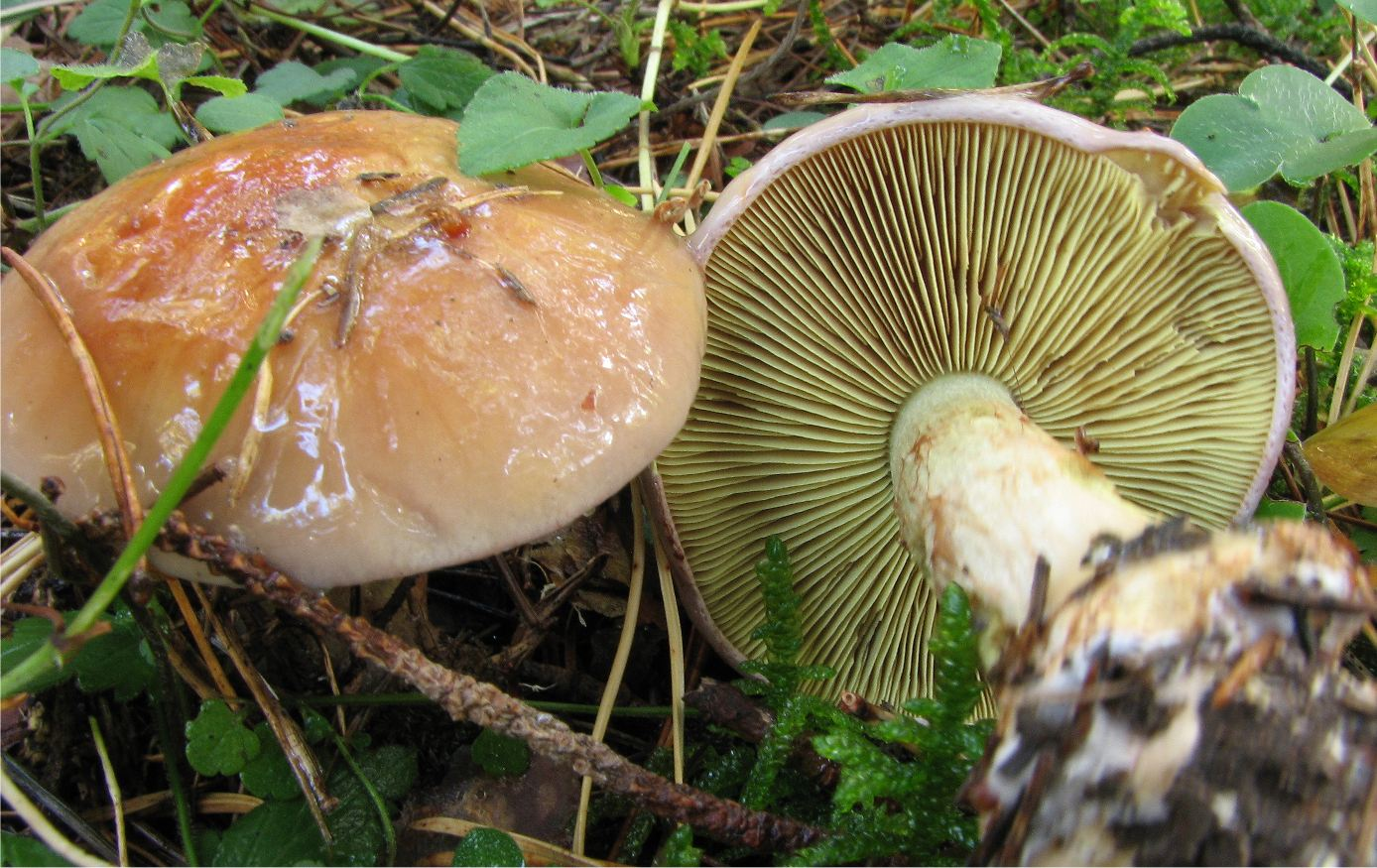
Cortinarius odorifer

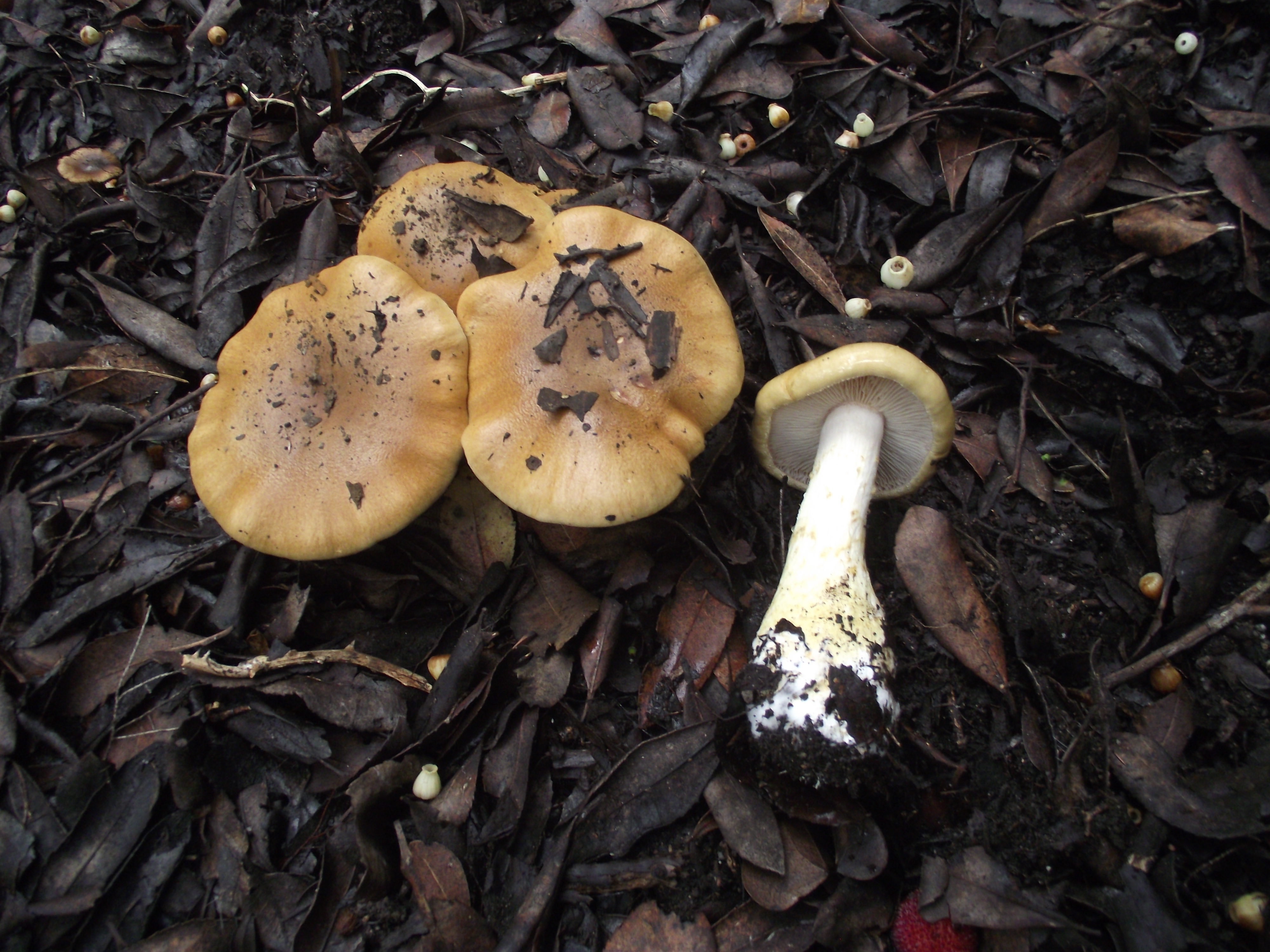
!Cortinarius olidus!
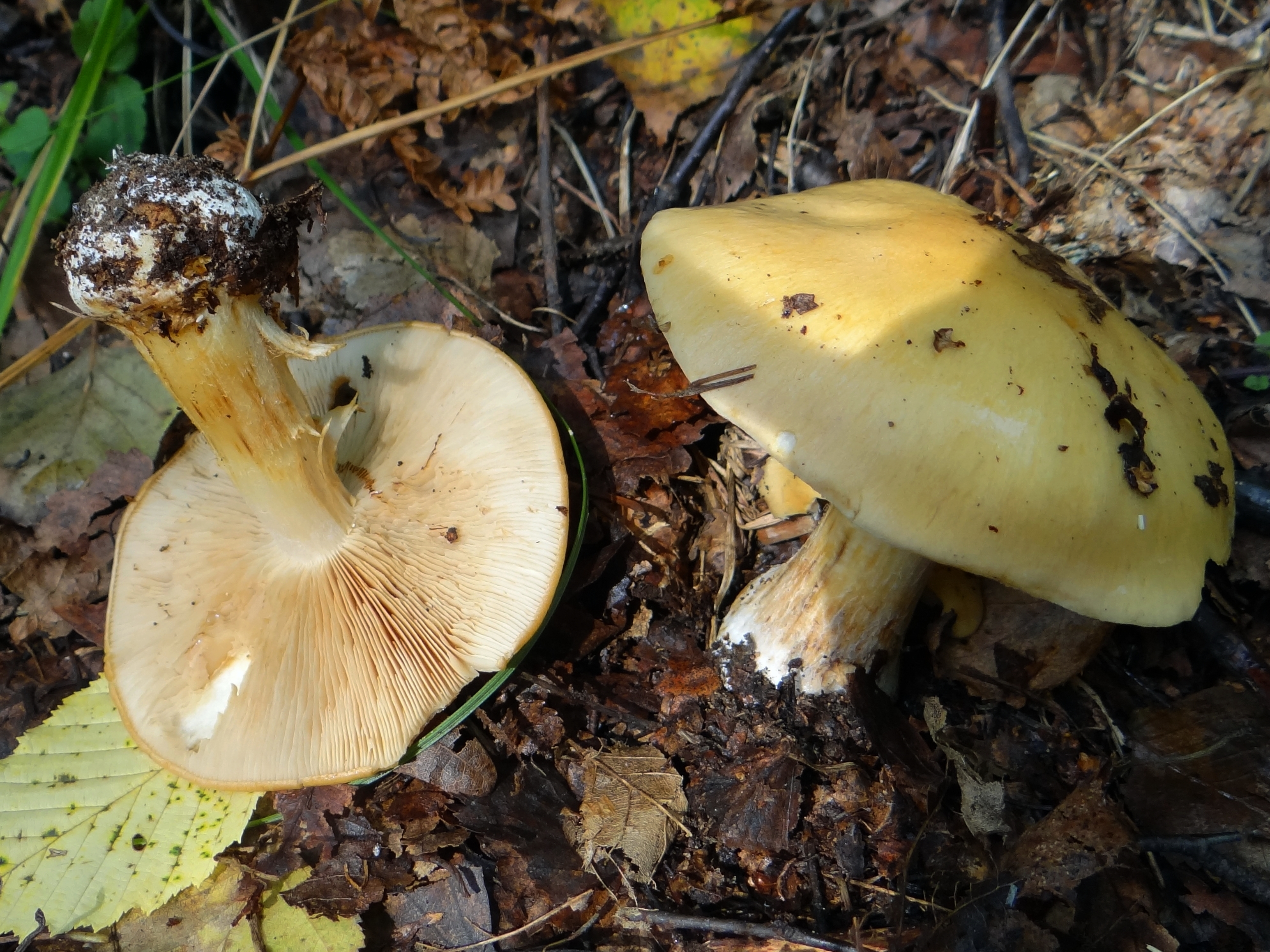
Cortinarius percomis
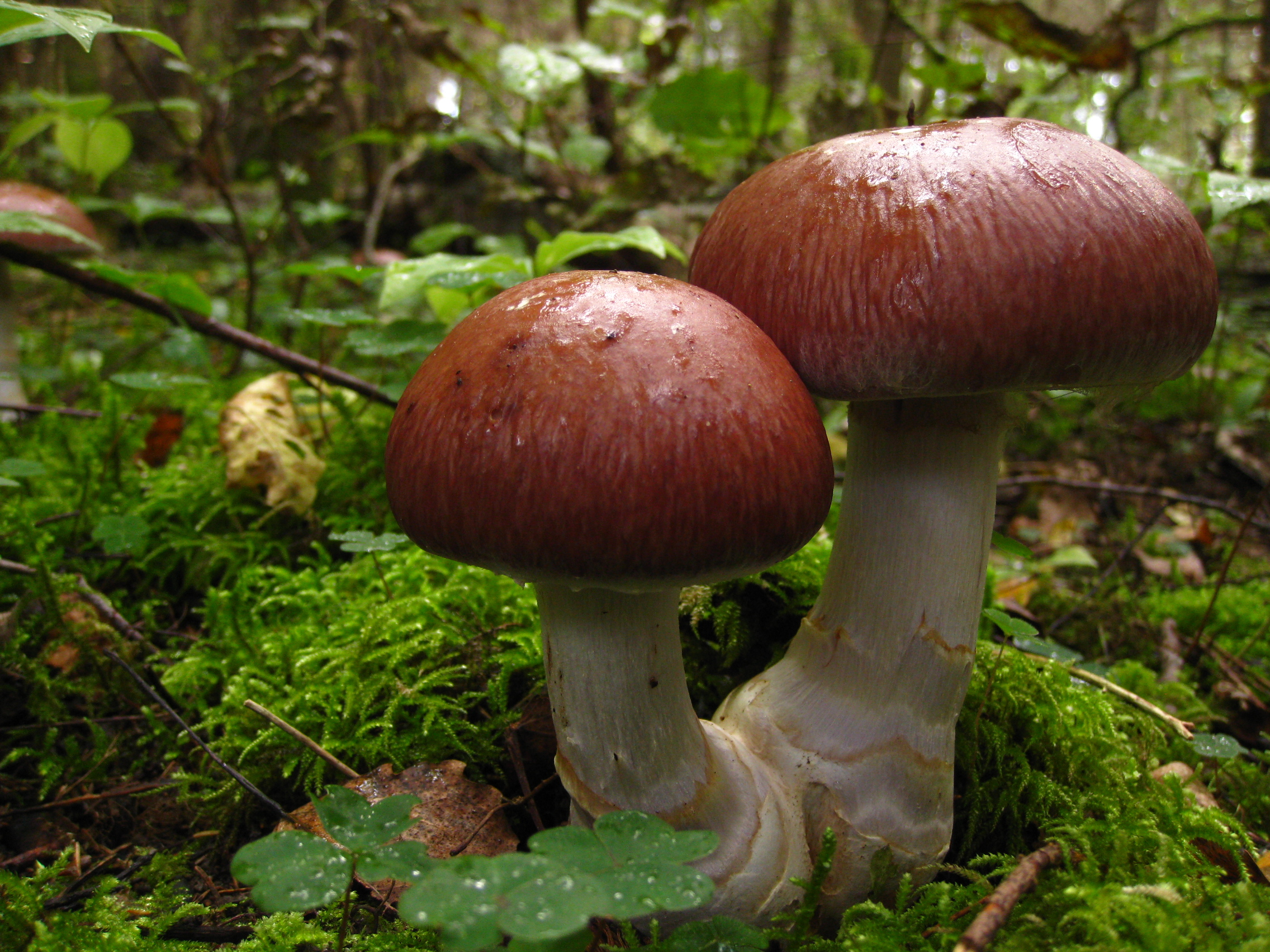
Cortinarius praestans
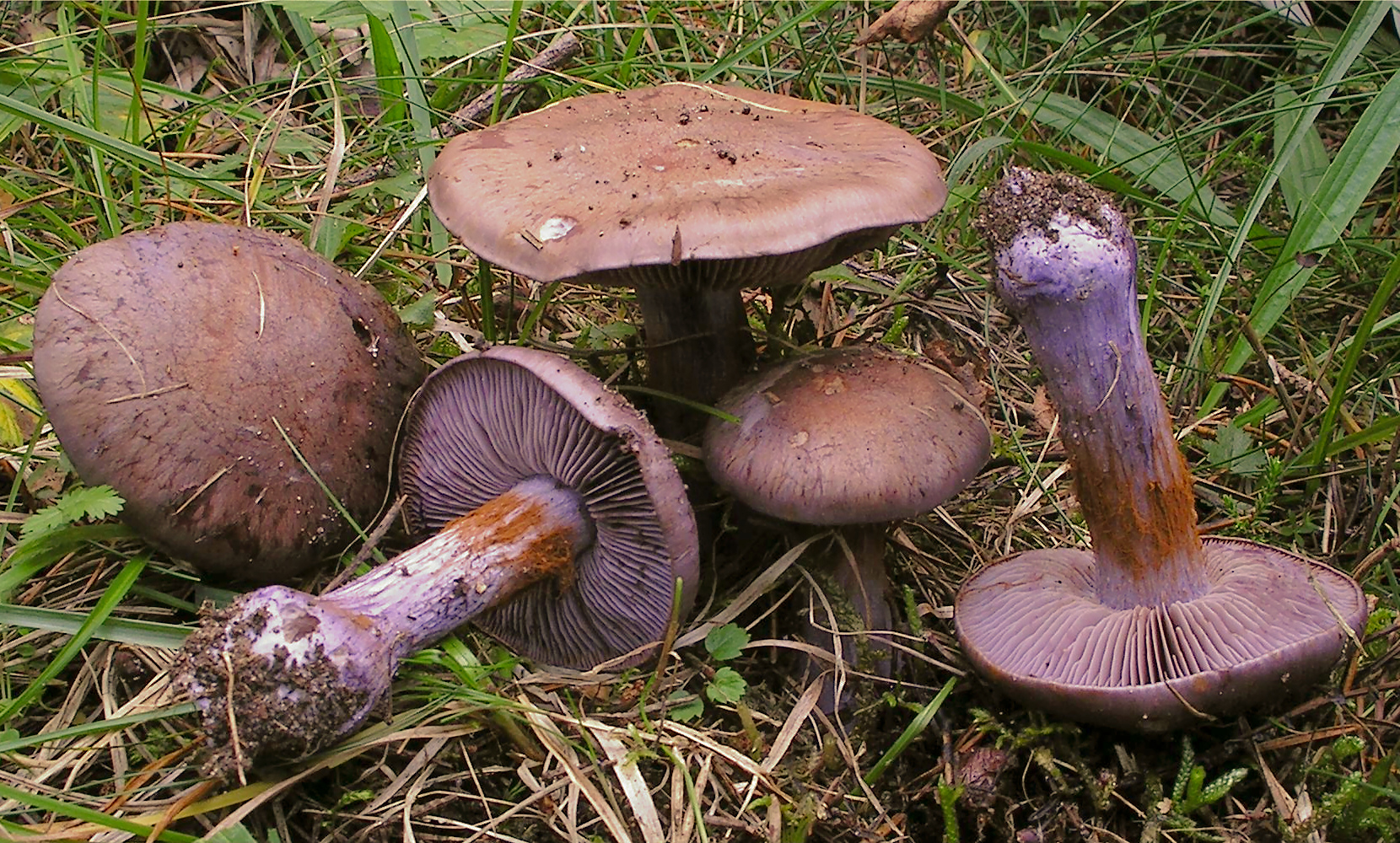
Cortinarius purpurascens

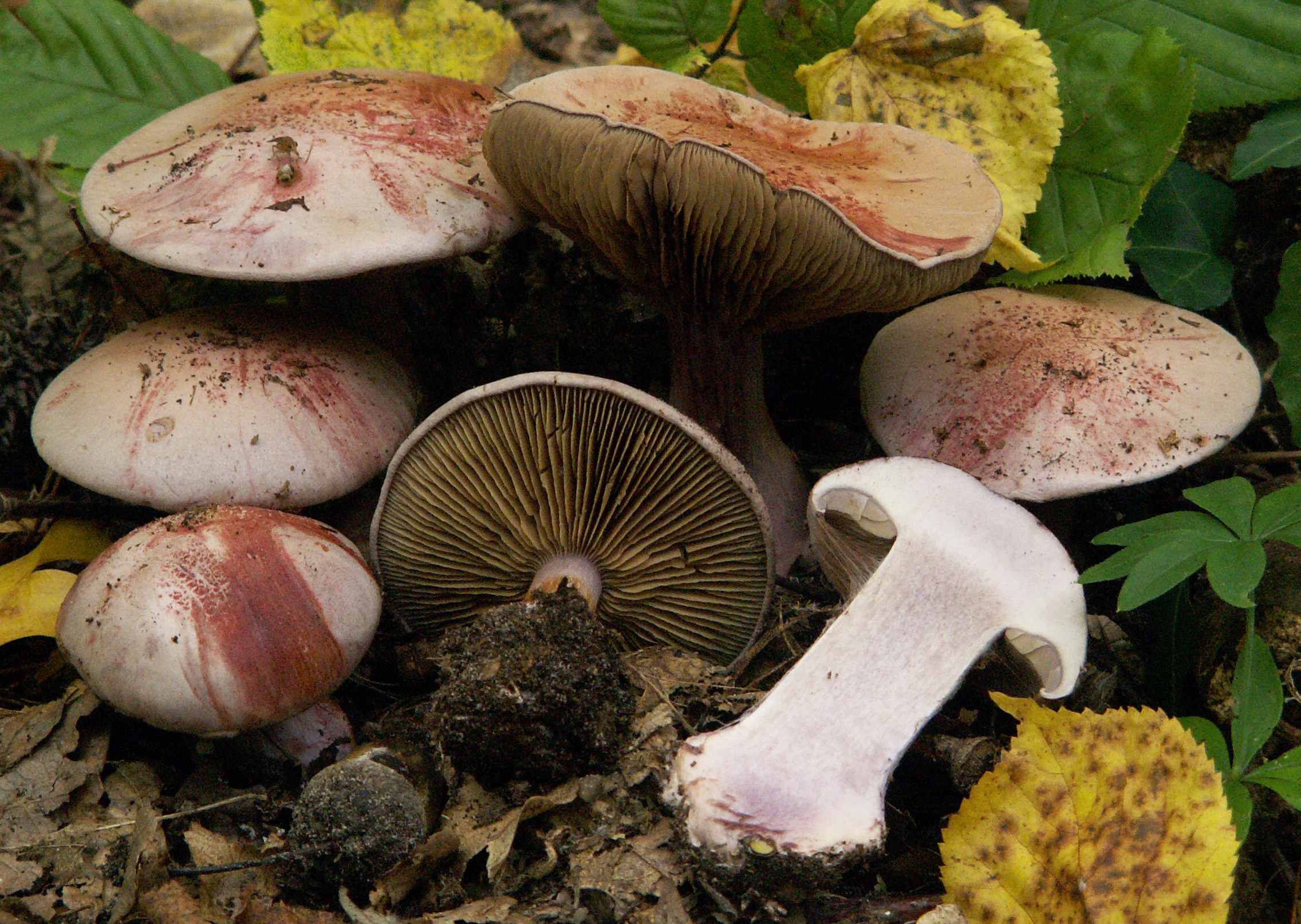
Cortinarius rufo-olivaceus
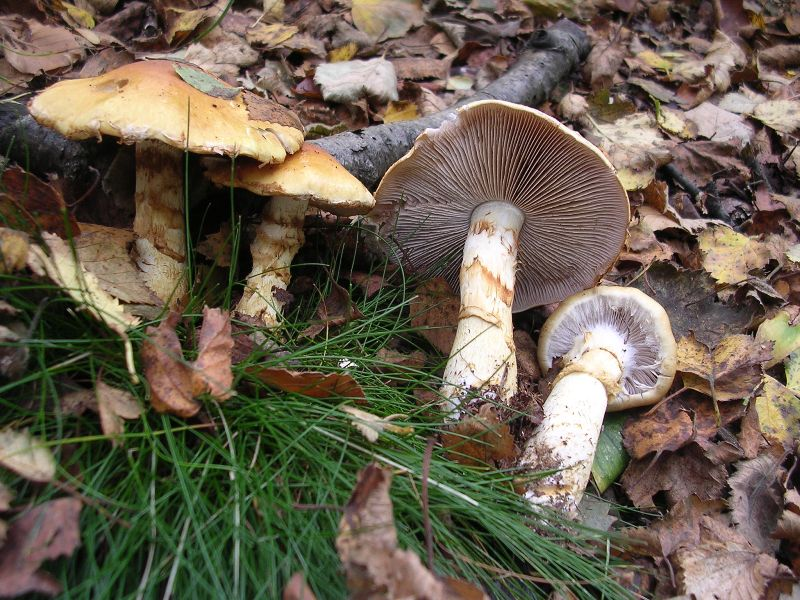
Cortinarius triumphans
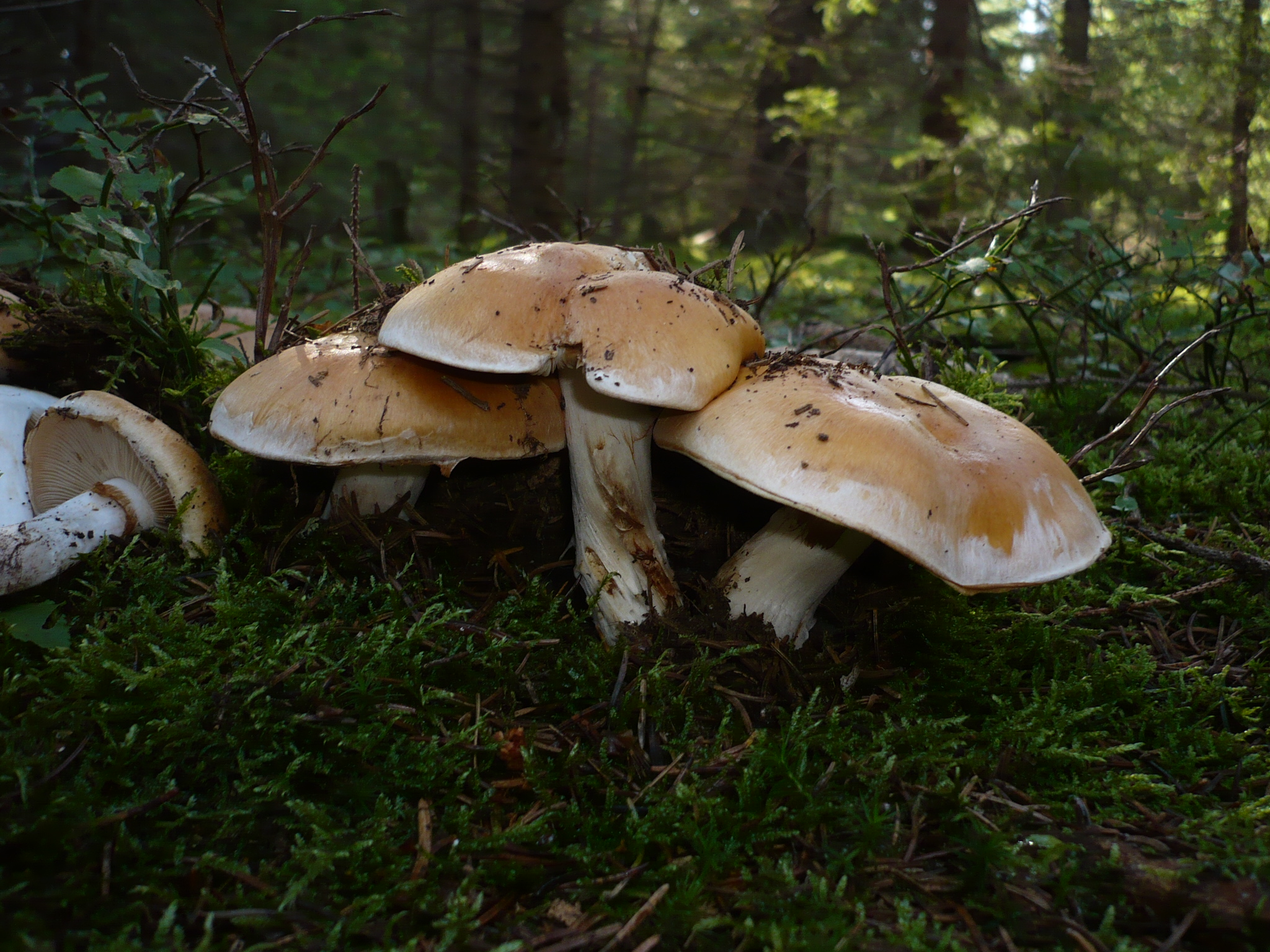
Cortinarius turmalis
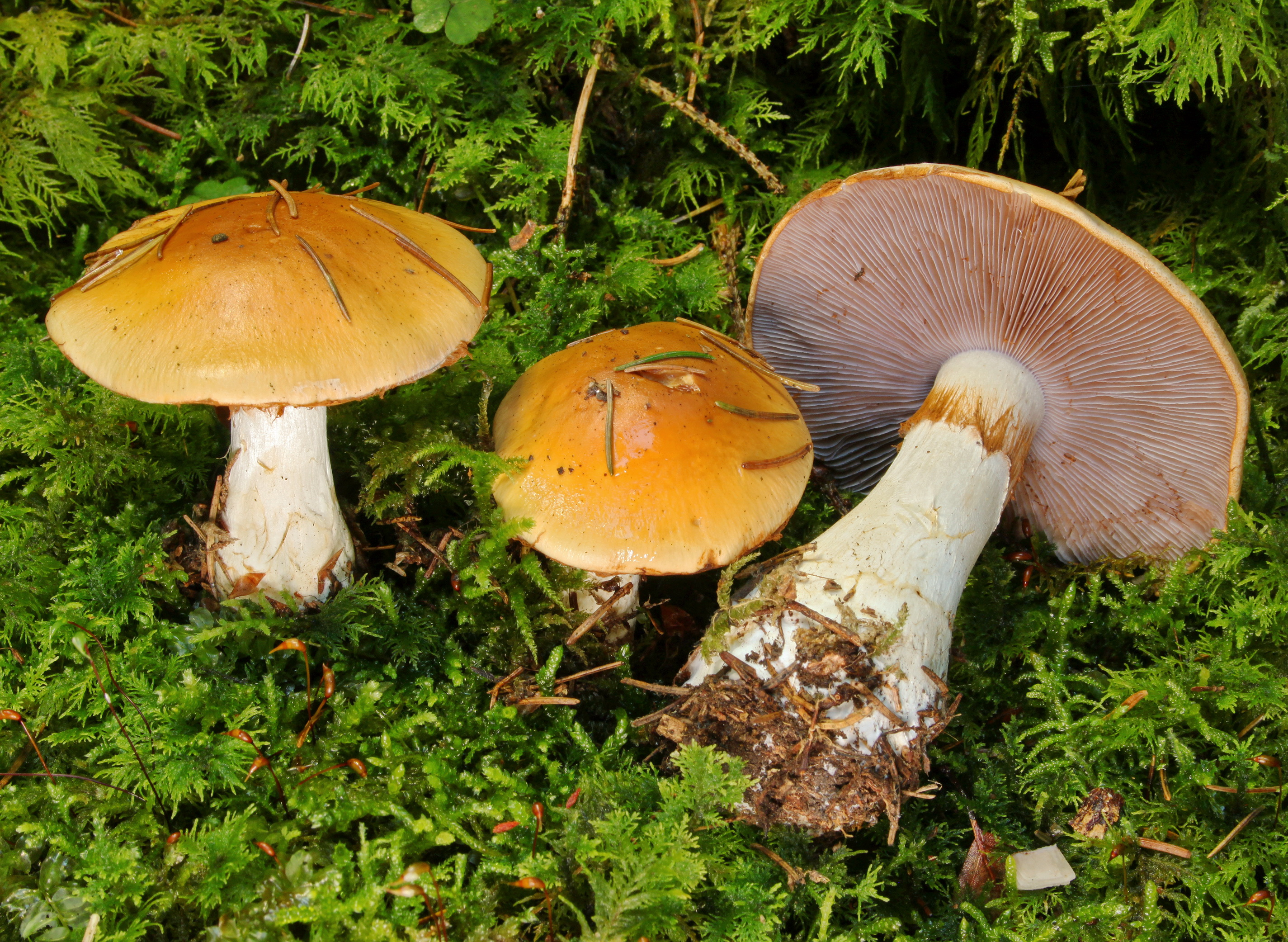
Cortinarius-varius

- Sericeocybe: pălărie lucioasă, opacă încarnată sau fibroasă, rar solzoasă cu picior cilindric, câteodată ușor până clar bulbos. În momentul de față, subgenul este asociat celui numit Telamomia (vezi mai jos).[62] Exemple sunt Cortinarius anomalus (de valoare inferioară),[63] Cortinarius argentatus (necomestibil),[64] Cortinarius azureovelatus (necomestibil),[65] Cortinarius camphoratus (necomestibil),[66] Cortinarius caninus (comestibil),[67] Cortinarius livido-ochraceus (comestibil),[68] Cortinarius spilomeus (necomestibil),[69] Cortinarius traganus,[70]

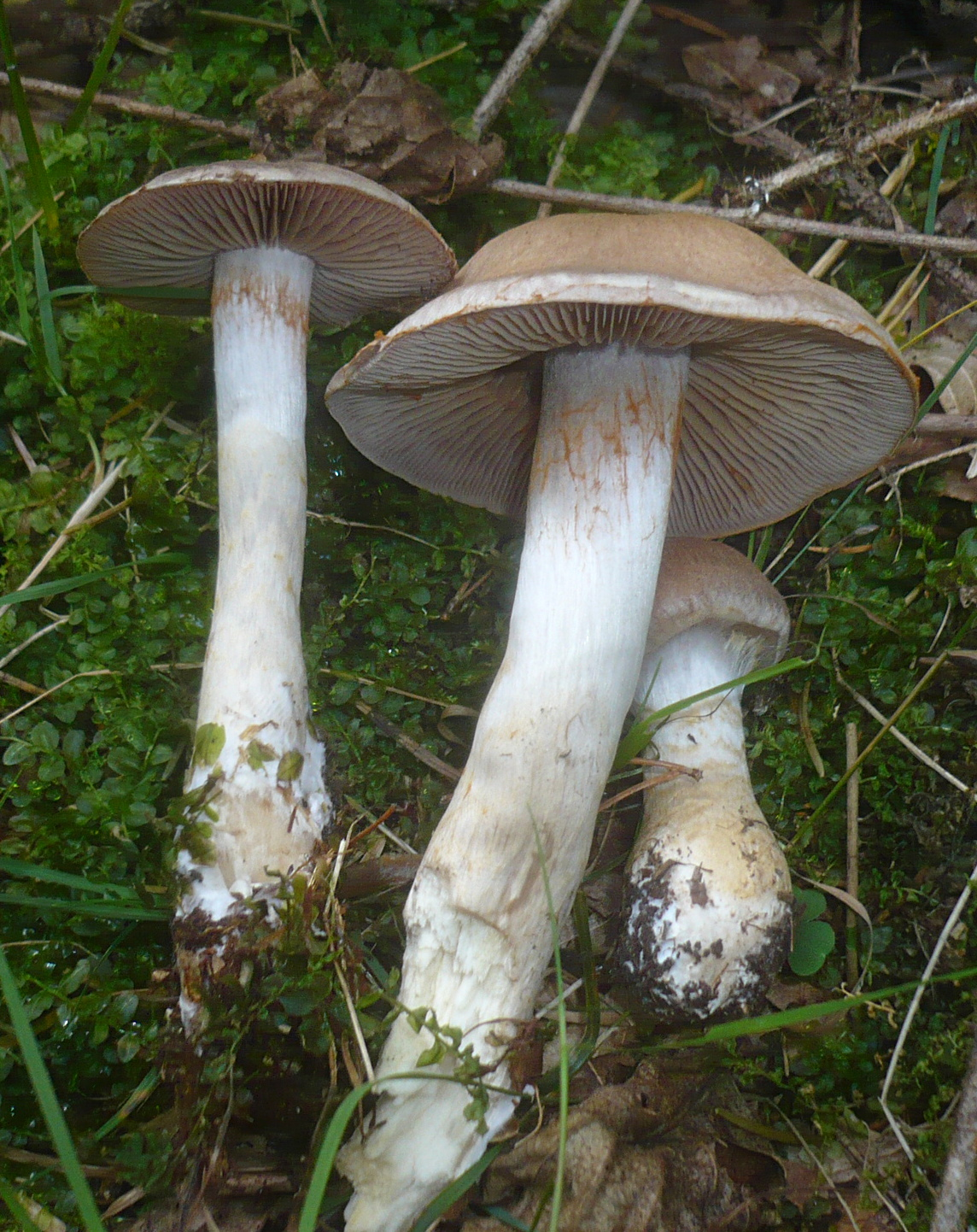
Cortinarius anomalus
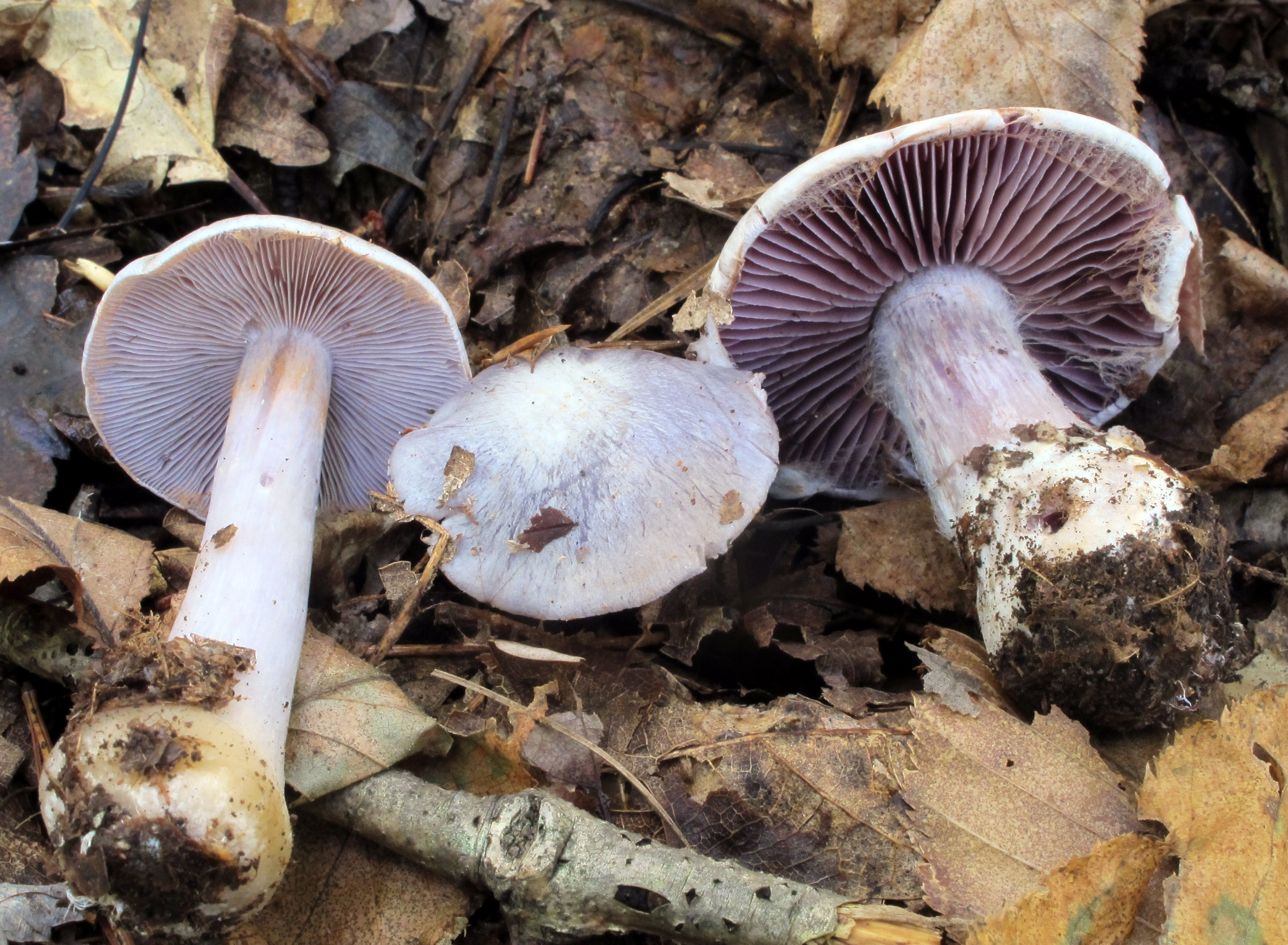
Cortinarius argentatus
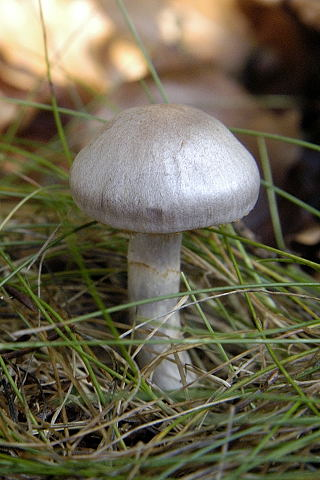
Cortinarius azureovelatus
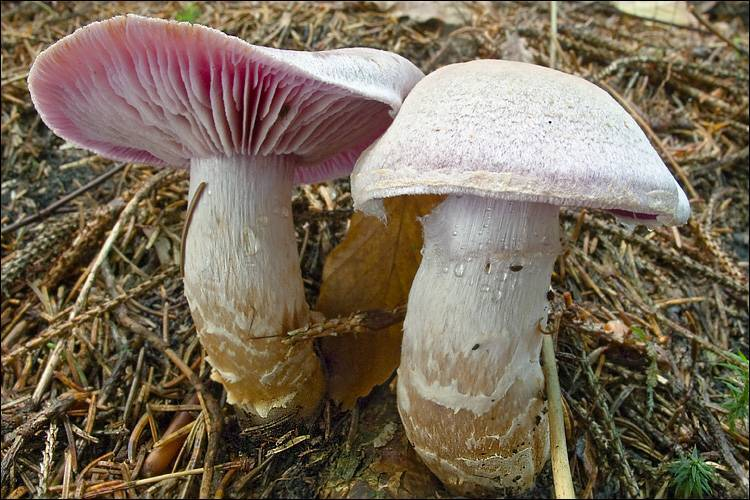
Cortinarius camphoratus

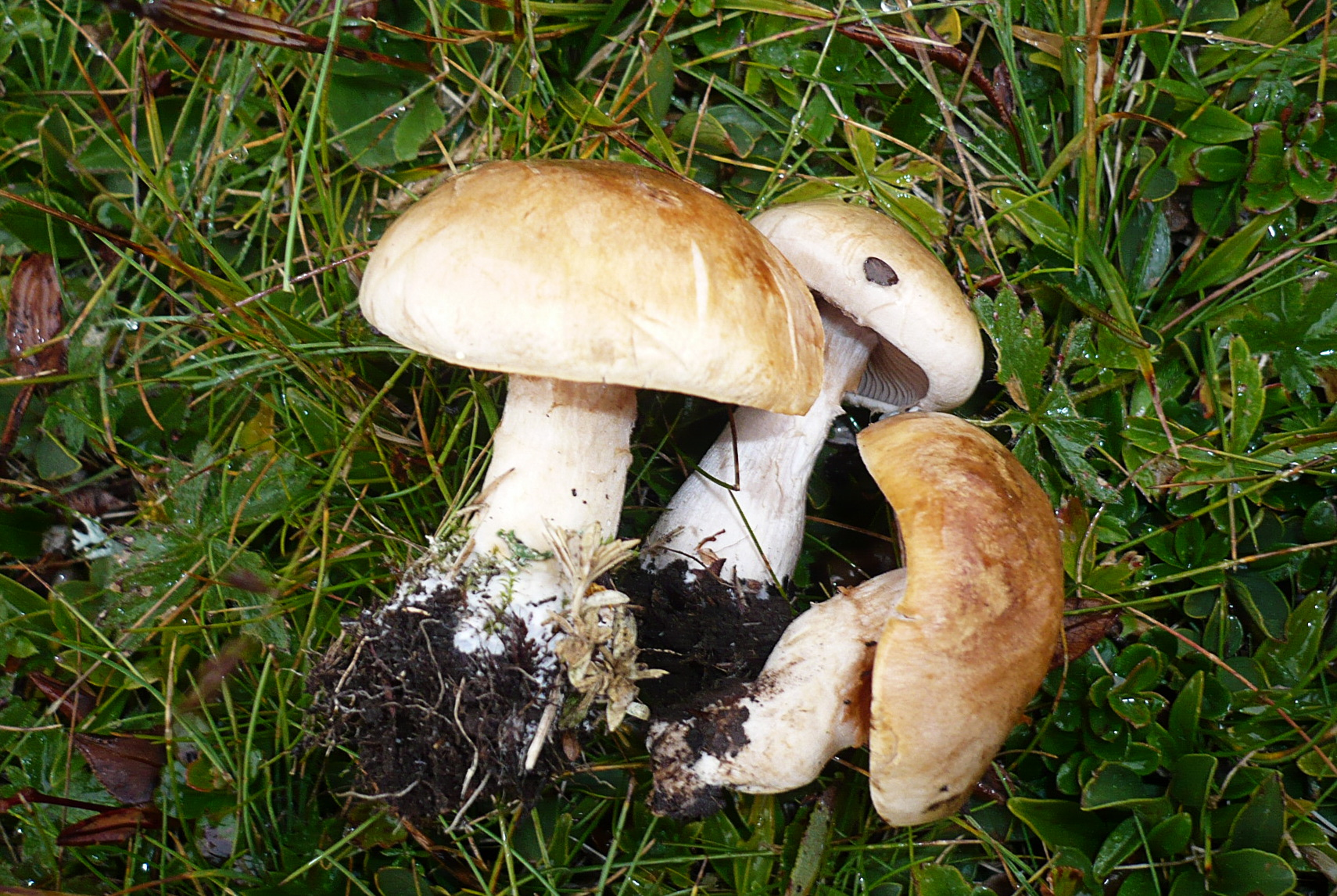
Cortinarius caninus
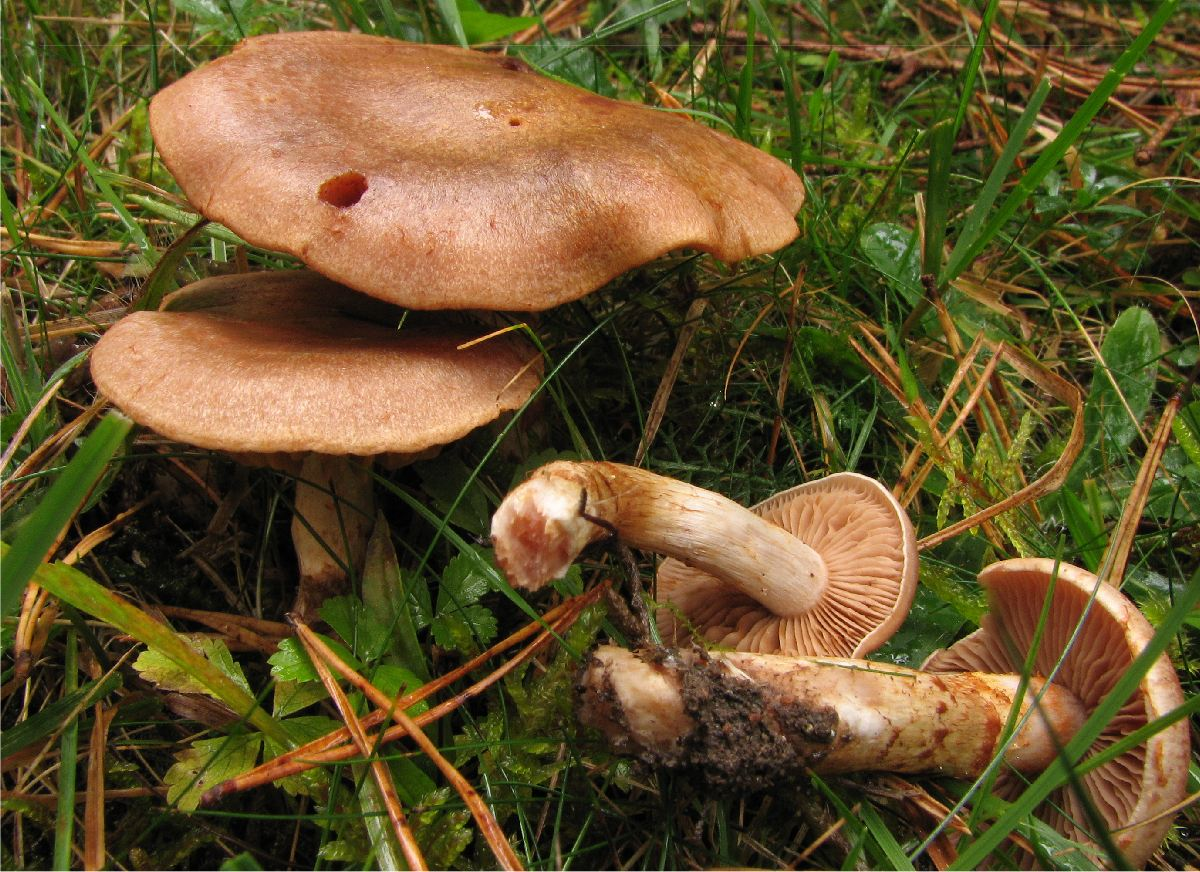
Cortinarius spilomeus
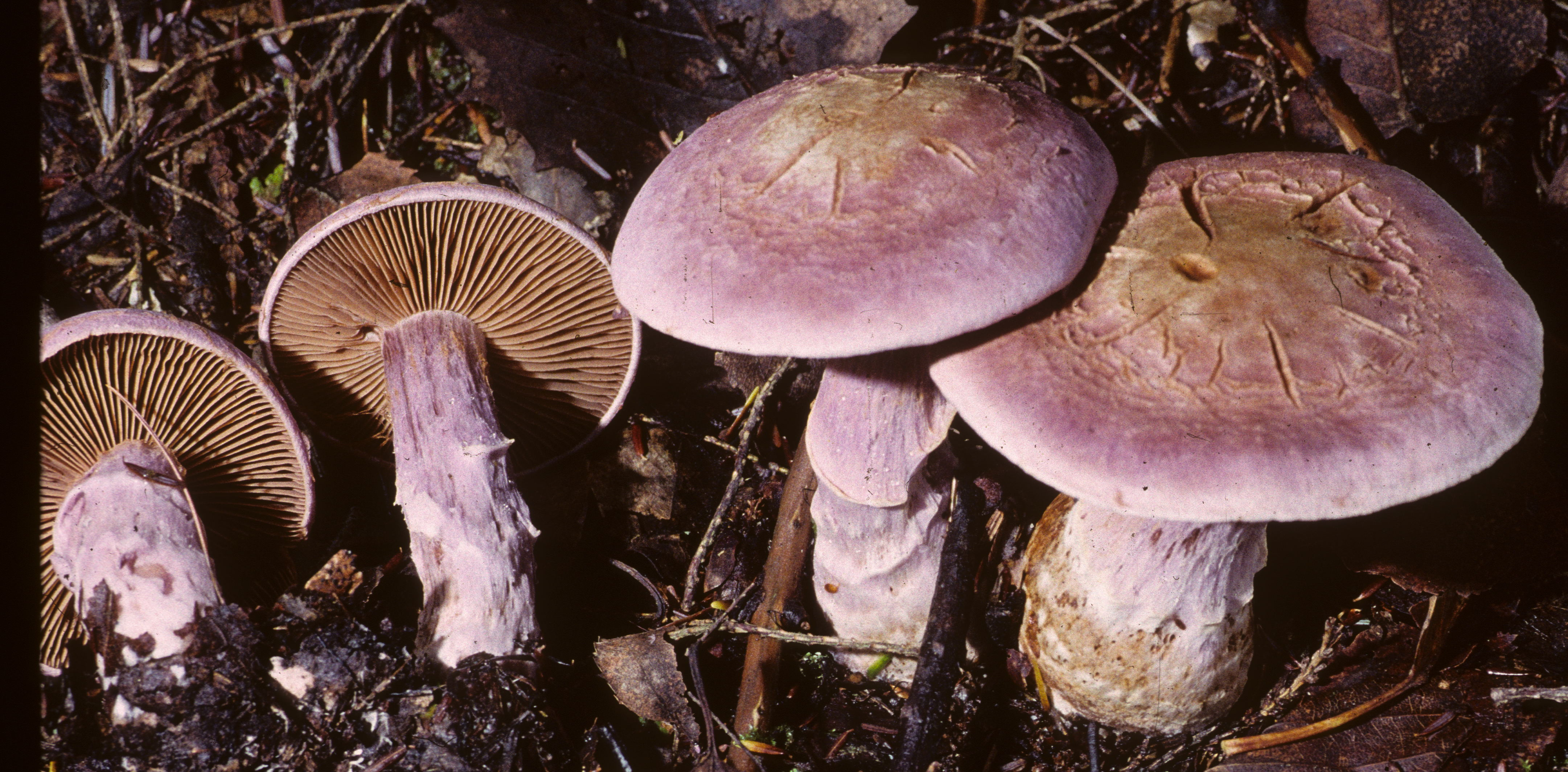
Cortinarius traganus

- Telamonia: specii cu inel solzos în formă de brățară, în plus un văl lateral, astfel că s-ar crede, piciorului ar fi decorat, de exemplu Cortinarius alboviolaceus (necomestibil),[71] Cortinarius anthracinus (necomestibil),[72] Cortinarius armillatus (comestibil),[73] Cortinarius bibulus sin. Cortinarius pulchellus (necomestibil),[74] Cortinarius bovinus (necomestibil),[75] Cortinarius brunneus (otrăvitor),[76][77] Cortinarius cagei sin. Cortinarius bicolor (necomestibil),[78] Cortinarius cinnabarinus (otrăvitor),[79] Cortinarius fasciatus (necomestibil), [80] Cortinarius flexipes (necomestibil), Cortinarius fulvescens (necomestibil),[81] Cortinarius hinnuleus (necomestibil),[82] Cortinarius malachius (comestibiltate limitată),[83] Cortinarius obtusus (necomestibil),[84] Cortinarius rigens (necomestibil),[85] Cortinarius triformis (necomestibil),[86] Cortinarius torvus (necomestibil),[87] Cortinarius uraceus (necomestibil).[88]

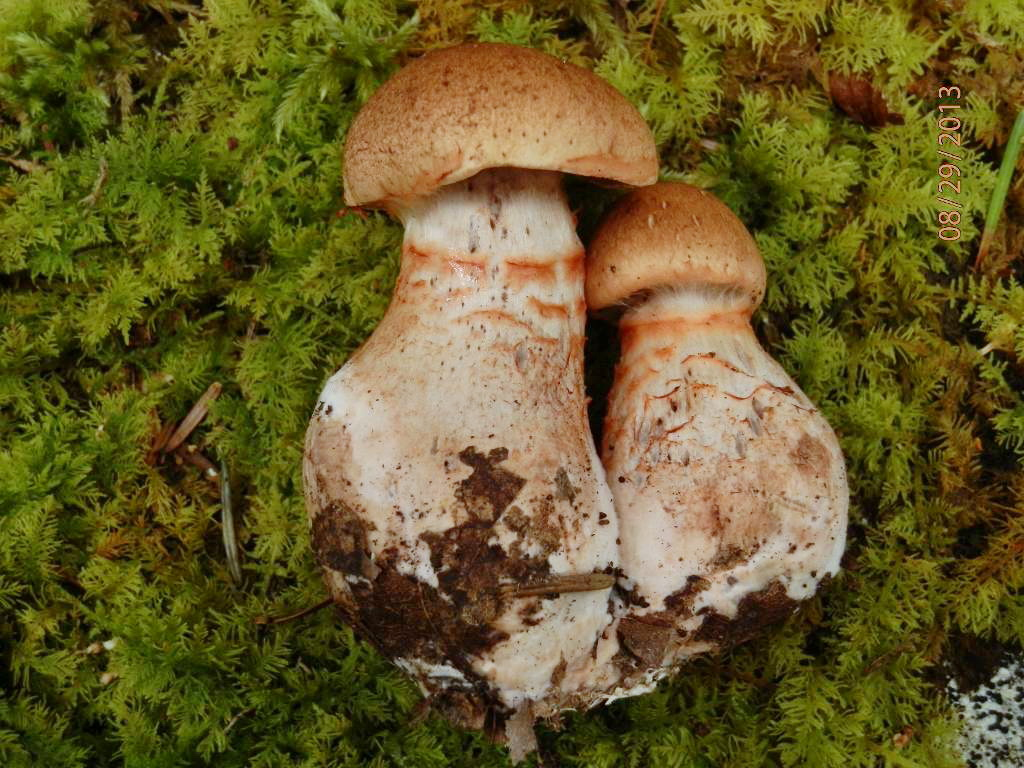
Cortinarius armillatus
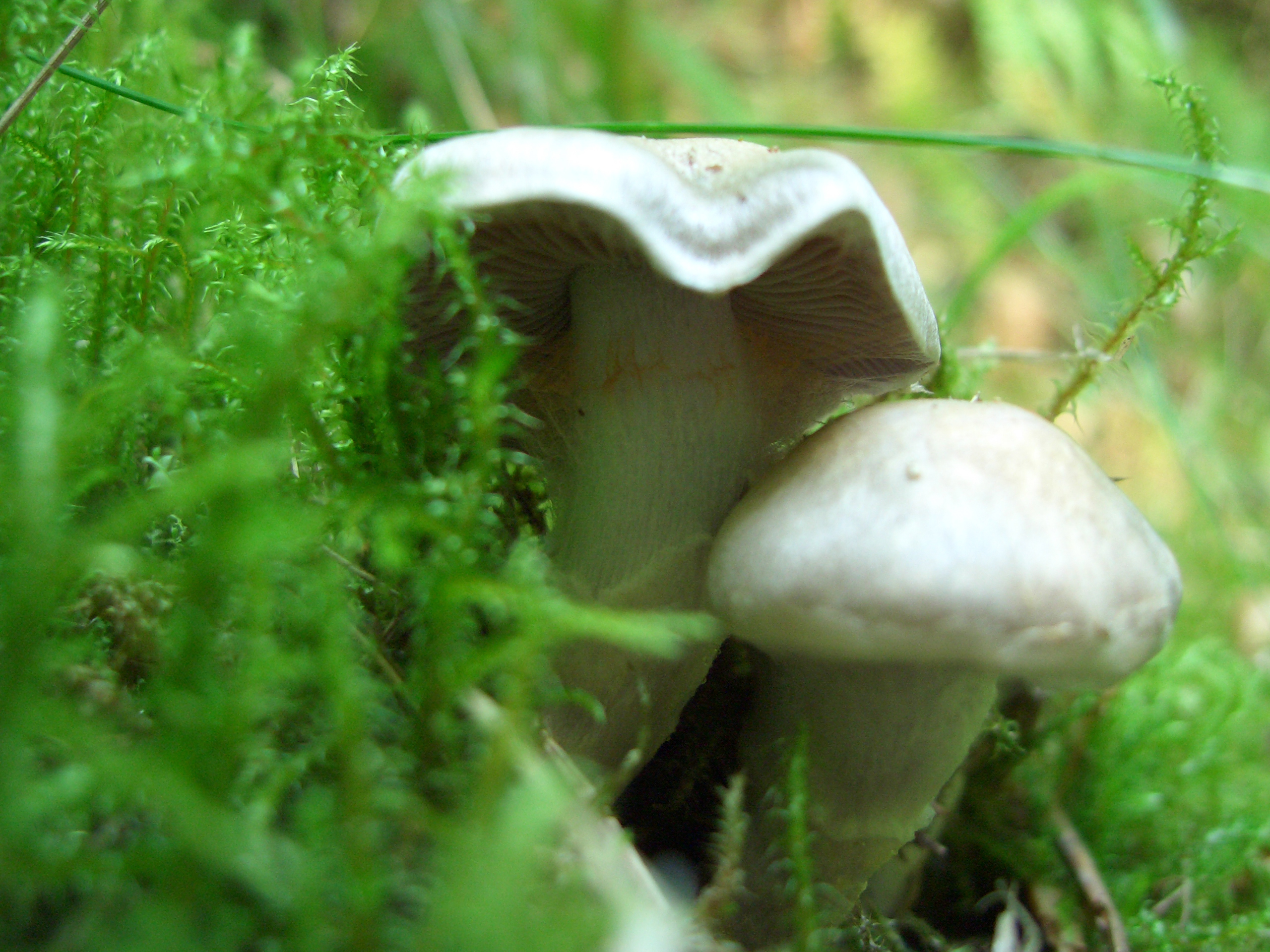
Cortinarius alboviolaceus
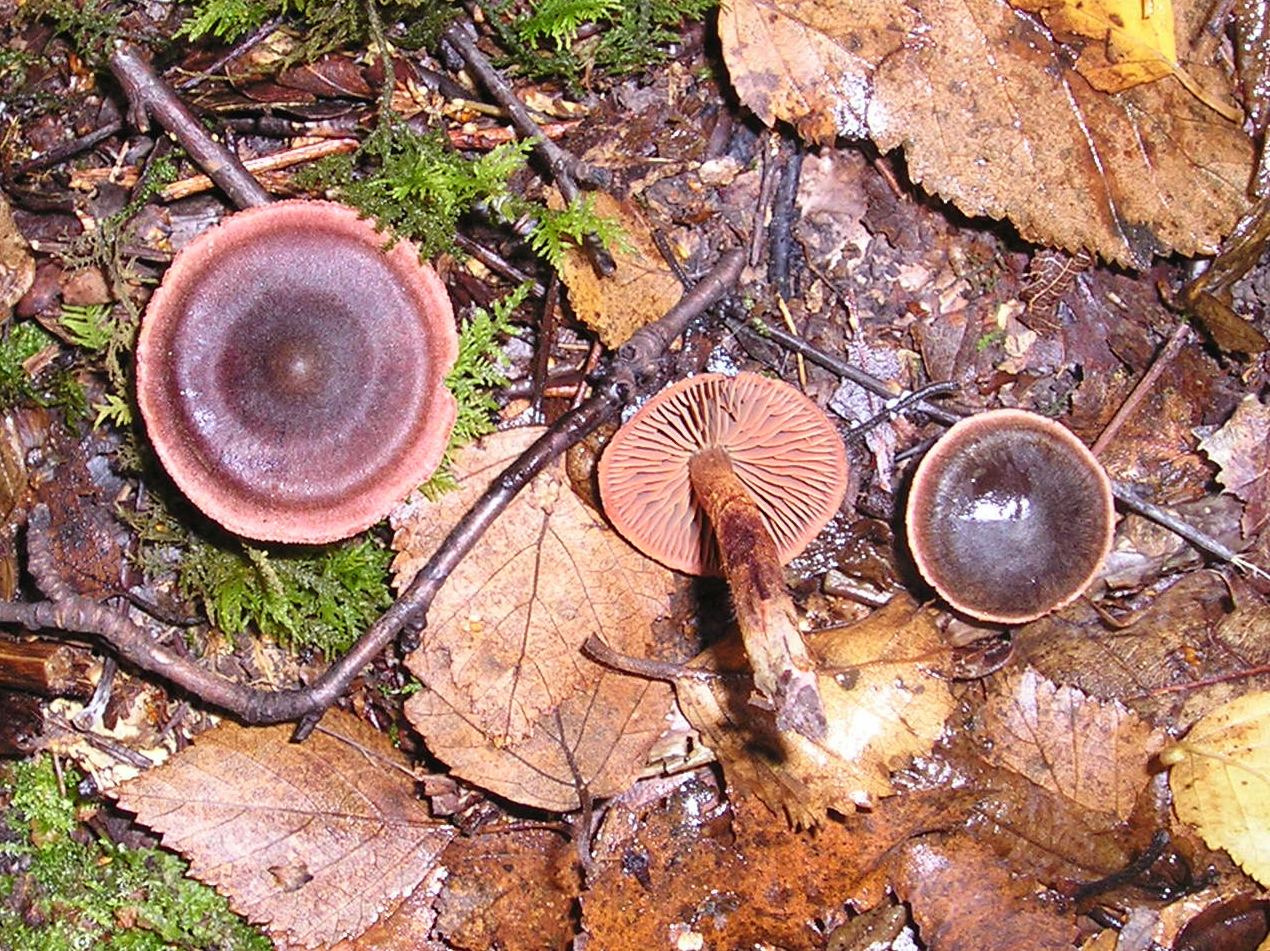
Cortinarius anthracinus
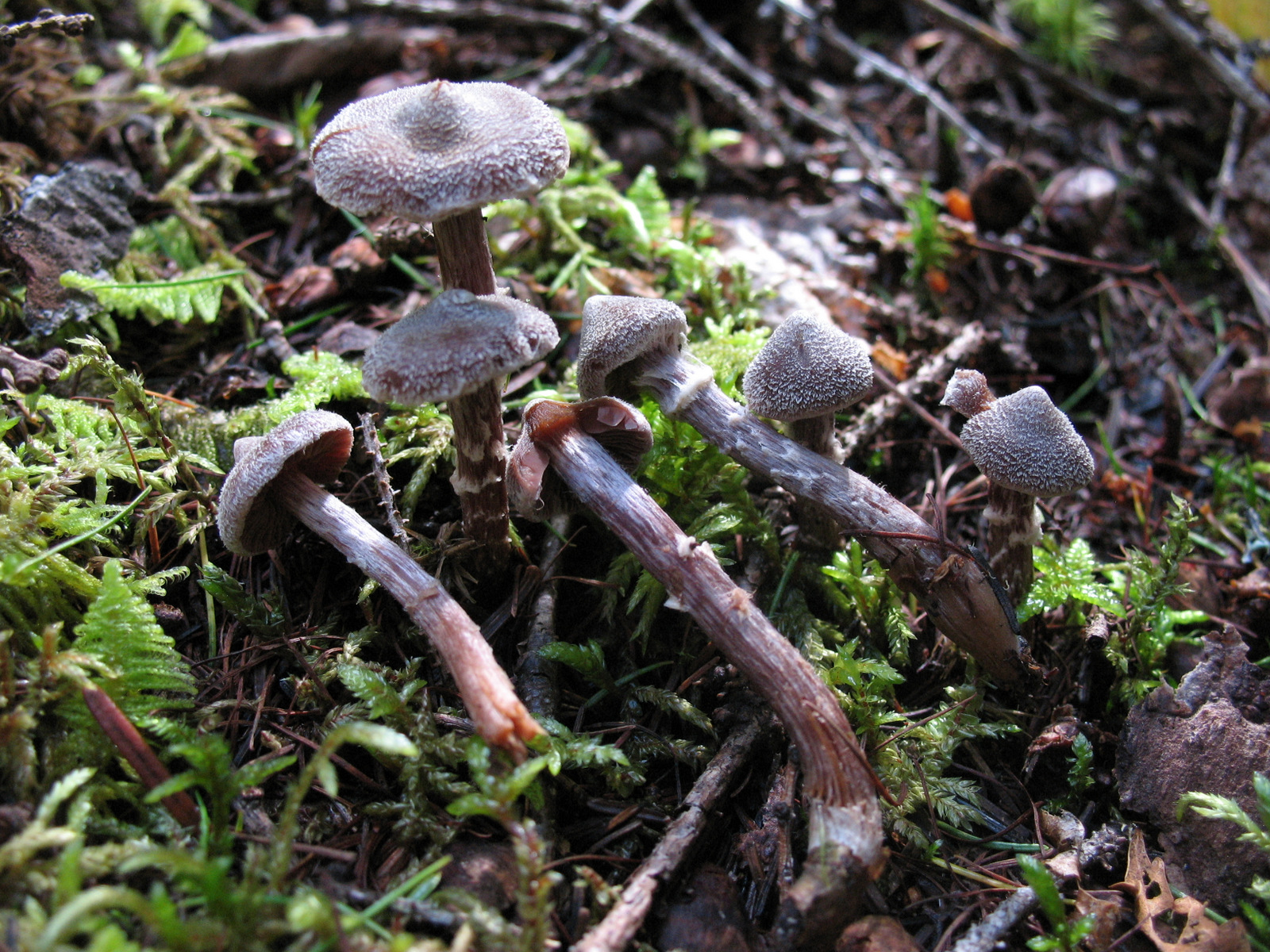
Cortinarius bibulus sin. Cortinarius pulchellus
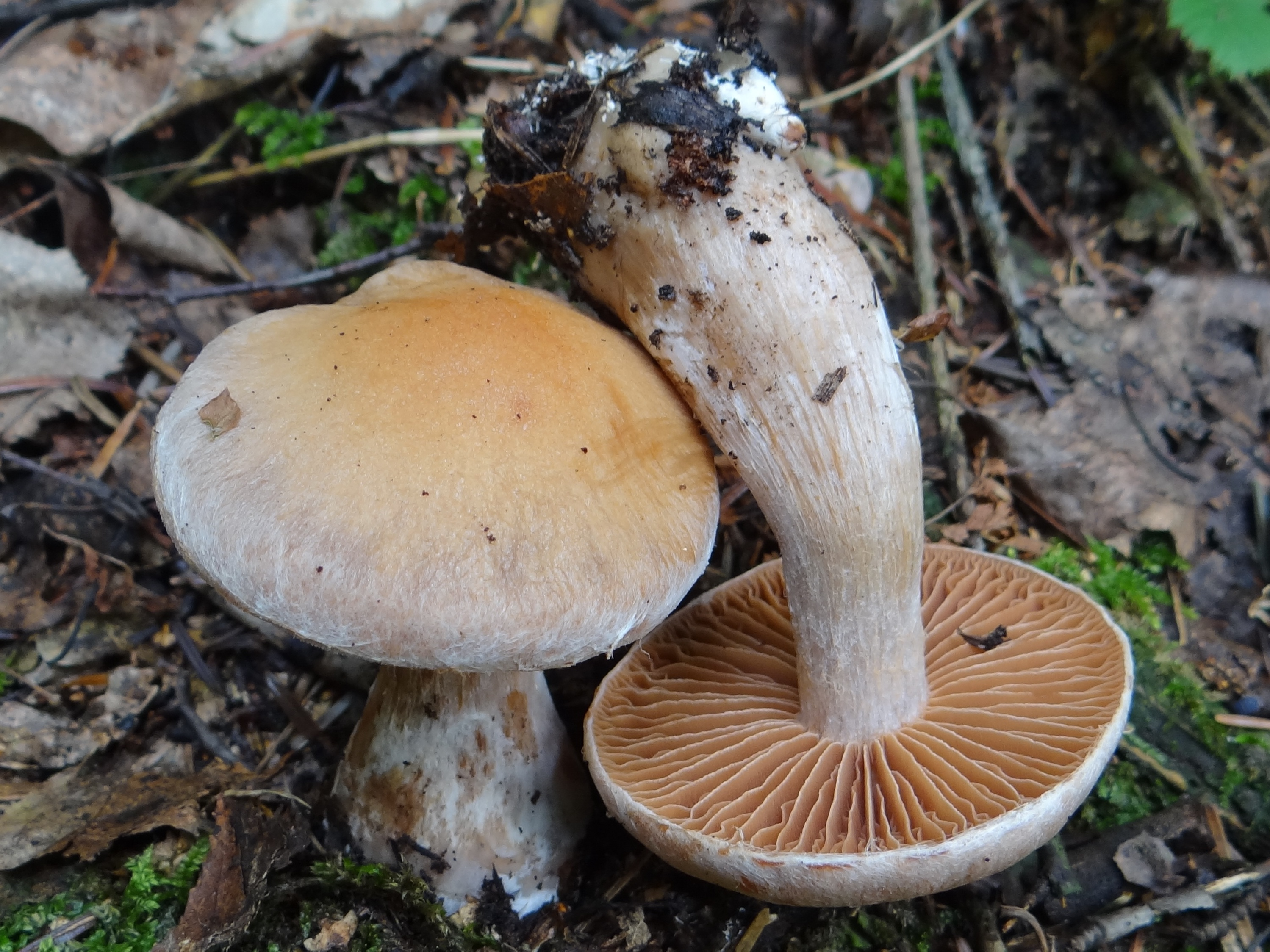
!Cortinarius bovinus!

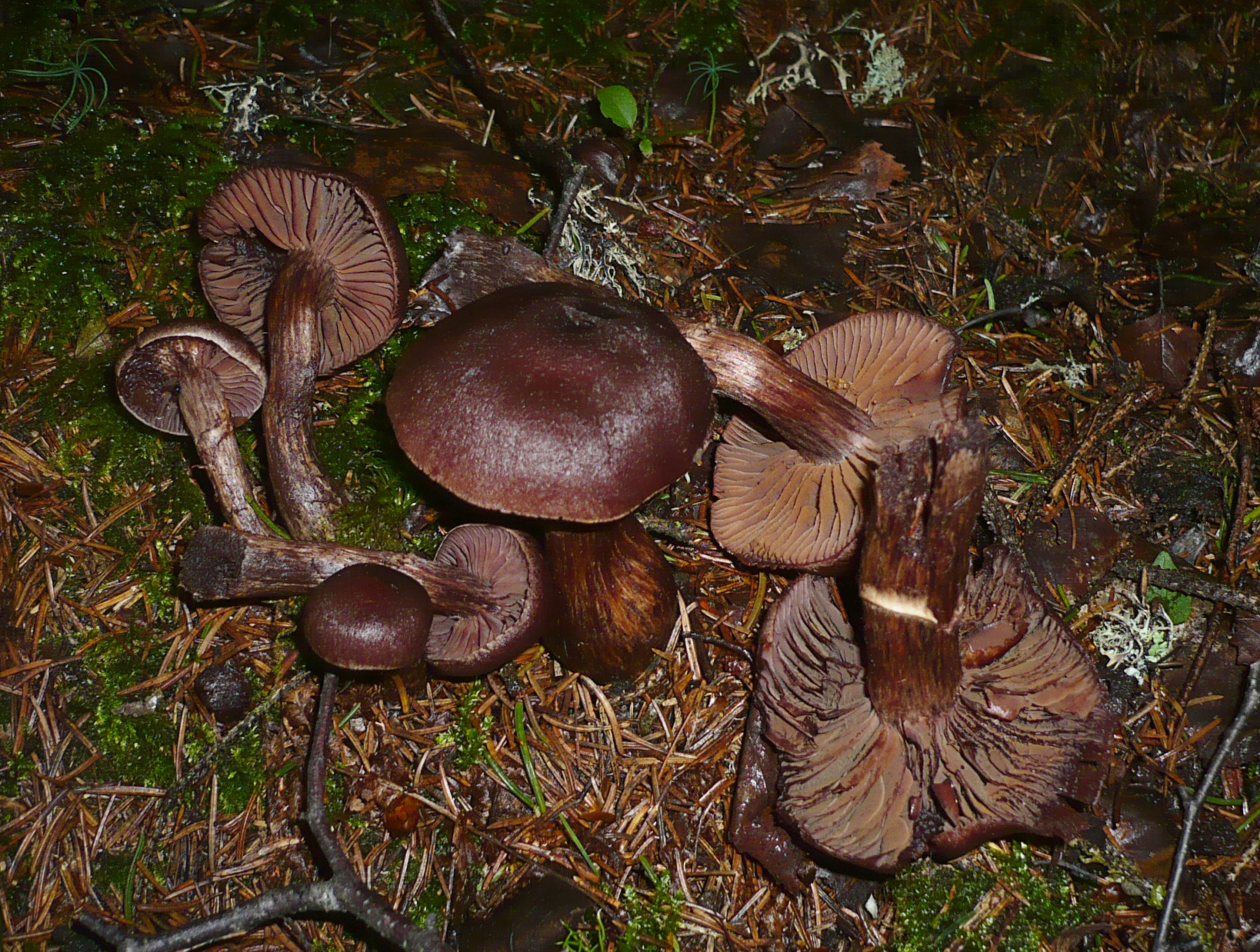
Cortinarius brunneus
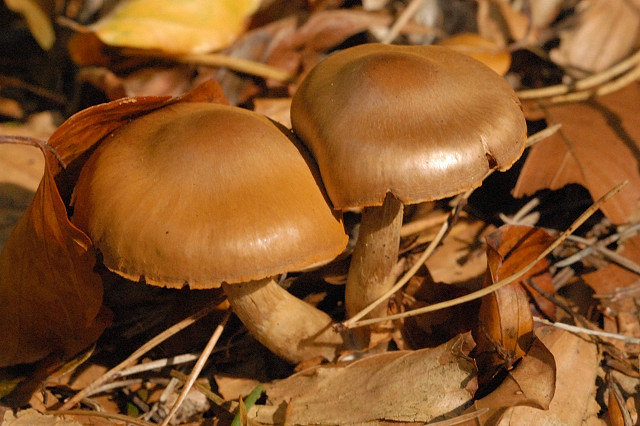
Cortinarius cagei
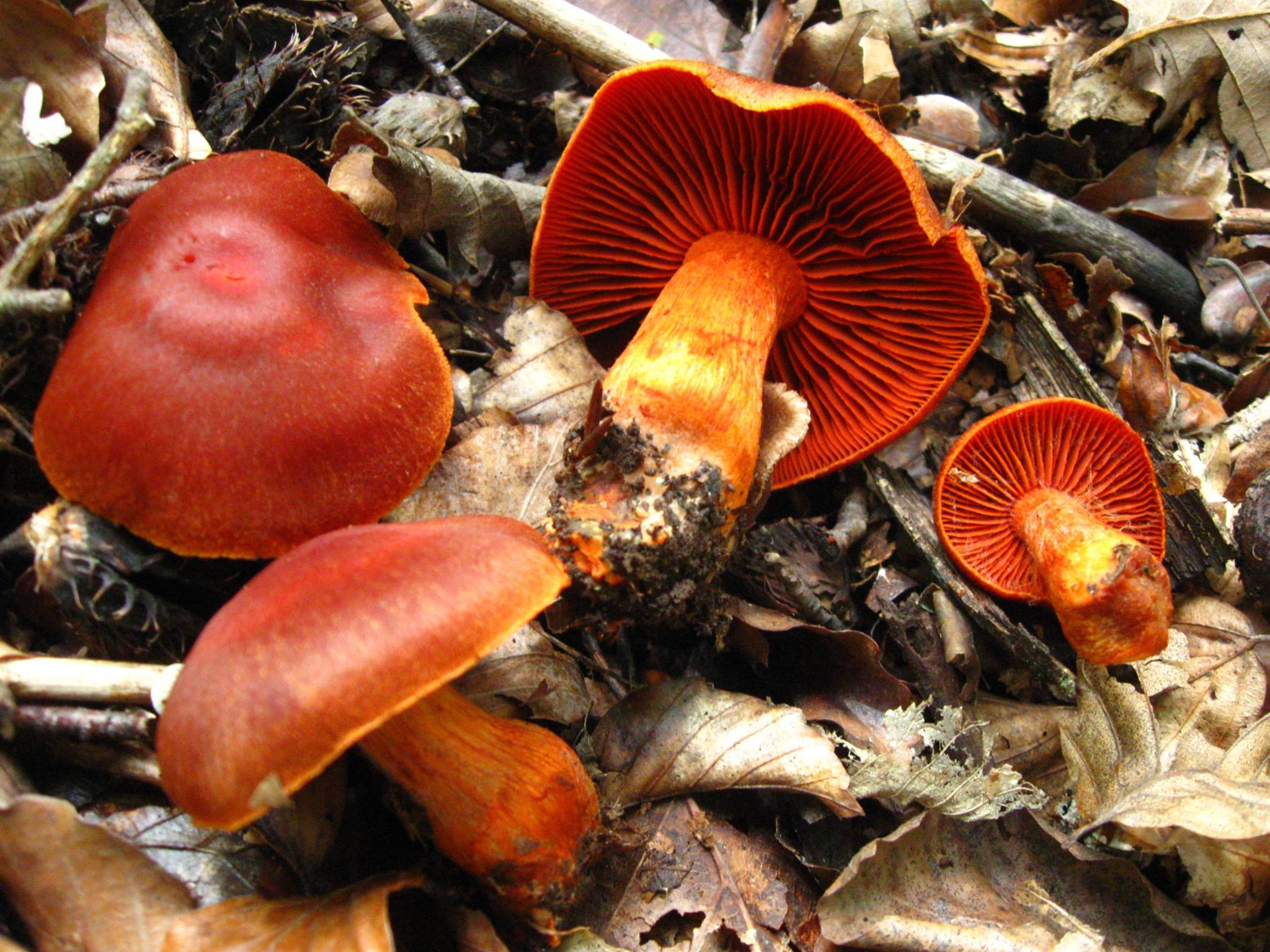
Cortinarius cinnabarinus
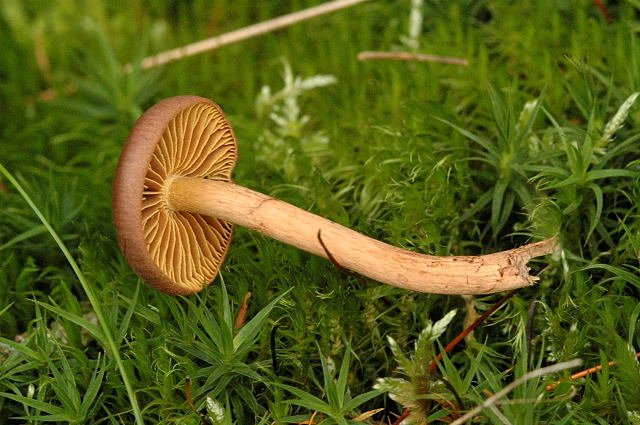
Cortinarius fasciatus
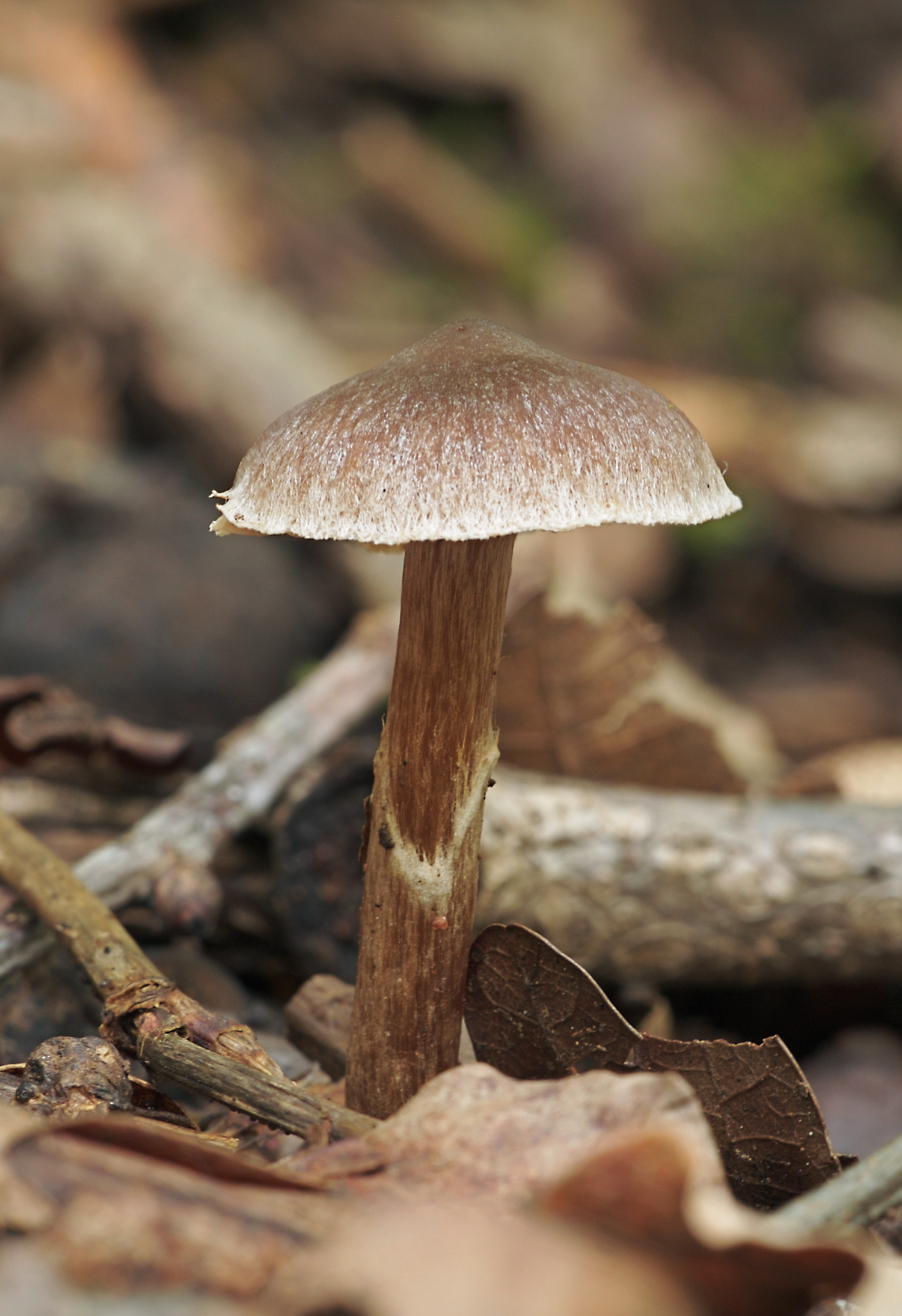
Cortinarius flexipes

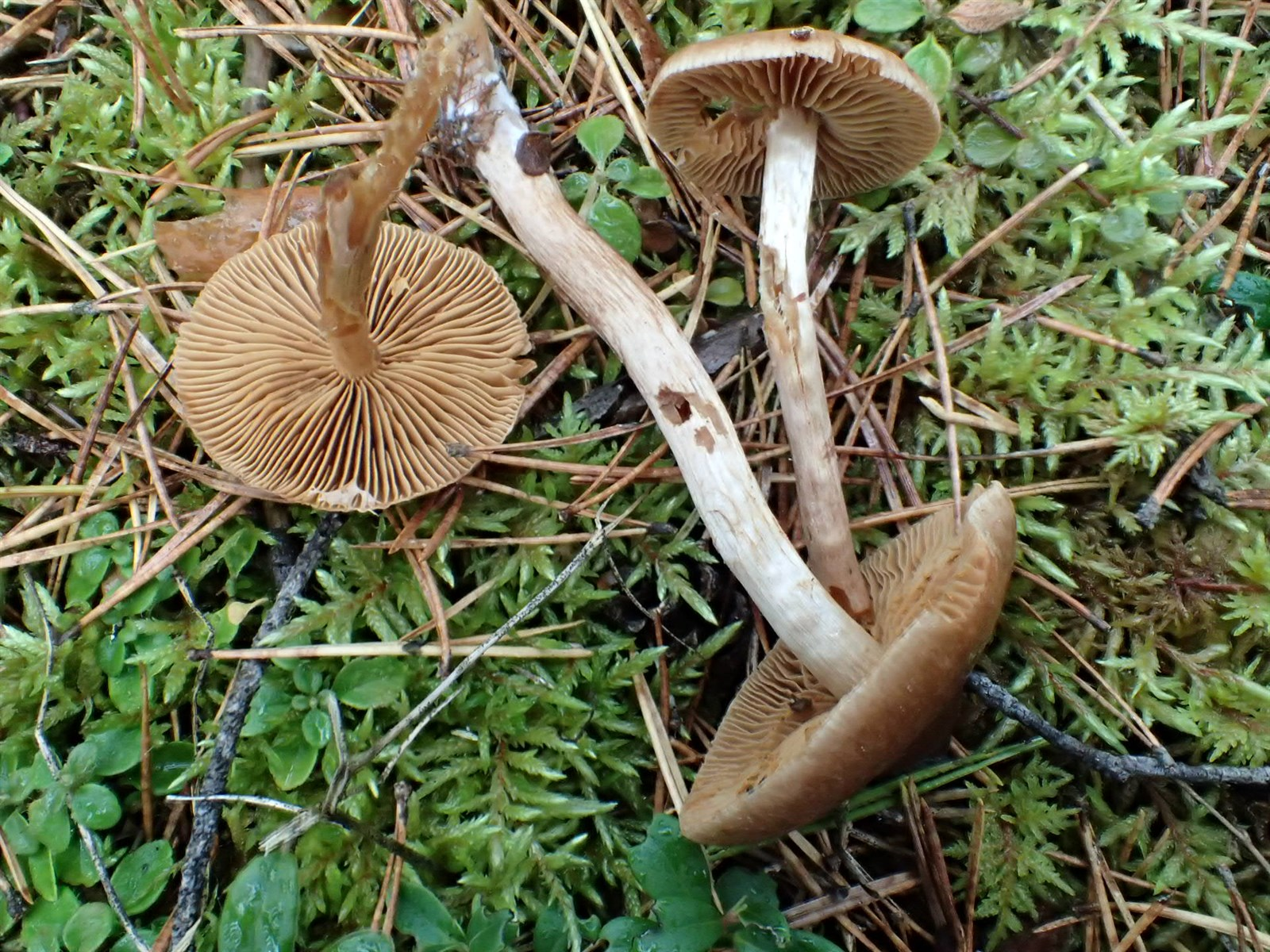
Cortinarius fulvescens
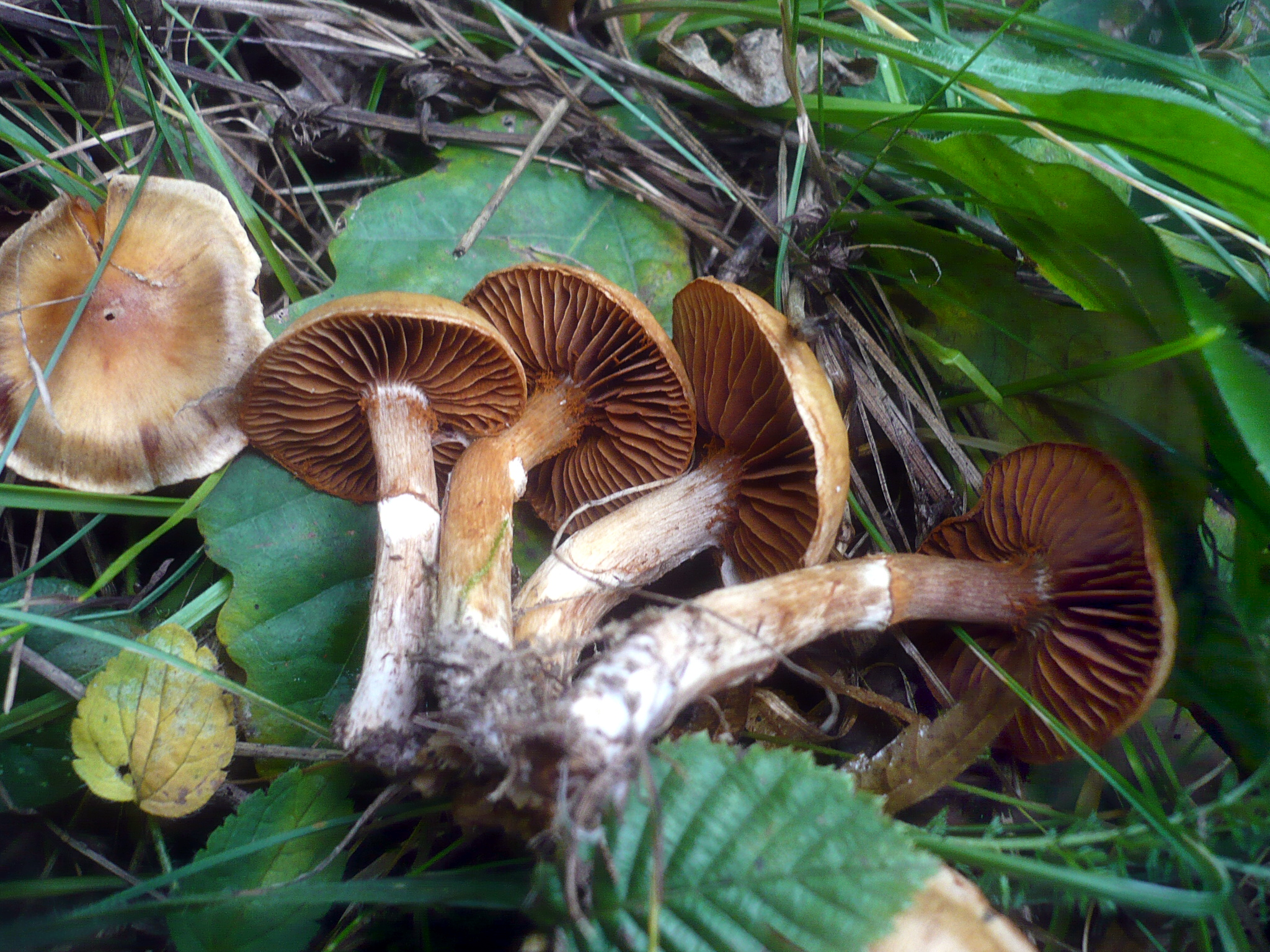
Cortinarius hinnuleus
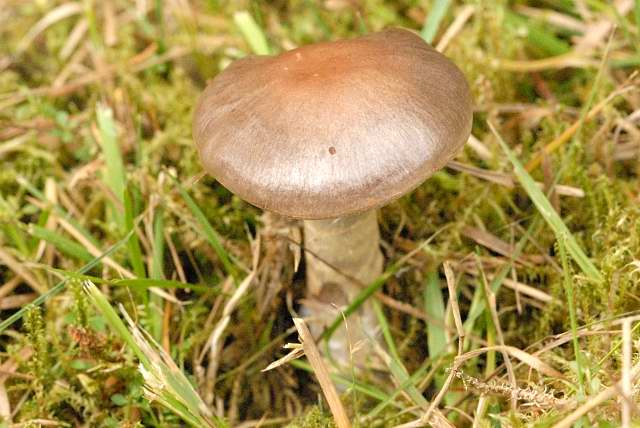
Cortinarius malachius
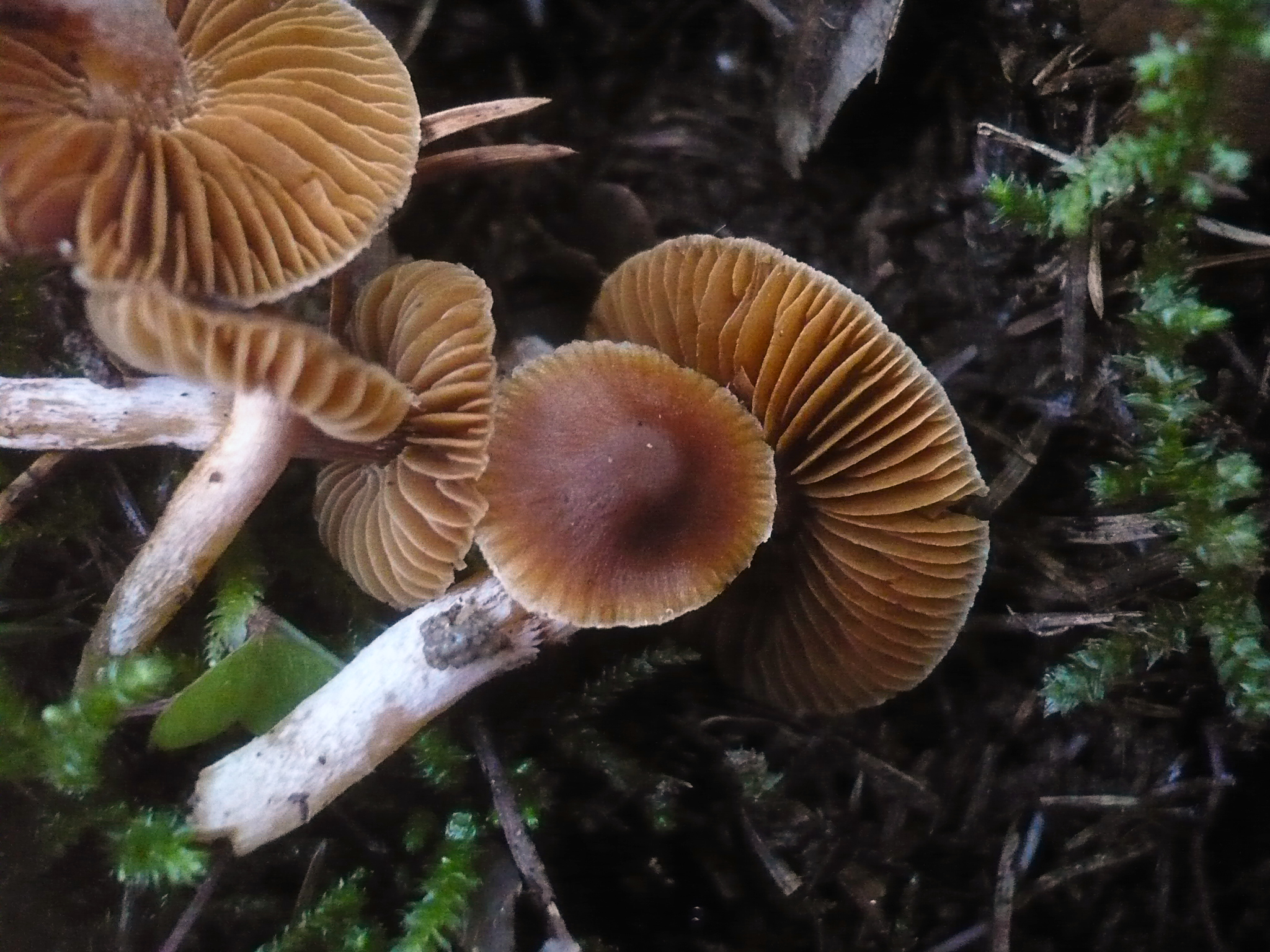
Cortinarius obtusus

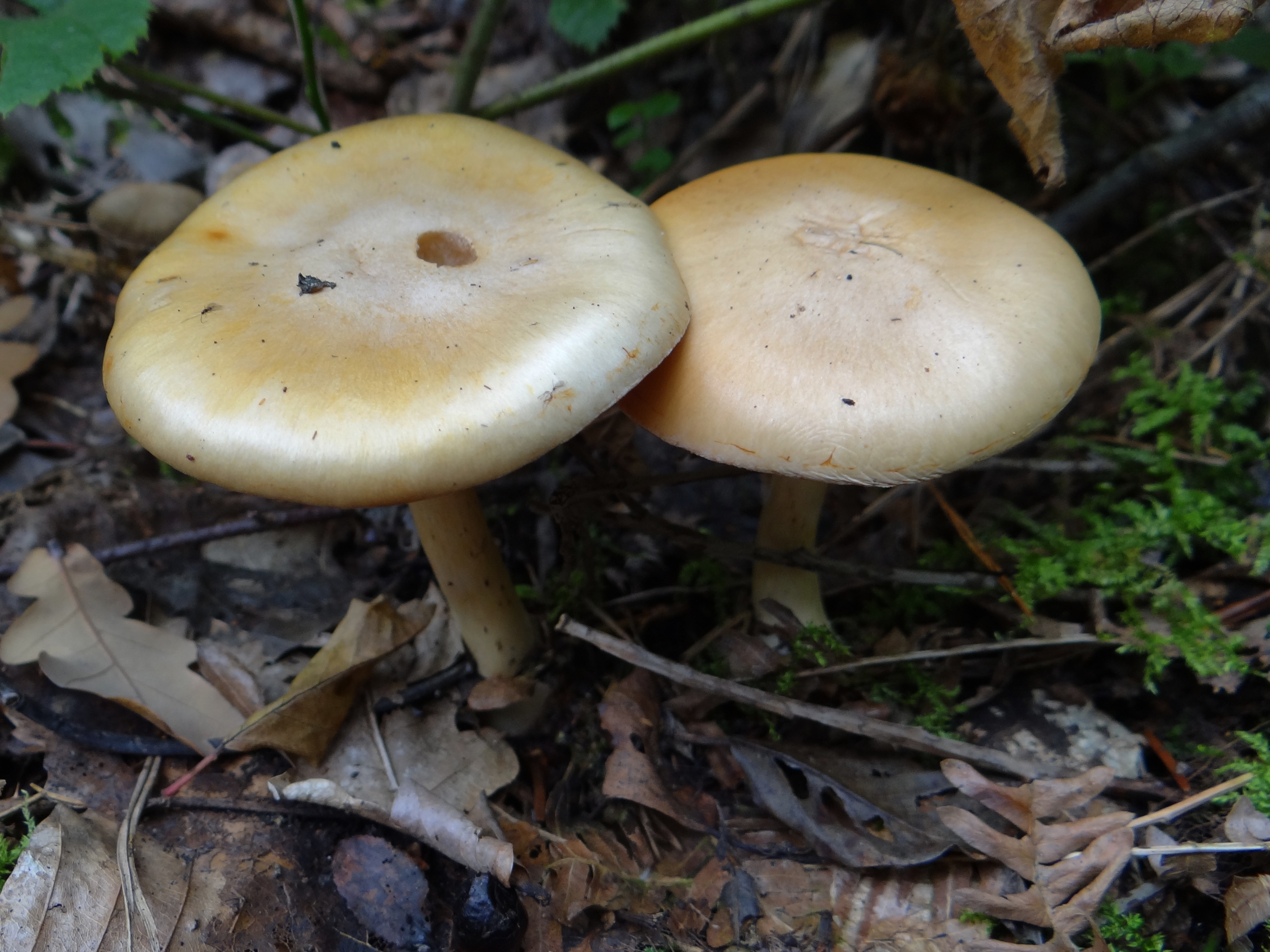
Cortinarius rigens
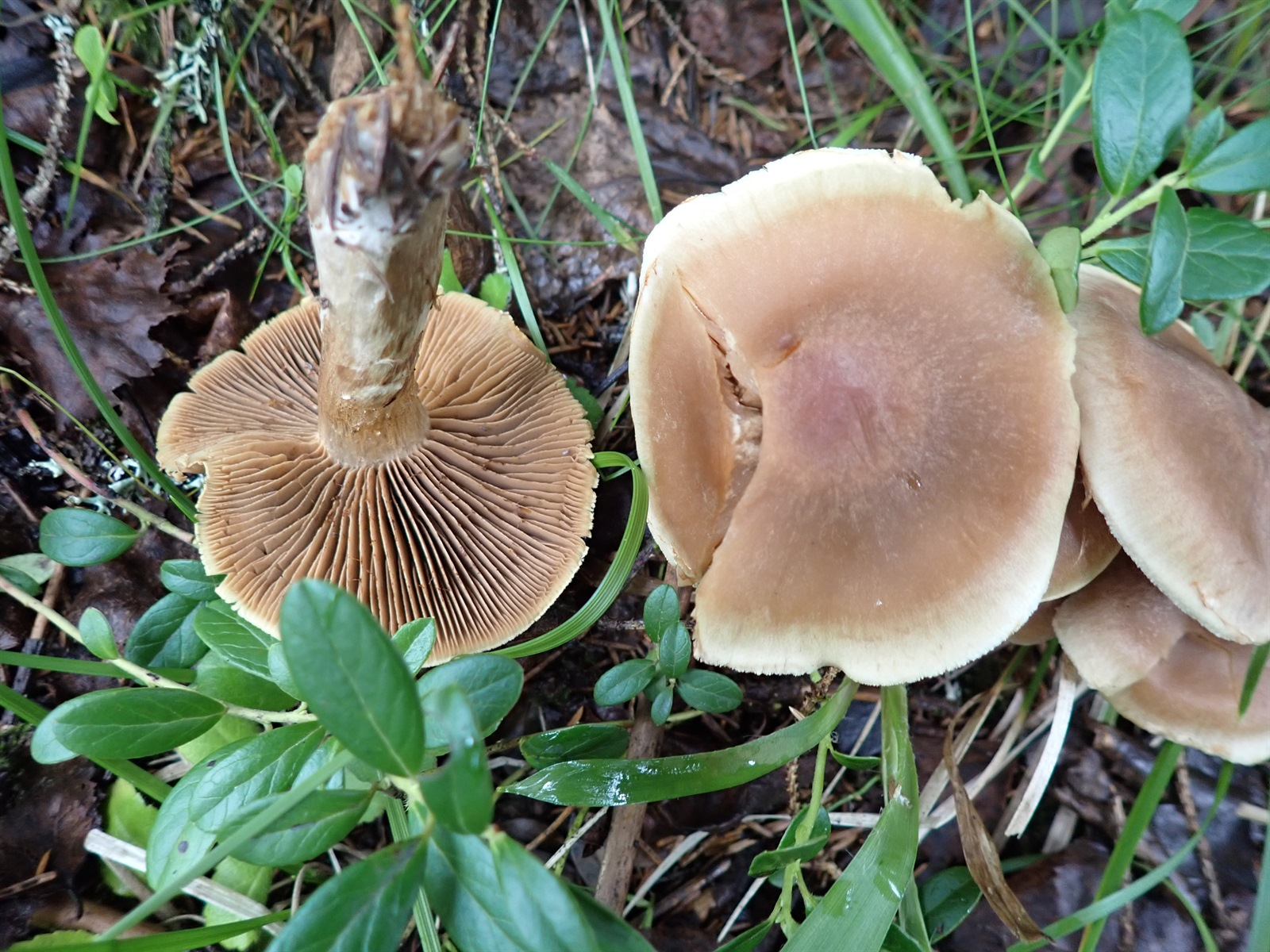
Cortinarius triformis
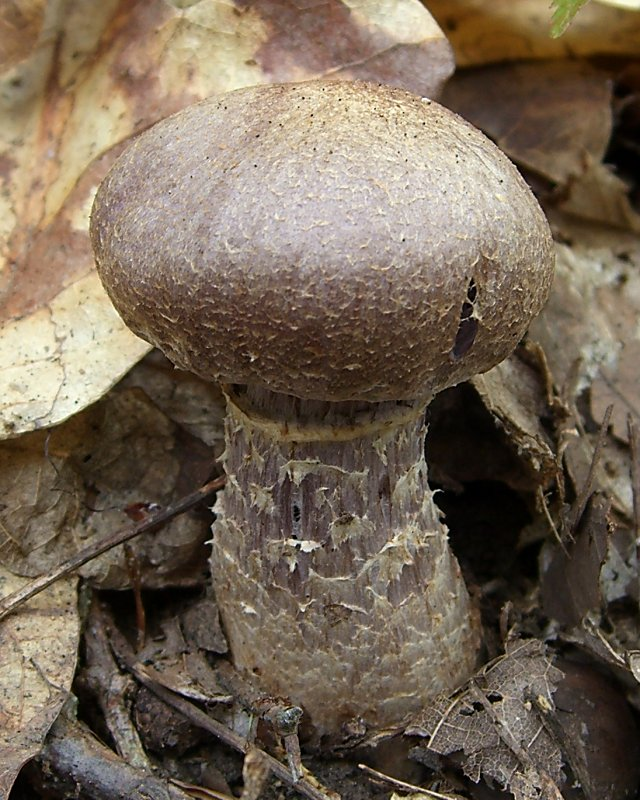
Cortinarius torvus
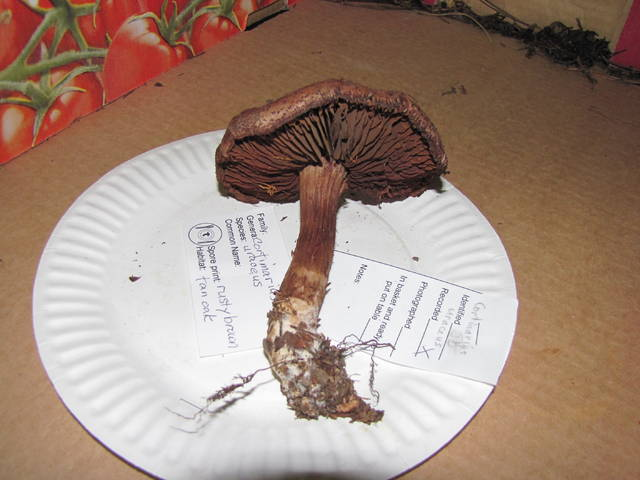
Cortinarius uraceus